# Kanada
Kanada (englisch und französisch Canada) ist ein föderaler Staat in Nordamerika, der zwischen dem Atlantik im Osten und dem Pazifik im Westen liegt und nordwärts bis zum Arktischen Ozean reicht. Bundeshauptstadt ist Ottawa, die bevölkerungsreichste Stadt ist Toronto.
Kanada grenzt im Süden und im Nordwesten an die Vereinigten Staaten, im Osten an das französische Überseegebiet Saint-Pierre und Miquelon und mit der 2022 geschaffenen Grenze über die Hans-Insel an Grönland. Gemessen an der Fläche ist es nach Russland der zweitgrößte Staat der Erde, hat etwa 40 Millionen Einwohner und eine Bevölkerungsdichte von nur vier Personen pro Quadratkilometer.
Die Besiedlung durch die First Nations begann spätestens vor 12.000 Jahren, die Inuit folgten vor rund 5000 Jahren. Spätestens im 11. Jahrhundert und erneut ab dem späten 15. Jahrhundert erreichten Europäer das heutige Gebiet des Staates und begannen um 1600 mit der Kolonisierung. Dabei setzten sich zunächst Franzosen und Briten fest. Damals breitete sich die Bezeichnung „Canada“ aus, ursprünglich der Name eines Irokesendorfes. Frankreich trat 1763 seine Kolonie Neufrankreich an Großbritannien ab (siehe unten). 1867 gründeten drei britische Kolonien die Kanadische Konföderation. Mit dem Statut von Westminster erhielt der Staat 1931 gesetzgeberische Unabhängigkeit. Weitere verfassungsrechtliche Bindungen zum Vereinigten Königreich wurden 1982 aufgehoben.
Kanada ist ein Königreich innerhalb des Commonwealth of Nations. Nominelles Staatsoberhaupt ist somit König Charles III., der durch den Generalgouverneur von Kanada vertreten wird. Kanada ist ein auf dem britischen Westminster-System basierender parlamentarisch-demokratischer Bundesstaat und eine parlamentarische Monarchie. Auf bundesstaatlicher Ebene sind Englisch und Französisch Amtssprache.
Die Unabhängigkeitsbestrebungen Québecs, die Stellung der frankophonen Kanadier und die Rechte der indigenen Völker (neben den First Nations und Inuit die Métis) sind wichtige Konfliktlinien in Staat und Gesellschaft. Die Themen Klimawandel und Umweltschutz, Einwanderungspolitik und Rohstoffabhängigkeit sowie das Verhältnis zu den Vereinigten Staaten – von denen kulturell und historisch bedingt ein ambivalentes Bild besteht – kennzeichnen die öffentlichen Debatten.

## Geographie

### Ausdehnung und Grenzen
Kanada ist mit einer Fläche von 9.984.670 km² nach Russland der zweitgrößte Staat der Erde und fast so groß wie Europa. Der Staat nimmt rund 41 % Nordamerikas ein. Im Süden und Nordwesten hat Kanada die längste Landgrenze der Welt zu den Vereinigten Staaten. Ein weiterer Nachbar ist das dänische Autonomiegebiet Grönland, das durch die rund 30 Kilometer breite Meerenge Kennedy-Kanal von der nördlichsten kanadischen Insel, Ellesmere Island, getrennt wird. Die winzige Hans-Insel war bis 2022 zwischen beiden Staaten umstritten, ehe sie durch das Ziehen einer etwa 1,2 Kilometer langen Staatsgrenze quer über das Eiland aufgeteilt wurde. Schließlich existiert mit der Inselgruppe Saint-Pierre und Miquelon südlich von Neufundland ein Überbleibsel der französischen Kolonie Neufrankreich.
Die Nord-Süd-Ausdehnung erstreckt sich von 83,11° nördlicher Breite am Kap Columbia auf Ellesmere Island in Nunavut bis zur Insel Middle Island im Eriesee bei 41,68° (etwa die Breite von Rom) und beträgt somit 41,43° oder 4634 Kilometer. Die größte Ost-West-Entfernung beträgt 5514 Kilometer von Cape Spear auf Neufundland (52,62° W) bis zur Grenze des Yukon-Territoriums mit Alaska (141° W). Die Gesamtlänge der Grenze zwischen Kanada und den USA beträgt 8890 Kilometer. Kanada hat mit 243.042 Kilometern zugleich die längste Küstenlinie der Welt. Die größte Insel ist die Baffininsel im Nordosten, welche mit einer Fläche von 507.451 km² zugleich die fünftgrößte Insel der Welt ist. Die nördlichste Halbinsel ist Boothia. 9.093.507 km² Kanadas sind Land- und 891.163 km² Wasserfläche.
Kanada hat Anteil an sechs Zeitzonen, siehe hierzu Zeitzonen in Kanada.

### Geologie und Landschaftsgliederung

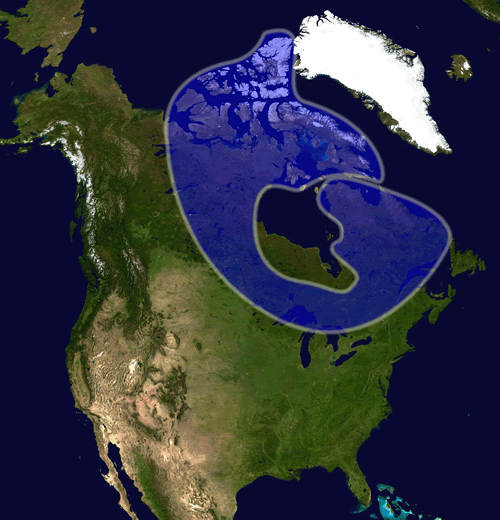
Der Kanadische Schild

Kanadas Klimazonen

Das geologische Grundgebirge der östlichen Provinzen sind alte, abgetragene Berge neben noch älteren Abschnitten des Kanadischen Schildes, die bis zu 4,03 Milliarden Jahre alt sind. Dieser umfasst eine ausgedehnte Region mit einigen der ältesten Gesteine. Um die Hudson Bay gelegen, nimmt er fast die Hälfte des Staatsgebiets ein. Abgesehen von einigen niedrigen Bergen im östlichen Québec und in Labrador ist die Landschaft flach und hügelig. Das Gewässernetz ist dicht, die Entwässerung der Region erfolgt über eine Vielzahl von Flüssen. Die südliche Hälfte des Schildes ist mit borealen Wäldern bedeckt, während die nördliche Hälfte einschließlich der Inseln des arktischen Archipels jenseits der arktischen Baumgrenze liegt und mit Felsen, Eis und Tundrenvegetation bedeckt ist. Die östlichen Inseln des Archipels sind gebirgig, die westlichen dagegen flach.
Westlich und südlich des Kanadischen Schildes liegen die Ebenen um den Sankt-Lorenz-Strom und die Großen Seen. Die natürliche Vegetation des südlichen Teils der dort liegenden Prärieprovinzen Saskatchewan, Manitoba und Alberta ist das Präriegras. Der nördliche Teil dagegen ist bis zur Tundra-Zone bewaldet.
Die teils vulkanisch aktiven Gebirgszüge der Coast Range und der Rocky Mountains, wie der Mount Edziza oder die Northern Cordilleran Volcanic Province im Norden British Columbias, dominieren das westliche Kanada. Sie verlaufen in Nord-Süd-Richtung durch Yukon und British-Columbia, die dortige Küstenlinie wird tief von Fjorden durchschnitten. Vor der Küste liegt Vancouver Island, ein Ausläufer des Küstengebirges.
Die höchsten kanadischen Gebirgsregionen liegen im Westen mit den Rocky Mountains – höchster Berg ist der 5959 m hohe Mount Logan im Territorium Yukon – und der Kette der Küstengebirge am Pazifischen Ozean (Coast Mountains und Kaskadenkette). Ein weiteres wichtiges System verläuft entlang der Nordostküste von Ellesmere Island (Arktische Kordillere) bis zu den Torngatbergen in Québec sowie in Neufundland und Labrador. Im Osten Kanadas liegen die nördlichen Appalachen und die Laurentinischen Berge.
Der wichtigste Fluss Kanadas ist der 3058 Kilometer lange Sankt-Lorenz-Strom. Er dient als Wasserstraße zwischen den Großen Seen und dem Atlantik. Kanadas zweitlängster Fluss ist der Mackenzie River (1903 Kilometer) in den Nordwest-Territorien. Weitere bedeutende Flüsse sind der Yukon River und der Columbia River, die teilweise auch in den Vereinigten Staaten verlaufen, der Fraser, der Nelson, der Churchill und der Manicouagan sowie Nebenflüsse wie der Saskatchewan River, der Peace River, der Ottawa und der Athabasca.
Kanada ist zudem ein überaus seenreiches Land. 7,6 % seiner Landmasse sind mit insgesamt rund zwei Millionen Seen bedeckt. 563 Seen sind größer als 100 km². Zu den größten Seen gehören der Große Bärensee (31.153 km²), der Große Sklavensee (27.048 km²), der Winnipegsee (24.420 km²), der Athabascasee (7.850 km²) sowie die Großen Seen (zusammen rund 245.000 km²), durch die mit Ausnahme des Michigansees die Grenze zum südlichen Nachbarland verläuft. Der größte gänzlich in Kanada gelegene See ist der Große Bärensee in den Nordwest-Territorien.

### Klima

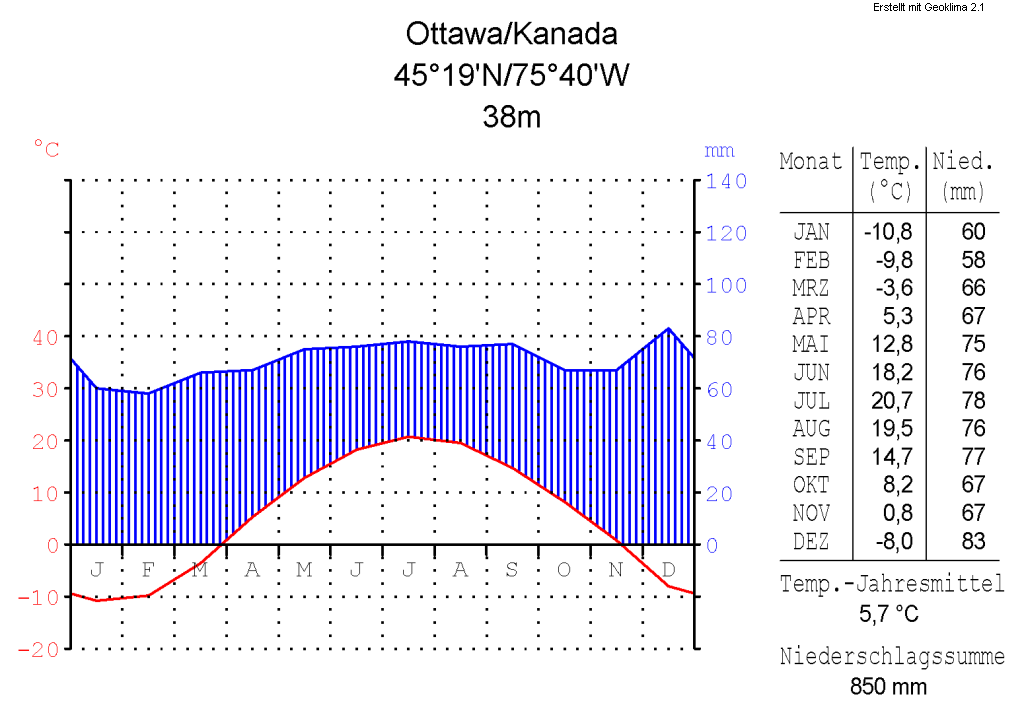
Klimadiagramm der Hauptstadt Ottawa

Kanada umfasst unterschiedliche Klimazonen (vom Polarklima bis zum gemäßigten Klima). Überwiegend bestimmt das boreale Klima mit langen, kalten Wintern und kurzen, heißen Sommern den größeren Teil Kanadas. Im Winter 2004/2005 wurden Temperaturen von −58 °C in Burwash Landing des Territoriums Yukon gemessen; die tiefste je gemessene Temperatur wurde mit −63 °C in Snag im selben Territorium am 3. Februar 1947 aufgezeichnet. Die höchste Temperatur wurde in Lytton (British Columbia) mit 49,6 °C am 28. Juni 2021 ermittelt.
An der Westküste findet man maritimes Klima mit hohen Niederschlägen, da sich die feuchte, vom Ozean kommende Luft am Westrand des Küstengebirges abregnet. Den Niederschlagsrekord hält Ucluelet in British Columbia mit 489,2 mm an einem einzigen Tag (6. Oktober 1967). Die Jahreszeiten sind in den Provinzen Québec und Ontario am deutlichsten ausgeprägt, mit kalten Wintern, milden Frühjahren und Herbstmonaten und von Juli bis September oft sehr schwül-heißen Sommern mit Durchschnittstemperaturen um 25 °C.
Am häufigsten leiden die Prärieprovinzen Alberta, Saskatchewan und Manitoba unter Trockenheit. Eines der trockensten Jahre war das Jahr 1936, das trockenste jedoch 1961. Regina erhielt 45 % weniger Regen als im Durchschnitt. 1988 war so trocken, dass jeder zehnte Farmer aufgeben musste. Das wärmste Jahr in Kanada war das Jahr 1998.

### Flora und Fauna

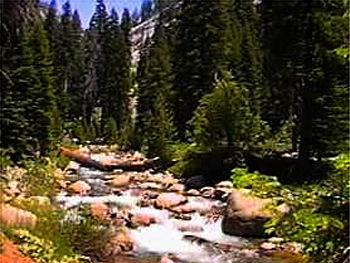
Nadelwald

Große Naturgebiete, vor allem in den Tundra- und Bergregionen, bedecken 70 % Kanadas. Das entspricht 20 % der weltweit verbleibenden Wildnisgebiete (ohne Antarktis). Noch ist mehr als die Hälfte der ausgedehnten Wälder Urwald. Die nördliche Waldgrenze verläuft von der Ostküste Labradors über die Ungava-Halbinsel Richtung Süden entlang des Ostufers der Hudson Bay und setzt sich anschließend schlangenlinienförmig Richtung Nordwesten zum Unterlauf des Mackenzie und weiter nach Alaska fort. Nördlich der Baumgrenze gibt es kaum oder gar keinen fruchtbaren Boden (Tundra). Die Vegetation der südlichsten Tundragebiete besteht aus niedrigem Buschwerk, Gräsern und Riedgras. Die nördlichsten Gebiete sind zu weniger als einem Zehntel mit den für die Polarregion typischen Moosen bedeckt.
Südlich der Baumgrenze, von Alaska bis Neufundland, schließt sich eines der größten Nadelwaldgebiete der Welt an. Im Osten, von den Großen Seen bis zu den Küsten, wachsen hauptsächlich Mischwälder mit Zuckerahorn, Buchen, Birken, Kiefern und Hemlocktannen. Die Tiefebenen im äußersten Süden sind mit reinen Laubwäldern bedeckt. Hier gedeihen neben Hickorybäumen, Eichen und Ulmen, Kastanien, Ahorn und Walnussbäume. In den westlichen Berggebieten sind die Fichte, Douglasie und Lodgepole-Kiefer am weitesten verbreitet, in Hochebenen wachsen außerdem Zitterpappel und Gelb-Kiefer. Die Vegetation der niederschlagsreichen Pazifikküste wird von Wäldern aus dichten, hohen Douglasfichten, westlichen Rot-Zedern und Hemlocktannen beherrscht. Das Prärieland ist zu trocken, um mehr als vereinzelte Baumgruppen hervorzubringen. Vom ursprünglich weiten, hügeligen Grasland ist heute nur noch wenig übrig; es ist dem heute berühmten Weizengürtel Kanadas gewichen.

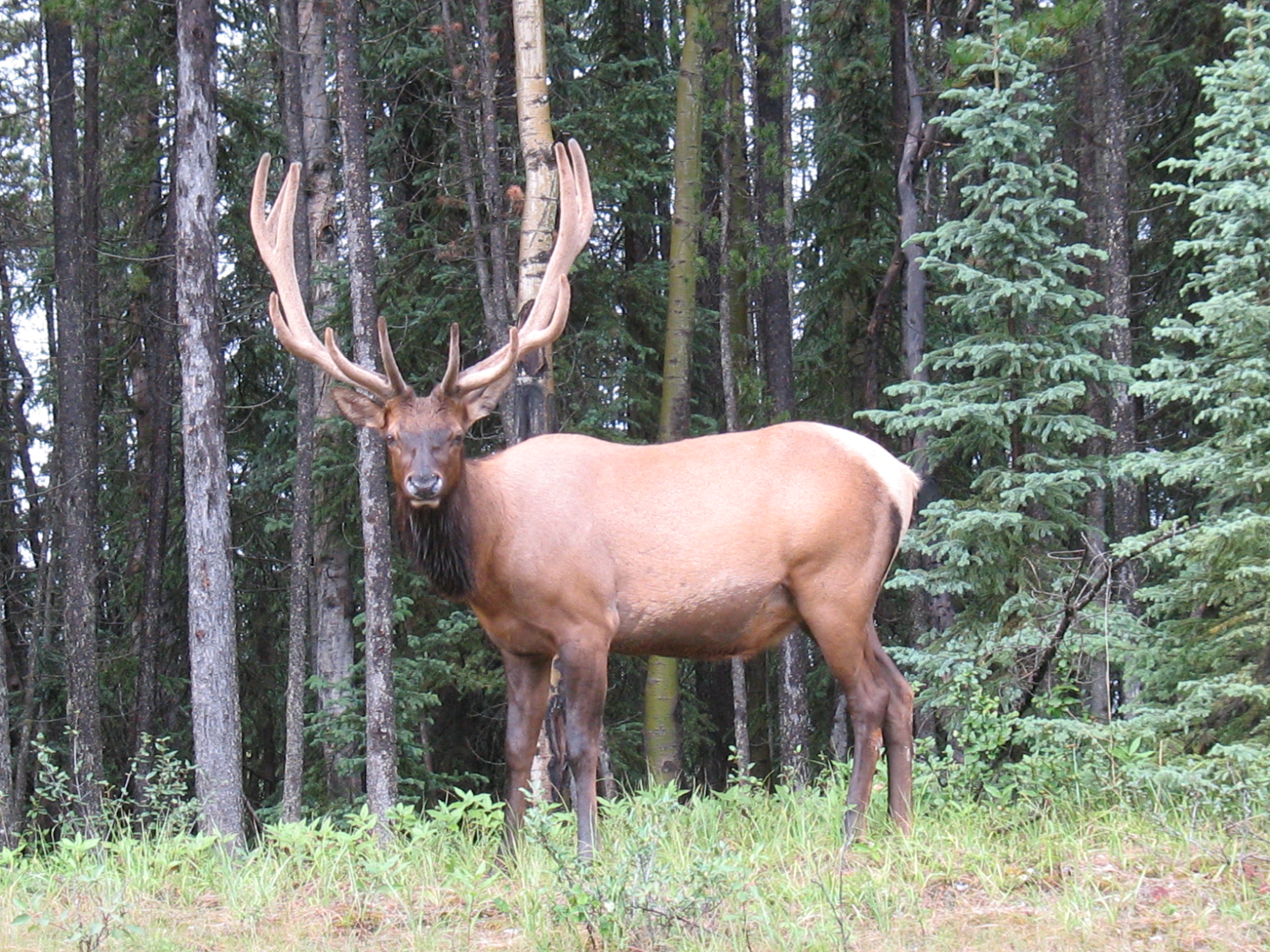
Wapiti oder Elk beim Maligne Lake im Jasper-Nationalpark

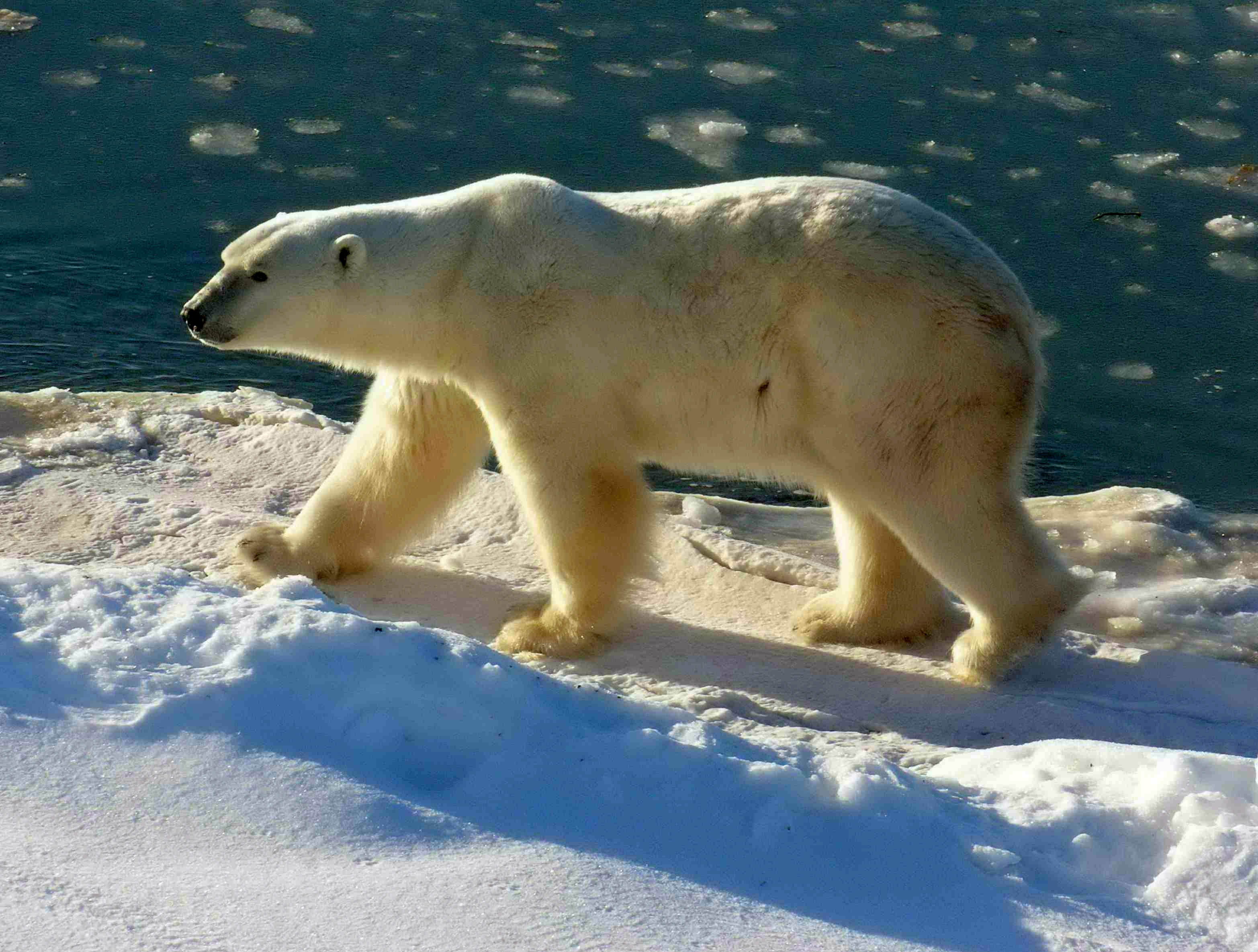
Eisbär im Wapusk-Nationalpark, Manitoba

Die arktischen Gewässer bieten Nahrung für Wale, Walrosse, Seehunde und für Eisbären. In den Tundren leben Moschusochsen, Karibus, Polarwölfe, Polarfüchse, Polarhasen und Lemminge, vereinzelt auch Vielfraße; viele Zugvögel verbringen hier den Sommer, darunter Alke, Enten, Möwen, Seeschwalben und andere Seevögel. Die Wälder im Norden sind ein idealer Lebensraum für Karibus und Elche, Luchse, Schwarz- und Braunbären. Doch gehen die Bestände der riesigen Karibuherden aufgrund von Industrialisierung und winterlichen Freizeitaktivitäten, vor allem aufgrund der Störungen durch motorisierte Schlitten, zurück. Die Bedeutung der Jagd ist hierbei rückläufig.
Fünf Milliarden Vögel kommen jeden Sommer in die borealen Wälder. Daher hat Kanada 1917 zusammen mit den USA angefangen, Schutzgebiete für Zugvögel einzurichten. Heute bestehen 92 solcher Gebiete mit einer Gesamtfläche von etwa 110.000 km². Zur artenreichen Vogelwelt zählen der Kardinal, der Waldsänger, der Weißkopfseeadler und die Spottdrossel sowie der seltene Marmelalk, der nur in alten Wäldern überleben kann.
Biber, Marder, Bisamratten, Nerze sind auch heute noch Grundlage des inzwischen unbedeutenden Pelzhandels. Weiter im Süden findet man Wapitis, während es in dichter besiedelten Landstrichen vor allem kleinere Säugetiere, wie Grau- und Backenhörnchen, Wiesel und Otter gibt. In den Präriegebieten leben kleinere Tiere, wie Präriehasen, Taschenratten und das Spitzschwanzhuhn sowie Bisons und Gabelböcke. In den westlichen Bergen gibt es Dickhornschafe und Schneeziegen.
Die einheimische Tier- und Pflanzenwelt steht in 44 Nationalparks, weit über tausend Provinzparks und Naturreservaten unter Schutz. Größtes Schutzgebiet ist der 44.802 km² große Wood-Buffalo-Nationalpark im nördlichen Teil von Alberta und den Nordwest-Territorien, in dem zahlreiche vom Aussterben bedrohte Arten vertreten sind. Bemerkenswert ist der dortige, mit etwa 6000 Tieren größte Bestand frei lebender Bisons der Welt. In vielen Seengebieten braucht der Mensch besonders im Sommer strenge Vorkehrungen gegen Insektenbisse, da Stech- und Kriebelmücken in sehr hoher Dichte leben.

### Ballungsräume
→ Siehe auch: Liste der Städte in Kanada
Von den über 38 Millionen Einwohnern lebt mehr als die Hälfte der Bevölkerung in den 30 größten Städten. Geht man von den Ballungsräumen (census metropolitan areas) aus, steigt diese Zahl auf über 70 %. Toronto ist das bedeutendste Produktionszentrum und mit 5.928.040 Einwohnern (Stand: 2016) der größte Ballungsraum. Die Handelsmetropole Montreal zählte 4.098.927, Vancouver 2.463.431 Einwohner. Weitere Ballungsräume sind die Bundeshauptstadt Ottawa-Gatineau (1.323.783), Calgary (1.392.609), Edmonton (1.321.426), Québec (800.296), Winnipeg (778.489) und Hamilton (747.545).

## Landesname

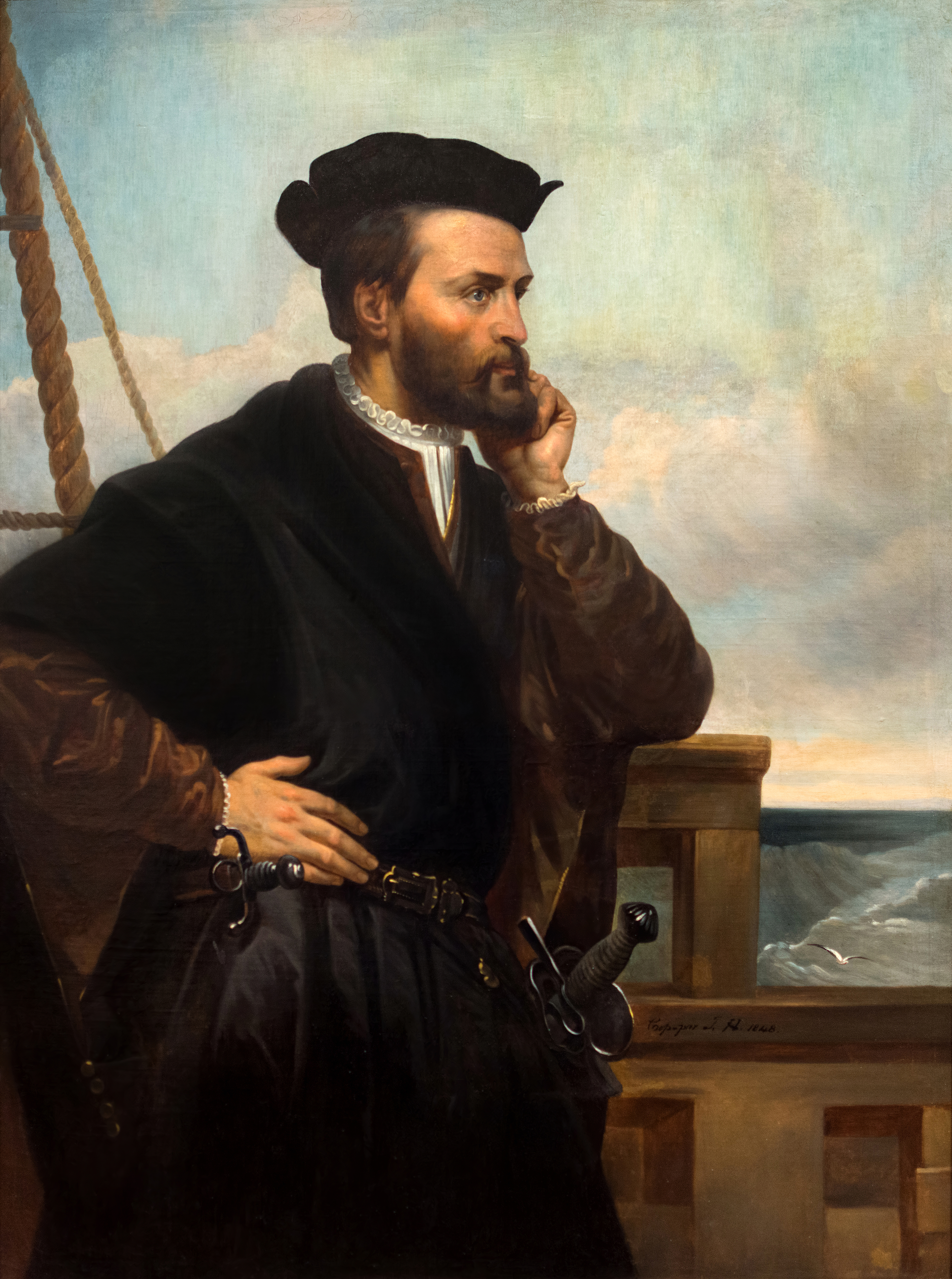
Idealporträt Jacques Cartier

Der Name Kanada ist mit hoher Wahrscheinlichkeit vom Wort kanata abgeleitet, das in der Sprache der Sankt-Lorenz-Irokesen „Dorf“ oder besser „Siedlung“ bedeutete. 1535 gaben Bewohner der Region um die heutige Stadt Québec dem französischen Entdecker Jacques Cartier eine Wegbeschreibung zum Dorf Stadacona. Cartier verwendete daraufhin die Bezeichnung Canada nicht nur für dieses Dorf, sondern für das ganze Gebiet, das von dem in Stadacona lebenden Häuptling Donnacona beherrscht wurde. Ab 1545 war auf Karten und in Büchern die Bezeichnung Canada für diese Region üblich. Cartier nannte außerdem den Sankt-Lorenz-Strom Rivière de Canada, ein Name, der bis zum frühen 17. Jahrhundert in Gebrauch war. Forscher und Pelzhändler zogen in Richtung Westen und Süden, wodurch das als „Kanada“ bezeichnete Gebiet wuchs. Im frühen 18. Jahrhundert wurde der Name für den gesamten heutigen mittleren Westen bis Louisiana benutzt. Die seit 1763 britische Kolonie Québec wurde 1791 in Oberkanada und Niederkanada aufgeteilt, was etwa den späteren Provinzen Ontario und Québec entsprach. Sie wurden 1841 wieder zur neuen Provinz Kanada vereinigt.
1867 erhielten die neu gegründeten Bundesstaaten der Kolonien in Britisch-Nordamerika den Namen „Kanada“ und den formellen Titel Dominion. Bis in die 1950er-Jahre war die amtliche Bezeichnung Dominion of Canada üblich.
Mit der zunehmenden politischen Autonomie gegenüber Großbritannien verwendete die Regierung mehr und mehr die Bezeichnung Canada in rechtlich bindenden Dokumenten und Verträgen. Das Kanada-Gesetz 1982 bezieht sich nur noch auf Canada, die inzwischen einzige amtliche (zweisprachige) Bezeichnung.

## Geschichte

### Ur- und Frühgeschichte
Indianer (in Kanada First Nations genannt) besiedelten Nordamerika vor mindestens 12.000 Jahren, was den Anfang der paläoindianischen Periode markiert. Vor rund 5000 Jahren folgten die Inuit. In den Bluefish-Höhlen im nördlichen Yukon fand man die ältesten menschlichen Spuren in Kanada; in der Charlie-Lake-Höhle fanden sich Werkzeuge aus der Zeit ab etwa 10.500 v. Chr. Aus der Zeit ab etwa 9000 v. Chr. stammen Funde bei Banff und in Saskatchewan, aber auch bereits in Québec.
Ab etwa 8000 v. Chr. folgte die archaische Phase. Gruppen aus dem Westen erreichten um 7500 v. Chr. das südliche Ontario. Dort fanden sich Speerschleudern. Siedlungsschwerpunkte waren im Osten der untere Sankt-Lorenz-Strom und die Großen Seen sowie die Küste Labradors (L’Anse Amour Site) an der im 6. Jahrtausend die ersten größeren Grabstätten entstanden, später Burial Mounds.
Auf den Great Plains entstanden neue Waffentechnologien und weitläufiger Handel, etwa mit Chalzedon aus Oregon und Obsidian aus Wyoming. In einigen Gebieten wurden noch um 8000 v. Chr. Pferde gejagt; sie verschwanden ebenso wie die Megafauna. Erst später teilte sich der riesige Kulturraum erkennbar in zwei Großräume auf, die Frühe Shield- und die Frühe Plains-Kultur, wobei sich Kupferbearbeitung bereits um 4800 v. Chr. zeigen lässt.
Im Westen reichen die Spuren bis vor 8000 v. Chr. zurück, vielfach ohne erkennbaren kulturellen Bruch. So besteht die Kultur der Haida auf Haida Gwaii seit über 9500 Jahren. Der Handel mit Obsidian vom Mount Edziza reicht über 10.000 Jahre zurück.
Vor 2500 v. Chr. bestanden im Westen Siedlungen, dazu Anzeichen sozialer Differenzierung. Hausverbände bestanden, die sich saisonal zur Jagd in großen Gruppen zusammenfanden. Auch in den Plains lassen sich Dörfer nachweisen.
Die Cree, Ojibwa, Algonkin, Innu und Beothuk, die in den frühen europäischen Quellen fassbar sind, gehen wohl auf Gruppen der Shield-Kultur zurück. Die Plainskulturen waren durch Bisons gekennzeichnet, Hunde wurden als Trage- und Zugtiere eingesetzt, das Tipi setzte sich durch sowie die Herstellung von Pemmikan.
Als wichtigste kulturelle Veränderung der Plateaukultur im westlichen Binnenland gilt der Übergang von der Nichtsesshaftigkeit zur Halbsesshaftigkeit mit Winterdörfern und sommerlichen Wanderzyklen um 2000 v. Chr. Eine ähnliche Entwicklung vollzog sich früher an der Küste, deren Kulturen sich mit den Küsten-Salish in Beziehung bringen lassen. Gegen Ende der Epoche lassen sich erstmals Plankenhäuser nachweisen. Einige Salish waren bereits vor 1600 v. Chr. Bauern – wie man von den Katzie weiß. Die Nuu-chah-nulth auf Vancouver Island entwickelten hochseetüchtige Kanus, mit denen sie (als einzige) auf Walfang gingen.
Die Herstellung von Tongefäßen erreichte das Gebiet des heutigen Kanada wohl von Südamerika, Pfeil und Bogen kamen um 3000 v. Chr. aus Asien und wurden wahrscheinlich erstmals von Paläo-Eskimos eingesetzt. Der Bogen erreichte die Ostküste über die Arktis, kam aber erst rund drei Jahrtausende später in den Westen.
Mit den Keramikgefäßen ab etwa 500 v. Chr. endete an der Ostküste die archaische Phase, die von den Woodland-Perioden abgelöst wurde. Manche Dörfer, meist aus Langhäusern bestehend, waren wohl schon ganzjährig bewohnt. Auf die Frühe Woodland-Periode an den Großen Seen und dem Sankt-Lorenz-Strom (etwa 1000 v. Chr. bis 500 n. Chr.) gehen wohl die Irokesen zurück, aber auch einige der Algonkin-Gruppen.
Bis nach Zentral-Labrador zeigen sich auf dem kanadischen Schild die Einflüsse der Adena-Kultur. Ihre typischen Mounds erscheinen auch in der westlichen Schild-Kultur, beispielsweise im südlichen Ontario. Wahrscheinlich kam es infolge der Domestizierung von Wildreis zu einer herausgehobenen Schicht von Landbesitzern (Psinomani-Kultur). Der Süden Ontarios war in die Fernhandels-Beziehungen der Hopewell-Kultur eingebunden. Kupfer wurde im ganzen Osten Nordamerikas verbreitet.
Die späte Plains-Kultur lebte in hohem Maße von Bisons. Fernhandel war weit verbreitet und reichte westwärts bis zum Pazifik. Im Norden überwogen kleinere nomadische Gruppen, während sich im Süden ein Zyklus saisonaler Wanderungen durchsetzte, deren Mittelpunkt feste Dörfer waren.
Der späten Plateau-Kultur lieferten die Laichzüge der Lachse die Nahrung, ähnlich wie an der Pazifikküste. Ab 2500 v. Chr. lässt sich das so genannte Pit House („Grubenhaus“) nachweisen, das teilweise in die Erde gegraben wurde und eine bessere Bevorratung ermöglichte.
Die Küstenkultur wurde zwischen 500 v. und 500 n. Chr. als Ranggesellschaft von Süden nach Norden strenger. Eine Schicht führender Familien beherrschte den Handel sowie den Zugang zu Ressourcen und hatte die politische und spirituelle Macht. Auch hier tauchen erstmals Begräbnishügel auf. In einigen Regionen herrschten Steinhaufengräber (cairns) vor, wie etwa um Victoria. Die Dörfer wurden zahlreicher und vielfach größer, bald stärker befestigt. Die Kultur war von Plankenhäusern, oftmals monumentalen Schnitzwerken (Wappen- oder Totempfählen), komplexen Zeremonien und Clanstrukturen gekennzeichnet. Nirgendwo war die Bevölkerungsdichte so groß wie an der Westküste.
Im Gegensatz dazu gestatteten die Klimabedingungen und starke vulkanische Aktivität im Nordwesten keine dauerhafte Ansiedlung. Mit den Athabasken verbinden sich Fundstellen im Einzugsgebiet des Mackenzie Rivers ab 1000 v. Chr. bis etwa 700 n. Chr.
Gegen 2500 v. Chr. wanderte ein Teil der Paläo-Eskimos von Alaska nach Grönland; es entwickelte sich die Prä-Dorset-Kultur. Um 500 v. Chr. bis 1000 n. Chr. folgte die „Dorset-Kultur“ (nach Cape Dorset auf einer Baffin Island vorgelagerten Insel benannt). Um 2000 v. Chr. bis 1000 n. Chr. bestand die Neo-Eskimo-Kultur. Um 1000 setzte sich eine erneute Wanderung von Alaska nach Grönland in Bewegung. Aus der Vermischung der Kulturen ging wohl die Thule-Kultur hervor, die bis etwa 1800 bestand. Ihre Angehörigen sind die Vorfahren der heutigen Inuit.

### Kolonialisierung

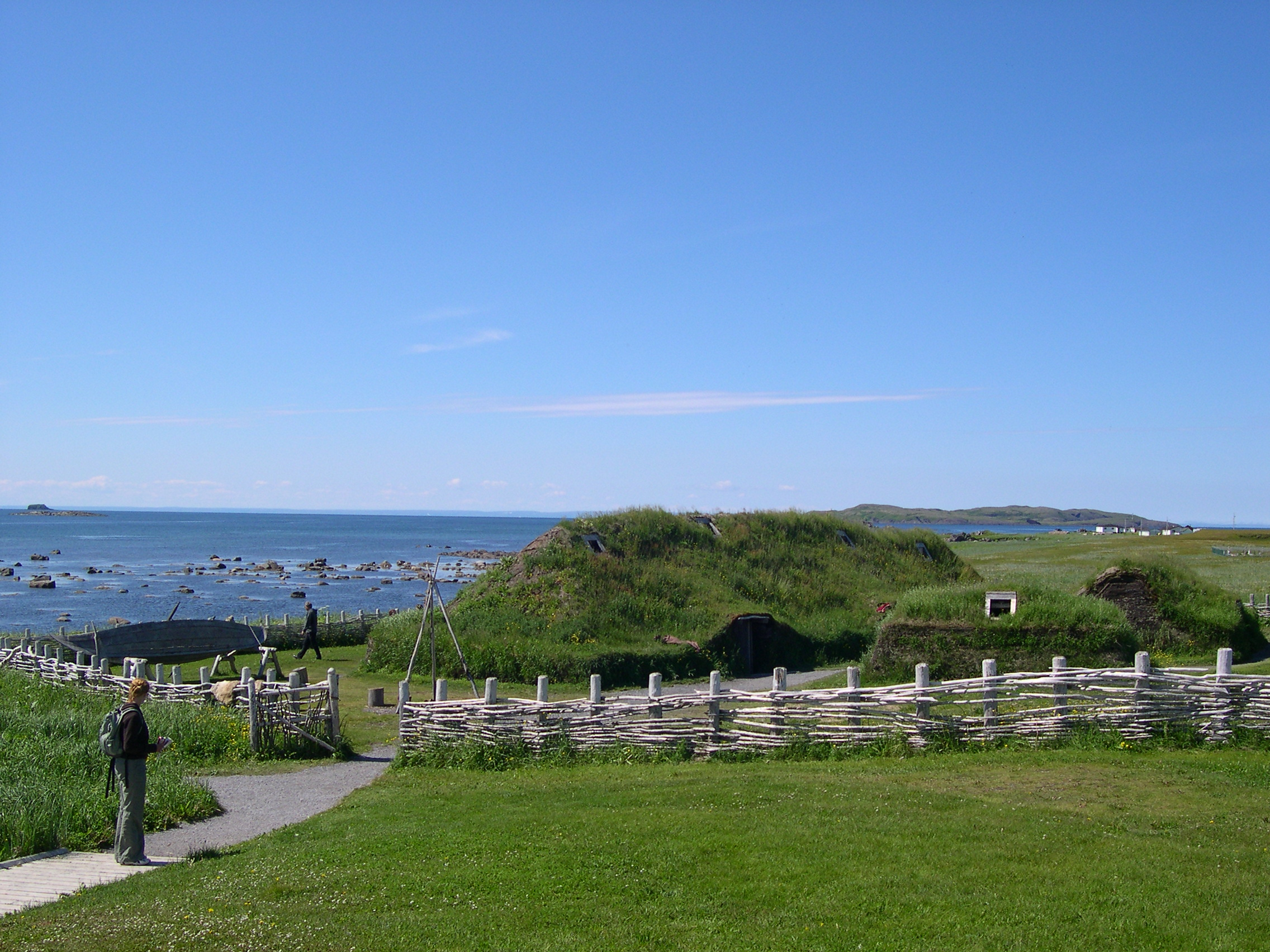
Rekonstruktion der Wikingersiedlung in L’Anse aux Meadows

Europäische Siedler erreichten Nordamerika spätestens um das Jahr 1000, als Wikinger für kurze Zeit in L’Anse aux Meadows am nördlichsten Ende von Neufundland lebten. Als „Entdecker“ Nordamerikas gilt Giovanni Caboto, ein italienischer Seefahrer in englischen Diensten. Er landete am 24. Juni 1497 auf Neufundland und nahm das Land für England in Besitz. Baskische Walfänger und Fischer kamen ab etwa 1525 regelmäßig an die Küste Labradors und beuteten ein Jahrhundert lang die Ressourcen in der Region zwischen der Neufundlandbank und Tadoussac aus. Eine Expedition unter der Leitung von Jacques Cartier erkundete 1534/35 das Gebiet um den Sankt-Lorenz-Golf und den Sankt-Lorenz-Strom und erklärte es zu französischem Besitz. Die Westküste Kanadas wurde 1592 durch den griechischen Seefahrer Juan de Fuca erkundet, der in spanischen Diensten segelte.

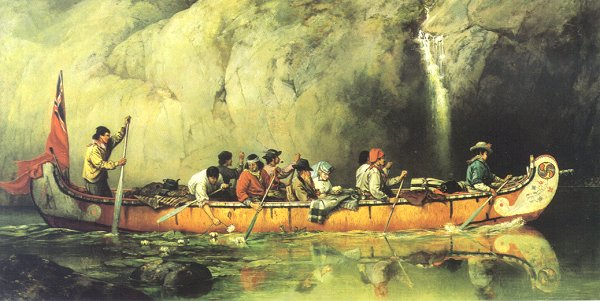
Kanu der Hudson’s Bay Company wohl auf dem French River, Frances Anne Hopkins 1869

Samuel de Champlain gründete 1605 mit Port Royal (heute Annapolis Royal) und 1608 mit Québec die ersten dauerhaften Ansiedlungen in Neufrankreich. Die französischen Kolonisten teilten sich in zwei Hauptgruppen: Die Canadiens besiedelten das Tal des Sankt-Lorenz-Stroms, die Akadier (Acadiens) die heutigen Seeprovinzen. Französische Pelzhändler und katholische Missionare erforschten die Großen Seen, die Hudson Bay und den Mississippi bis nach Louisiana. Engländer gründeten ab 1610 Siedlungen auf Neufundland und besiedelten die weiter südlich gelegenen Dreizehn Kolonien. Cupids Plantation ist damit die zweitälteste angloamerikanische Siedlung in Nordamerika und war erfolgreicher als Jamestown in Virginia.
Zwischen 1689 und 1763 kam es in Nordamerika zu vier bewaffneten Konflikten zwischen Engländern (bzw. Briten) und Franzosen, die jeweils Teil von Erbfolgekriegen in Europa waren. Der King William’s War (1689–1697) brachte keine territorialen Veränderungen, doch nach Ende des Queen Anne’s War (1702–1713) gelangte Großbritannien durch den Frieden von Utrecht in den Besitz von Akadien, Neufundland und der Hudson-Bay-Region. Die Briten eroberten 1745 im King George’s War die französische Festung Louisbourg auf der Kap-Breton-Insel, gaben diese aber 1748 gemäß dem Frieden von Aachen wieder zurück. Der Siebenjährige Krieg (in Nordamerika von 1754 bis 1760 bzw. 1763) brachte schließlich die Entscheidung: Mit dem Pariser Frieden musste Frankreich 1763 fast alle seine Besitzungen in Nordamerika abtreten.

### Britische Herrschaft

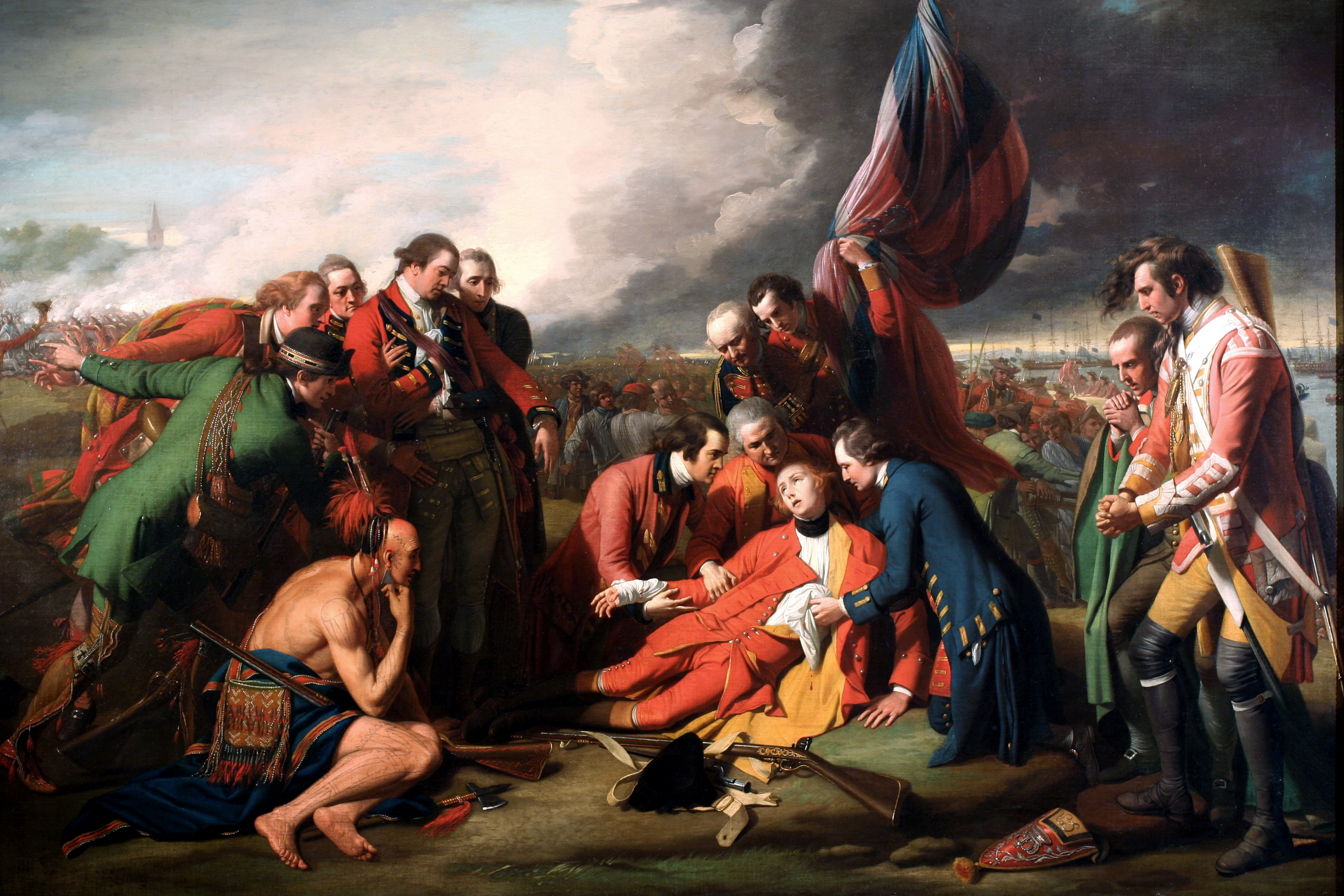
Tod des Generals James Wolfe in der Schlacht auf der Abraham-Ebene (1759), dem Wendepunkt im Siebenjährigen Krieg in Nordamerika, Benjamin West 1770, National Gallery of Canada, Ottawa

Mit der Königlichen Proklamation von 1763 entstand aus dem ehemaligen Neufrankreich die britische Provinz Québec, im selben Jahr gelangte die Kap-Breton-Insel zur Kolonie Nova Scotia. Auch wurden Rechte der französischen Kanadier eingeschränkt. 1769 wurde eine weitere Kolonie namens St. John’s Island (seit 1798 Prince Edward Island) gegründet. Um Konflikte in Québec abzuwenden, verabschiedete das britische Parlament 1774 den Quebec Act. Das Gebiet Québecs wurde zu den Großen Seen und zum Ohiotal ausgedehnt. Für die französischsprachige Bevölkerungsmehrheit galt das französische Zivilrecht und Französisch war als Sprache in der Öffentlichkeit anerkannt; durch die Zusicherung der freien Religionsausübung konnte die Römisch-katholische Kirche in der Kolonie verbleiben.
Das Gesetz verärgerte jedoch die Bewohner der Dreizehn Kolonien, die darin eine unzulässige Beschränkung ihrer nach Westen gerichteten Expansion sahen. Der Quebec Act war eines jener „unerträglichen Gesetze“ (Intolerable Acts), die schließlich zur Unabhängigkeitserklärung der Vereinigten Staaten und zum Amerikanischen Unabhängigkeitskrieg führten. Der Frieden von Paris erkannte die amerikanische Unabhängigkeit an und die Gebiete südlich der Großen Seen fielen an die Vereinigten Staaten. Etwa 50.000 Loyalisten flohen in das heutige Kanada, dazu kamen mit den Briten verbündete Indianerstämme, wie die Mohawk. New Brunswick wurde 1784 von Nova Scotia abgetrennt, um die Ansiedlung der Loyalisten an der Atlantikküste besser organisieren zu können. Um den nach Québec geflohenen Loyalisten entgegenzukommen, verabschiedete das britische Parlament das Verfassungsgesetz von 1791, das die Provinz Québec in das französischsprachige Niederkanada und das englischsprachige Oberkanada teilte und beiden Kolonien ein gewähltes Parlament gewährte.

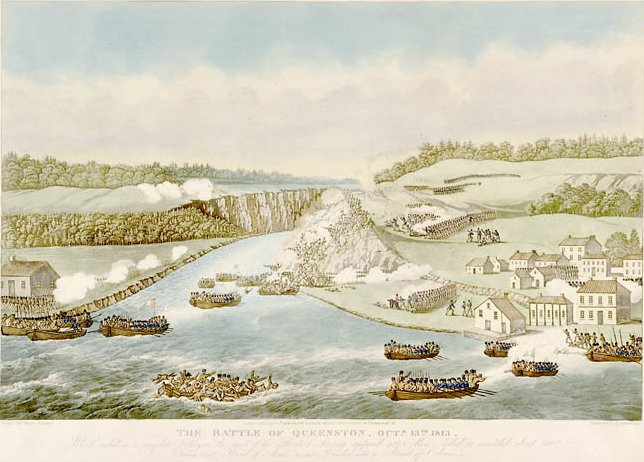
Sieg der Briten gegen die Amerikaner in der Schlacht bei Queenston Heights (1812), James B. Dennis (1777–1855), Öl auf Leinwand, undatiert

Die Spannungen zwischen den Vereinigten Staaten und Großbritannien entluden sich im Britisch-Amerikanischen Krieg (Juni 1812 bis Februar 1815). Der Friede von Gent stellte weitgehend den status quo ante bellum wieder her. In Kanada gilt der Krieg bis heute als erfolgreiche Abwehr amerikanischer Invasionsversuche. Die britisch- und französischstämmige Bevölkerung entwickelte durch den Kampf gegen einen gemeinsamen Feind ein kanadisches Nationalgefühl; die Loyalität der britischen Krone gegenüber wurde gestärkt.
Der Wunsch nach Selbstverwaltung und der Widerstand gegen die wirtschaftliche und politische Vorherrschaft einer kleinen Elite führten zu den Rebellionen von 1837, die rasch niedergeschlagen wurden. Lord Durham empfahl daraufhin in seinem Untersuchungsbericht die Einsetzung einer selbstverantwortlichen Regierung und die allmähliche Assimilierung der französischen Kanadier in die britische Kultur. Der Act of Union 1840 verschmolz Nieder- und Oberkanada zur Provinz Kanada und erhob das Englische zur alleinigen Amtssprache. Bis 1849 erhielten auch die weiteren Kolonien in Britisch-Nordamerika eine eigene Regierung.
Zwei Handelsgesellschaften, die Hudson’s Bay Company (HBC) und die North West Company (NWC), kontrollierten den Handel in den weiten, nur von wenigen Ureinwohnern besiedelten Gebieten der Prärien und der Subarktis. Die HBC hatte 1670 Ruperts Land als Pachtgebiet erhalten und besaß dort das Handelsmonopol mit Pelzen. Da aber auch die NWC dort Fuß zu fassen versuchte, kam es wiederholt zu bewaffneten Auseinandersetzungen. Nach dem Pemmikan-Krieg in der Red-River-Kolonie (heute Manitoba) wurde die NWC 1821 zwangsliquidiert, und die HBC dehnte ihr Monopol auf fast den gesamten Nordwesten des Kontinents aus. 1846 schlossen die Vereinigten Staaten und Großbritannien den Oregon-Kompromiss, der westlich der Großen Seen den 49. Breitengrad als gemeinsame Grenze festlegte. Daraufhin folgte die Gründung der an der Pazifikküste gelegenen Kolonien Vancouver Island (1849) und British Columbia (1858).

### Kanadische Konföderation

Territoriale Entwicklung Kanadas

Während des Sezessionskriegs in den Vereinigten Staaten erkannten führende Politiker die Notwendigkeit, möglichen amerikanischen Expansionsbestrebungen einen starken Bundesstaat entgegenzustellen, und berieten in drei Verfassungskonferenzen über die Schaffung einer Kanadischen Konföderation. Daraus resultierte das Verfassungsgesetz von 1867, das am 1. Juli 1867 in Kraft trat und das Dominion Kanada schuf, das über eine gewisse Eigenständigkeit gegenüber der Kolonialmacht Großbritannien verfügte. Die Provinz Kanada wurde in Ontario und Québec aufgeteilt, hinzu kamen New Brunswick und Nova Scotia.

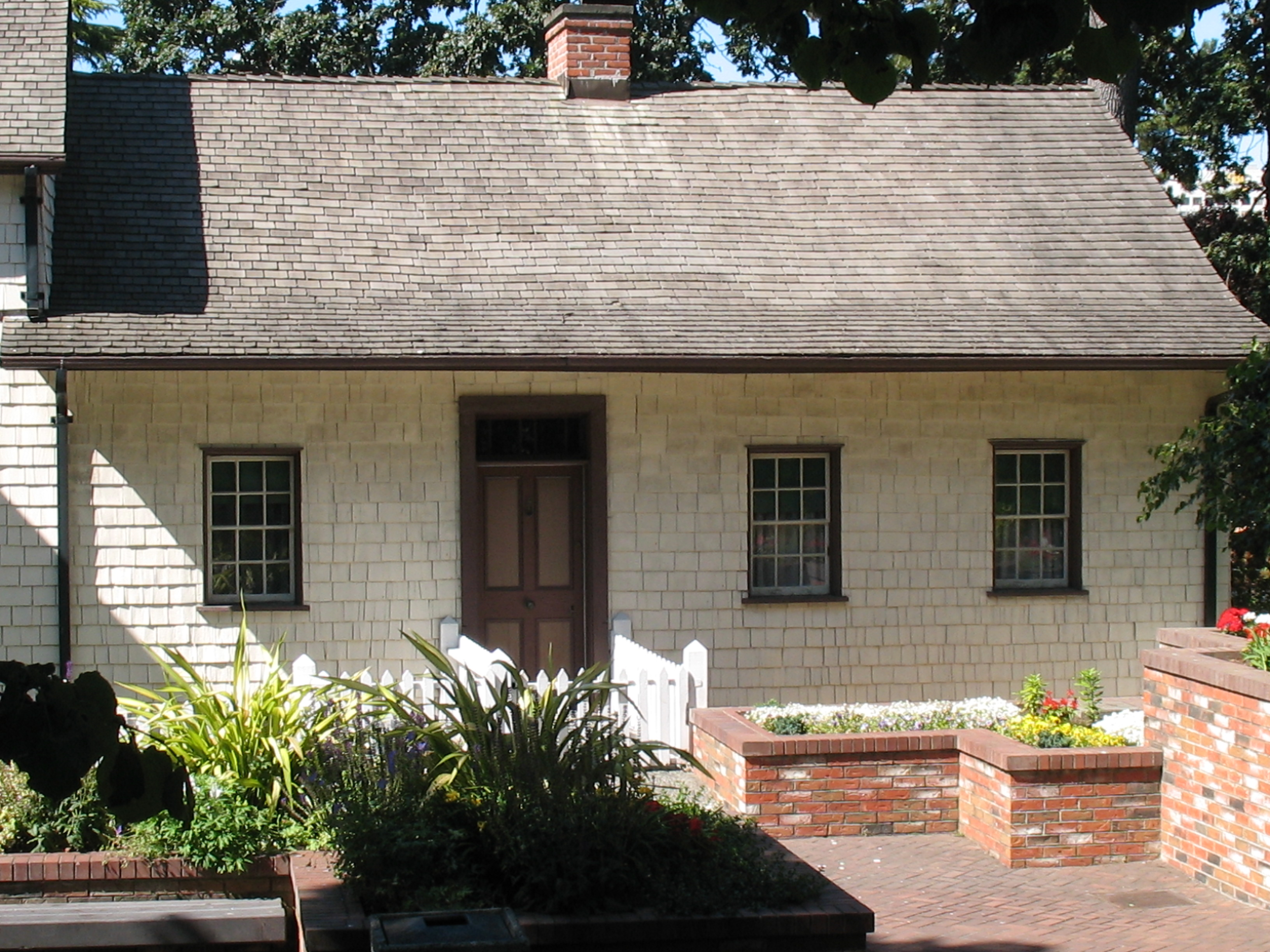
Das älteste britische Haus im Westen Kanadas war von 1852 bis 1920 der Wohnsitz eines der Gründerväter Kanadas, John Sebastian Helmcken

Der neue Bundesstaat kaufte 1869 der Hudson’s Bay Company das Nordwestliche Territorium und Ruperts Land ab und vereinigte diese zu den Nordwest-Territorien. Nach der Niederschlagung der Red-River-Rebellion der Métis schuf der Manitoba Act 1870 im Unruhegebiet die Provinz Manitoba. British Columbia und Vancouver Island (die sich 1866 vereinigt hatten) traten 1871 der Konföderation bei, zwei Jahre später folgte Prince Edward Island.
Um den Westen für die Besiedlung durch Einwanderer zu erschließen, beteiligte sich die Regierung an der Finanzierung von transkontinentalen Eisenbahnen und gründete die North-West Mounted Police (heute Royal Canadian Mounted Police), um die staatliche Kontrolle über die Prärien und subarktischen Regionen durchzusetzen. Die Nordwest-Rebellion und die darauf folgende Hinrichtung des Métis-Führers Louis Riel 1885 führten zu einem tiefen Zerwürfnis zwischen den beiden Sprachgruppen. Als direkte Folge des Klondike-Goldrauschs wurde 1898 das Yukon-Territorium geschaffen. Aufgrund der zunehmenden Besiedlung der Prärie entstanden 1905 aus dem südlichen Teil der Nordwest-Territorien die Provinzen Alberta und Saskatchewan. Mit den Indianern schloss Kanada zwischen 1871 und 1921 elf Verträge ab, die ihnen gegen geringe Kompensationen Reservate zuwiesen, ihnen aber ihre gewohnte Lebensweise garantierten. Bis in die 1960er-Jahre versuchte man sie zwangsweise zu assimilieren und verbot den Schülern den Gebrauch ihrer Muttersprachen. Die Ureinwohner durften bis 1960 nicht an Parlamentswahlen auf nationaler Ebene teilnehmen.
An der Seite Großbritanniens nahm Kanada ab 1914 am Ersten Weltkrieg teil und entsandte Freiwillige an die Westfront. Als die Regierung versuchte, gegen den Widerstand des französischsprachigen Bevölkerungsteils den obligatorischen Wehrdienst einzuführen, kam es zur Wehrpflichtkrise von 1917.

### Eigenständigkeit und Separatismus

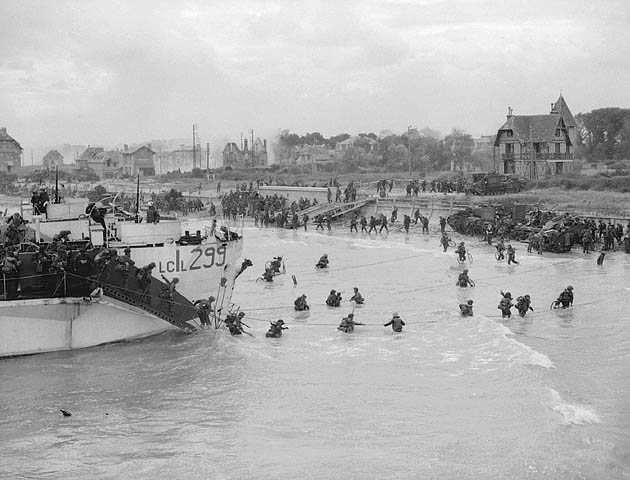
Landung kanadischer Truppen in der Normandie am D-Day, Abschnitt Nan White Beach bei Bernières-sur-Mer, Département Calvados

Bei den Verhandlungen zum Versailler Vertrag trat Kanada als eigenständiger Staat auf. Es trat 1919 unabhängig von Großbritannien dem Völkerbund bei. Das Statut von Westminster von 1931 garantierte die gesetzgeberische Unabhängigkeit; einige verfassungsrechtliche Bindungen blieben bestehen. Das Land war besonders stark von der Weltwirtschaftskrise betroffen; als Reaktion darauf entwickelte sich in den folgenden Jahrzehnten ein gut ausgebauter Sozialstaat.
Kanada erklärte 1939 dem Deutschen Reich den Krieg. Trotz einer weiteren Wehrpflichtkrise spielten kanadische Truppen während des Zweiten Weltkriegs eine wichtige Rolle, insbesondere in der Atlantikschlacht, der Operation Jubilee, der Invasion Italiens, der Operation Overlord (Landung am Juno Beach) und der Schlacht an der Scheldemündung. Die Regierung von Mackenzie King wagte es nicht, Soldaten gegen deren Willen in einen Kriegseinsatz im Ausland zu schicken. So blieben Männer im Umfang von fünf Divisionen in Kanada, wo sie deutsche Kriegsgefangene bewachten. Unter den kanadischen Freiwilligen, die in Europa gegen Deutschland kämpften, rief das großen Unmut hervor. 1945 wurden kanadische Soldaten maßgeblich während der Kämpfe um die Niederlande eingesetzt.
Die britische Kolonie Neufundland, die sich 1867 nicht dem Bundesstaat angeschlossen hatte und von 1907 bis 1934 ein unabhängiges Dominion gewesen war, trat 1949 nach einer langen politischen und wirtschaftlichen Krise als letzte Provinz der kanadischen Konföderation bei. 1965 wurde die neue Ahornblattflagge eingeführt und seit dem Inkrafttreten des Amtssprachengesetzes 1969 ist Kanada offiziell ein zweisprachiger Staat. Premierminister Pierre Trudeau strebte die vollständige formale Unabhängigkeit von Großbritannien an; diese wurde mit dem Verfassungsgesetz von 1982 und der Charta der Rechte und Freiheiten erreicht.
Während der 1960er-Jahre fand in Québec eine tiefgreifende gesellschaftliche und wirtschaftliche Umwälzung statt, die als „Stille Revolution“ bekannt ist. Québecer Nationalisten begannen, mehr Autonomie oder gar die Unabhängigkeit zu fordern. Nachdem die Front de libération du Québec Entführungen und Anschläge verübt hatte, wurde während der Oktoberkrise 1970 kurzzeitig ein Ausnahmezustand ausgerufen. Moderate Nationalisten stellten ab 1976 die Provinzregierung, 1980 wurde ein erstes Unabhängigkeitsreferendum mit 59,6 % der Stimmen abgelehnt. Ein weiteres Kennzeichen dieser Umwälzung ist die Ablösung der frankophonen Bevölkerung von der katholischen Kirche.
Der Constitution Act / Loi constitutionelle vom 17. April 1982, mit dem auch Verfassungsänderungen nicht mehr vom britischen Parlament abgesegnet werden müssen, gilt als Datum der formalen Unabhängigkeit (vollen Souveränität) Kanadas. 1989 scheiterten Bemühungen der Bundesregierung, Québec mit dem Meech Lake Accord als „sich unterscheidende Gesellschaft“ anzuerkennen. Die vom separatistischen Parti Québécois geführte Provinzregierung setzte 1995 das zweite Unabhängigkeitsreferendum an, das mit 49,4 % Zustimmung knapp scheiterte. 1999 wurde Nunavut geschaffen, das erste kanadische Territorium mit mehrheitlich indigener Bevölkerung.

## Bevölkerung
Die letzte Volkszählung von 2021 ergab eine Einwohnerzahl von 37,0 Millionen. Daraus errechnet sich eine Bevölkerungsdichte von etwa 4,2 Einwohner/km², eine der geringsten der Welt. Die Bevölkerung konzentriert sich zu einem großen Teil auf einem bis zu 350 km breiten Streifen entlang der Grenze zu den USA. Weite Teile des Nordens sind nahezu unbesiedelt. Fast vier Fünftel der Kanadier leben in Städten. Die größten Städte sind Toronto, Montreal, Calgary, Ottawa, Edmonton und Vancouver.
Der Großteil der Bevölkerung lebt in den Provinzen Ontario (14,2 Mio.) und Québec (8,5 Mio.) entlang des St.-Lorenz-Stromes, das heißt rund um Toronto, Montreal, Québec, Ottawa, London und Hamilton (Québec-Windsor-Korridor). 5,0 Mio. Menschen leben in British Columbia, 4,3 Mio. in Alberta, in Manitoba 1,3 Mio. und in Saskatchewan weitere 1,1 Mio. Menschen. Die vier Atlantik-Provinzen haben alle weniger als 1 Million Einwohner. Die bevölkerungsärmsten Territorien Kanadas sind Nunavut, das Yukon-Territorium und das Nordwest-Territorien, die zwischen rund 37.000 und 41.000 Einwohner haben.

### Demographische Struktur und Entwicklung

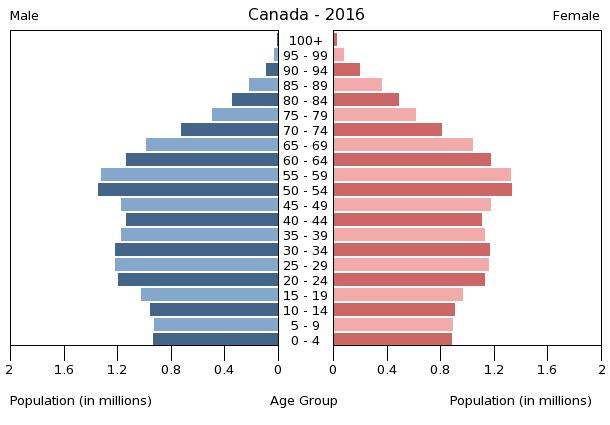
Bevölkerungspyramide von Kanada 2016

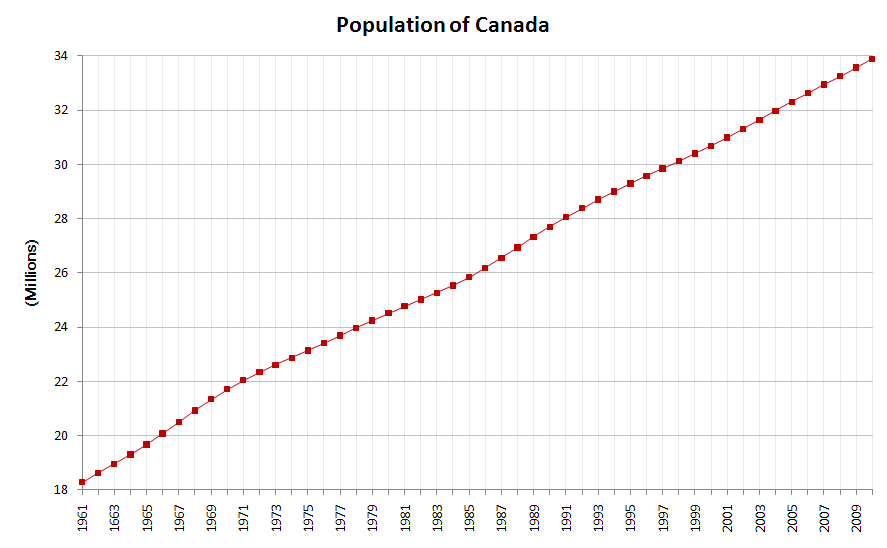
Bevölkerungsentwicklung 1961–2010 (in Millionen)

Kanada ist ein Einwanderungsland. 2020 waren rund 21 % der Bevölkerung im Ausland geboren. Große Einwanderergruppen kamen in der Vergangenheit aus dem Vereinigten Königreich, Frankreich, Deutschland, Italien, Irland, den Niederlanden, Ungarn, der Ukraine, Polen, Kroatien und aus den USA. Heutzutage wächst die Bedeutung der Einwanderer aus Ostasien, vor allem aus der Volksrepublik China, Hongkong, aus Südasien (Indien und Pakistan), von den Philippinen und aus der Karibik (vor allem Jamaika und Haiti). Von den etwa sechs Millionen deutschen Auswanderern der Jahre 1820 bis 1914 gingen nur 1,3 % nach Kanada, von den 605.000 der Jahre 1919 bis 1933 gingen 5 %, von den 1,2 Millionen der Jahre 1950 bis 1969 bereits 25 % dorthin. 2006 gaben rund 3,2 Millionen Kanadier an, deutscher Herkunft zu sein. Damit sind die Deutschkanadier nach den Einwohnern mit Wurzeln im Raum Großbritannien/Irland und denen mit Wurzeln im heutigen Frankreich die drittgrößte Bevölkerungsgruppe des Landes.
Laut Zensus 2021 rechnen sich 26,5 % der Bewohner Kanadas einer ethnischen Minderheit (visible minority) zu, womit sich dieser Anteil in 20 Jahren fast verdoppelt hat. Die größten Gruppen sind Südasiaten (7,1 %), Chinesen (4,7 %) und Schwarze (4,3 %).
Das Bevölkerungswachstum Kanadas von 2016 bis 2021 war mit 5,2 % das höchste unter den G7-Staaten. Die Anzahl der Geburten pro Frau lag 2022 statistisch bei 1,3. Die Lebenserwartung der Einwohner Kanadas ab der Geburt lag 2022 bei 81,3 Jahren (Frauen: 83,6, Männer: 79,1). Der Median des Alters der Bevölkerung lag im Jahr 2021 bei 40,2 Jahren. Im Jahr 2023 waren 15,4 Prozent der Bevölkerung unter 15 Jahre, während der Anteil der über 64-Jährigen 19,5 Prozent der Bevölkerung betrug. 2021 waren 9.545 Kanadier über 100 Jahre alt.

### Indigene Ethnien

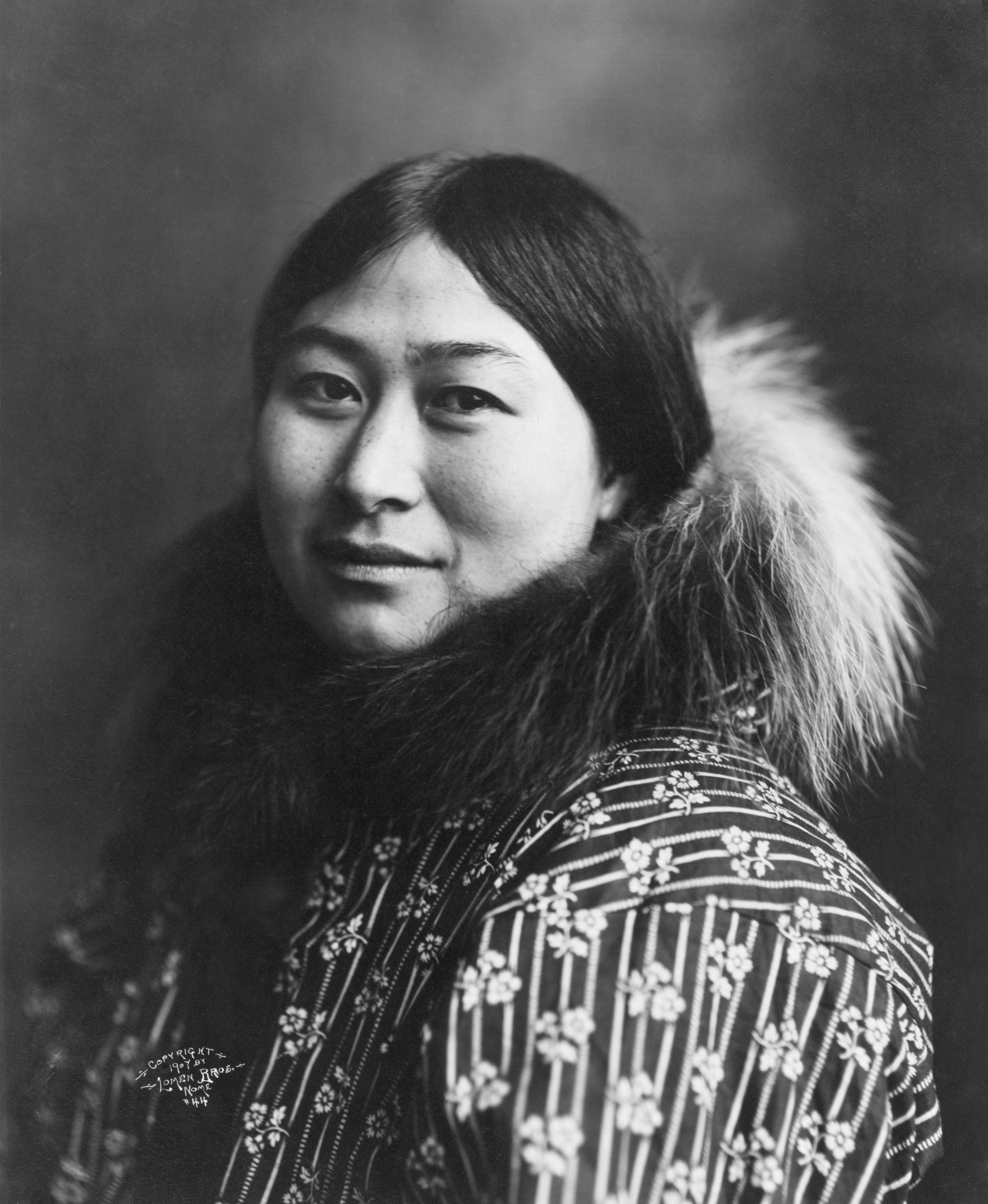
Ootenna, eine Inupiat-Frau, um 1908

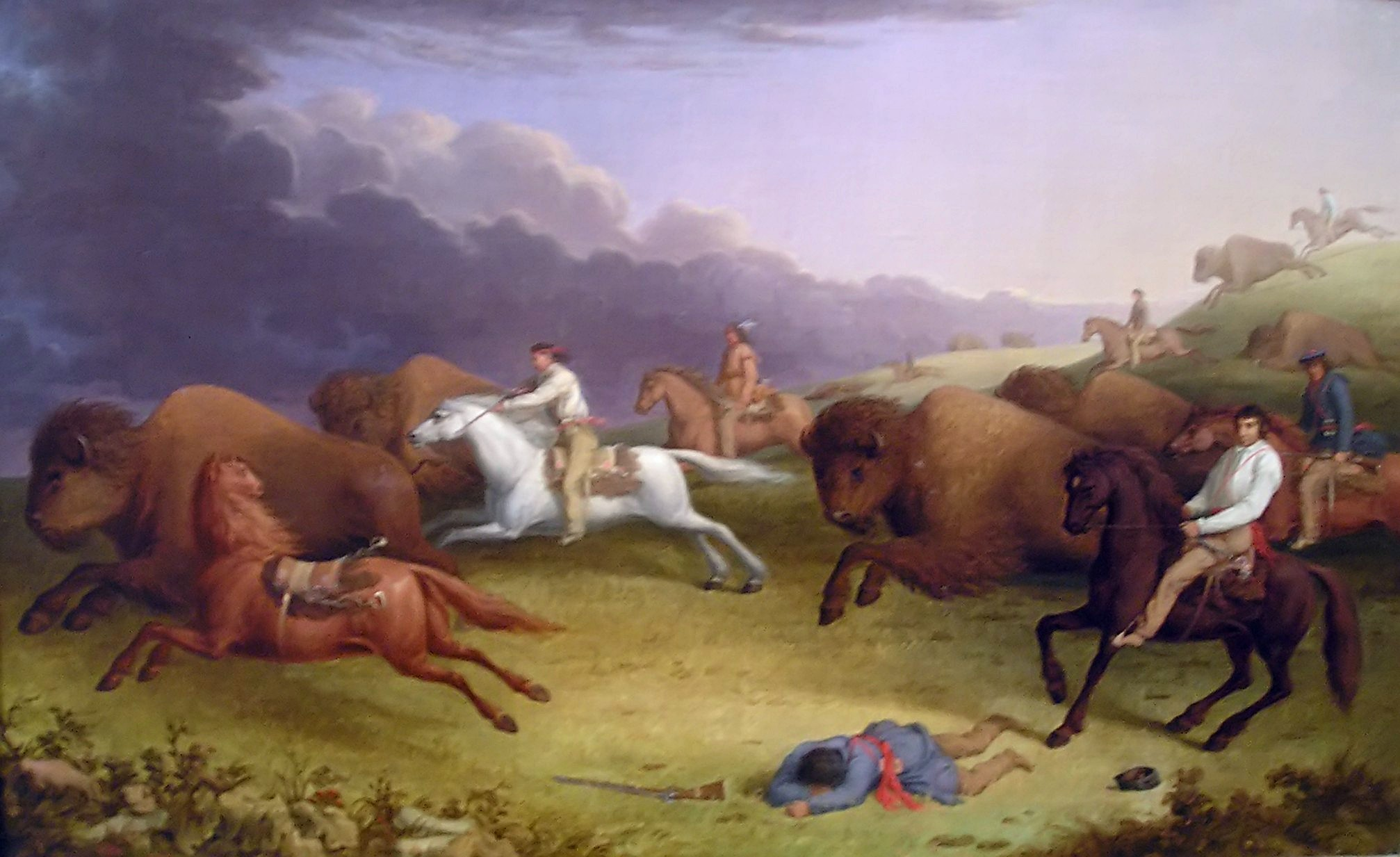
Métis auf Büffeljagd

In Kanada unterscheidet man drei Gruppen indigener oder autochthoner Völker: Die First Nations (auch „Indianer“ genannt), die Inuit und die Métis, Nachfahren von Europäern, die mit indianischen Frauen eine Verbindung eingegangen waren, aber auch NunatuKavummiut, Nachkommen von Inuit und Europäern im Osten Labradors, sowie Nunatsiavut im Norden der Provinz. Zahlreiche weitere Kanadier haben indianische Vorfahren. Deren Ehen wurden sehr häufig nach der „Sitte des Landes“ (custom of the country) geschlossen, also ohne kirchliche oder staatliche Mitwirkung – wie es bei Ehen zwischen Männern der Hudson’s Bay Company und Indianerinnen üblich war. Ehen dieser Art waren erst ab 1867 vollgültig.
Bei der Volkszählung im Jahr 2006 gaben 1.172.790 Kanadier an, Angehörige einer indigenen Gruppe zu sein. Das entsprach 3,8 % der Bevölkerung, wobei dieser Anteil regional sehr stark schwankt. Die Indigenen verteilten sich auf folgende Gruppen:
- 698.025 waren Angehörige der First Nations,
- 389.785 Métis,
- 50.485 Inuit,
- 6.665 Indigene gemischter Herkunft (Stand: 2001),
- 23.415 Indigene ohne eindeutige ethnische Zuordnung (Stand: 2001).

Im Schnitt sind die Ureinwohner erheblich jünger als die übrige Bevölkerung. So sind 50 % der indianischen Bevölkerung unter 23,5 Jahre alt, im übrigen Kanada liegt dieser als Median bezeichnete Wert bei 39,5 Jahren.
185.960 Kanadier sprachen 2001 eine der 50 indigenen Sprachen, diese umfassen die Sprachen der First Nations sowie Inuktitut, die Sprache der Inuit.
Die Interessen der indigenen Bevölkerung werden staatlicherseits vom „Department of Indian Affairs and Northern Development“/„Affaires indiennes et du Nord“ vertreten, dem das Indianergesetz von 1876 zugrunde liegt. Sie selbst sehen sich allerdings eher in eigenen Organisationen, wie der Versammlung der First Nations oder anderen Organisationen vertreten. Sie berufen sich auf die Verträge, die mit Kanada und Großbritannien geschlossen worden sind, wie die Numbered Treaties, auf allgemeine Menschenrechte und auf Entscheidungen der oberen Gerichtshöfe in Großbritannien und Kanada. Die Indianer besitzen erst seit 1960 das volle Wahlrecht. Ein Teil des besonderen Lebensraumes der Inuit wurde 1999 in ein eigenes Territorium namens Nunavut zusammengefasst.
Seit 1996 wird der 21. Juni als „National Aboriginal Day“ bzw. „Journée nationale des Autochtones“ gefeiert. Zugleich kommt es nach wie vor zu Auseinandersetzungen um Landrechte und den Abbau von Bodenschätzen, wie die Grassy-Narrows-Blockade, der Streit um die Urwälder am Clayoquot Sound an der Westküste oder der Widerstand der Kitchenuhmaykoosib Inninuwug in Ontario zeigen.

### Sprachen

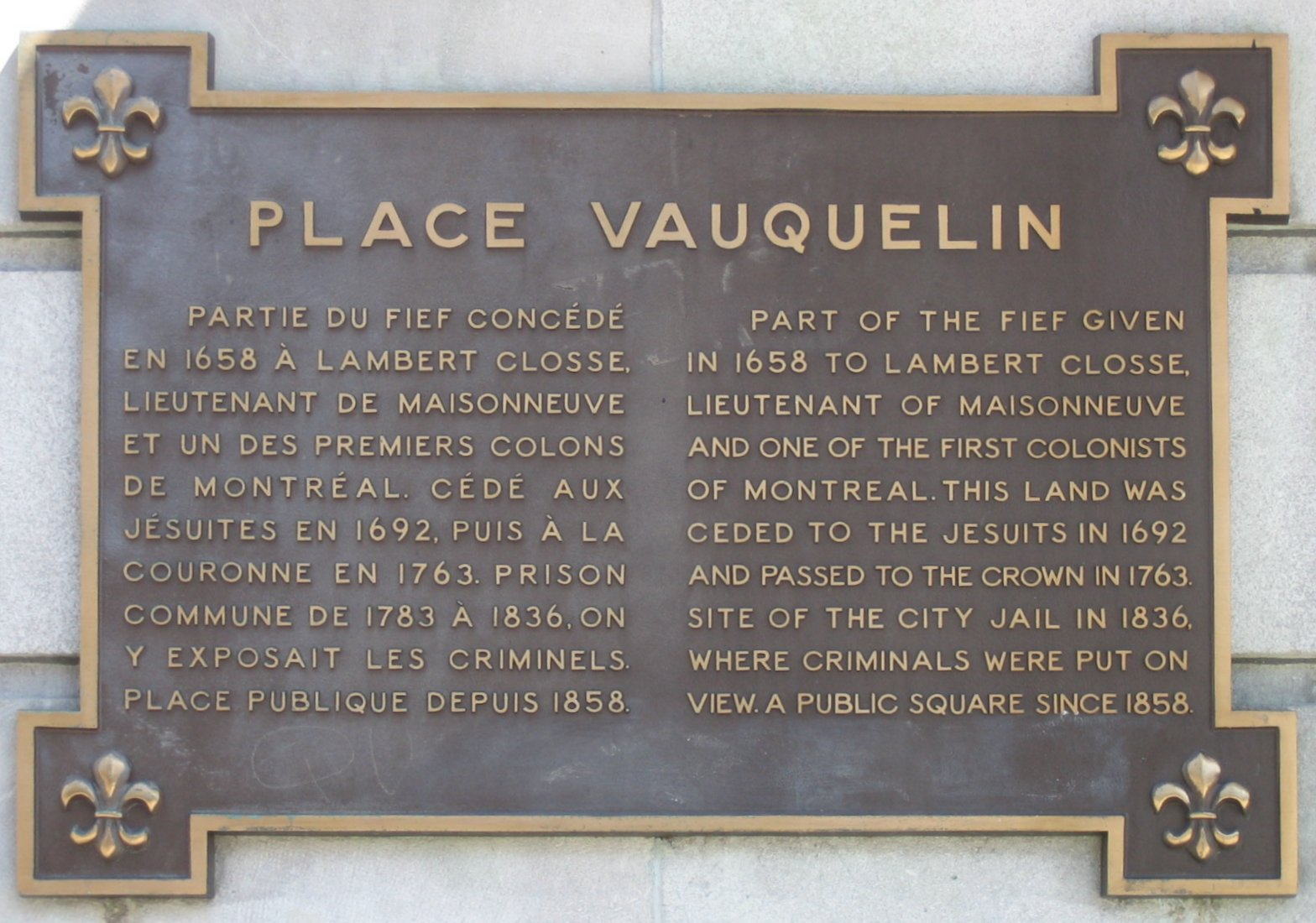
Zweisprachige Tafel in Montreal

Kanadas Amtssprachen sind Englisch und Französisch, wobei 20,1 % der Bevölkerung weder die eine noch die andere als Muttersprache angeben. In der Kanadischen Charta der Rechte und Freiheiten, im Amtssprachengesetz und in den Amtssprachenverordnungen ist die offizielle Zweisprachigkeit festgeschrieben, die vom Amtssprachenkommissariat durchgesetzt wird. In den Bundesgerichten, im Parlament und in allen Institutionen des Bundes sind Englisch und Französisch gleichberechtigt. Die Bürger haben das Recht, Dienstleistungen des Bundes in englischer oder französischer Sprache wahrzunehmen. In allen Provinzen und Territorien wird den sprachlichen Minderheiten der Schulunterricht in eigenen Schulen garantiert – ein Anrecht, das lange umstritten war. Die Ursachen reichen bis in die französische und britische Kolonialisierungsphase Nordamerikas zurück und standen zugleich mit kulturellen und religiösen Gegensätzen in Zusammenhang.
Englisch und Französisch sind die Muttersprachen von 56,9 % bzw. 21,3 % der Bevölkerung, bei 68,3 % bzw. 22,3 % sind es die zu Hause am meisten gesprochenen Sprachen (2006). 98,5 % aller Einwohner sprechen Englisch oder Französisch (67,5 % sprechen nur Englisch, 13,3 % nur Französisch und 17,7 % beides).
Zwar leben 85 % aller französischsprachigen Kanadier in Québec, doch gibt es bedeutende frankophone Bevölkerungsgruppen in Ontario und in Alberta, im Süden von Manitoba, im Norden und Südosten von New Brunswick (Akadier; insgesamt 35 % der Bevölkerung dieser Provinz) sowie im südwestlichen Nova Scotia und auf der Kap-Breton-Insel. Ontario hat die zahlenmäßig größte französischsprachige Bevölkerung außerhalb Québecs. Die Charta der französischen Sprache erklärt Französisch zur alleinigen Amtssprache in Québec, und New Brunswick ist die einzige Provinz, deren Verfassung die Zweisprachigkeit garantiert. Andere Provinzen haben keine Amtssprache als solche definiert; jedoch wird Französisch zusätzlich zu Englisch in Schulen, Gerichten und für Dienstleistungen der Regierung verwendet. Manitoba, Ontario und Québec erlauben das gleichberechtigte Sprechen von Englisch und Französisch in den Provinzparlamenten, und Gesetze werden in beiden Sprachen erlassen. In Ontario kennen einzelne Gemeinden Französisch als zweite Amtssprache. Die Wahl der Hauptstadt des seinerzeitigen Britisch-Nordamerika durch Königin Victoria (1857) fiel möglicherweise deshalb auf Ottawa, weil es etwa an der Grenze zwischen franko- und anglophonem Gebiet lag.
Alle Regionen haben nicht-englisch- oder französischsprachige Minderheiten, hauptsächlich Nachkommen der Ureinwohner. Offiziellen Status besitzen mehrere Sprachen der First Nations in den Nordwest-Territorien. Im hauptsächlich von Inuit bevölkerten Territorium Nunavut ist Inuktitut die Mehrheitssprache und eine von drei Amtssprachen. Mehr als 6,1 Millionen Einwohner bezeichnen weder Englisch noch Französisch als ihre Erstsprache. Am weitesten verbreitet sind Chinesisch (1,012 Millionen Sprecher), Italienisch (etwa 455.000), Deutsch (etwa 450.000), Panjabi (etwa 367.000) und Spanisch (etwa 345.000). Das Kanadisch-Gälische, um die Mitte des 19. Jahrhunderts noch die dritthäufigste Sprache Kanadas, ist mit etwa 500 bis 1000 vorwiegend älteren Sprechern mittlerweile fast ausgestorben,
jedoch bestehen Kontakte zu schottischen Hochschulen, die Kanadiern Sprachkurse anbieten. Mehrere Schulen unterrichten die Sprache, ebenso drei Hochschulen sowie die 2006 gegründete Atlantic Gaelic Academy. Erst ab 1973 wurden in Ontario deutsche Schulen vom Staat wieder unterstützt. Zwischen 1977 und 1990 erhielten die Schulen Mittel aus dem Multikulturalismusprogramm der Regierung.

### Religion
Mit der Kolonialisierung kamen zunächst vor allem französische Katholiken und anglikanische Engländer nach Kanada. Darüber hinaus förderte Großbritannien die Einwanderung protestantischer Gruppen vom Mittelrhein und aus Württemberg, in geringerem Maße auch aus der Schweiz, Frankreich und den Niederlanden, sodass der Süden von Nova Scotia bis heute protestantisch ist.
Doch gab die Kolonialmacht 1774 mit dem Quebec Act jeden Versuch auf, die Katholiken zur Konversion zu bewegen. Nach der Unabhängigkeit der USA kamen zahlreiche protestantische Loyalisten in das heutige Ontario und bildeten dort die Mehrheit. In späteren Einwanderungswellen kamen wiederum katholische Iren und Italiener, aber auch ukrainische Duchoborzen hinzu. Die Einwanderung aus Schottland sorgte wiederum für eine Beseitigung des Vorrangs der Anglikanischen Kirche im Osten durch zahlreiche Presbyterianer. In Toronto setzten sich die Methodisten durch.
In Opposition zu den Katholiken, die eher dem Ultramontanismus zugeneigt waren (les bleus), aber auch zu den dominierenden Anglikanern, die vom Oranier-Orden unterstützt wurden, bildeten sich antiklerikale Gruppen (vor allem les rouges). Mit dem Lord’s Day Act von 1906 wurde ein weitgehendes Arbeitsverbot am Sonntag durchgesetzt, das bis in die 1960er-Jahre Gültigkeit beanspruchte und das der Oberste Gerichtshof erst 1985 endgültig abschaffte. Ähnlich wie in anderen westlichen Industrienationen ist seit den 1960er-Jahren eine Bedeutungsminderung der Religion im Alltag und eine Entkirchlichung der Bevölkerung festzustellen. Im zuvor strikt katholischen Québec wird dieser Prozess als Révolution tranquille („stille Revolution“) bezeichnet. Dennoch gibt es bedeutende Gruppen strenggläubiger Christen, insbesondere im Süden Manitobas und Ontarios, in Alberta und im Binnenland von British Columbia. Dazu zählen die Mennoniten im Süden Manitobas, die ukrainischen Orthodoxen und Katholiken in Manitoba und Saskatchewan, die Mormonen bilden einen Schwerpunkt in Alberta. Hinzu kommen die Zeugen Jehovas und zahlreiche andere Gruppen.
Die katholischen Missionare waren unter den Ureinwohnern erfolgreicher als die protestantischen, und so überwiegt dort der katholische Anteil. Dazu kommen indigene Glaubensorganisationen, wie die Shaker Church.
Mit den jüngsten Einwanderungswellen verstärkten sich nichtchristliche Religionsgemeinschaften wie Hindus, Muslime, Juden, Sikhs und Buddhisten. Sie konzentrieren sich in Großstädten, insbesondere im Großraum Toronto. Die älteste Synagoge, Congregation Emanu-El, entstand 1863 in Victoria, die erste Moschee 1938 mit der Al Rashid Mosque in Edmonton.
Etwa 67,3 % der kanadischen Bevölkerung gehörten 2011 einer christlichen Konfession an (39,0 % katholisch, etwa 24,1 % protestantisch). Die beiden größten protestantischen Glaubensgemeinschaften sind mit 6,1 % die United Church of Canada und mit 6,9 % die Anglikanische Kirche von Kanada, dazu kommen 1,9 % Baptisten, 1,4 % Lutheraner, etwa 1,7 % Orthodoxe sowie etwa 3,0 % andere christliche Glaubensgemeinschaften. Muslime stellen etwa 3,2 % der Bevölkerung, mehr als die Hälfte von ihnen lebt in Ontario. Etwa 1,0 % sind Juden, von denen wiederum knapp 60 % in Ontario leben, und etwa 1,1 % Buddhisten, 1,5 % Hindus sowie 1,4 % Sikhs. Etwa 23,9 % gaben an, keiner Glaubensgemeinschaft anzugehören.
Die Volkszählungen von 2011, 2001 und 1991 ergaben: Zu beachten bei der Prozentzahl „Veränderung 1991–2011“ (rechte Spalte) ist, dass die Gesamtbevölkerung des Staates in diesen 20 Jahren erheblich zugenommen hat; der „Zuwachs“ etwa bei den Katholiken relativiert sich damit erheblich.
|                                 | 2011       | 2011   | 2001       | 2001   | 1991       | 1991 | Veränderung 1991–2011 |
| Anzahl                          | %          | Anzahl | %          | Anzahl | %          |      | Veränderung 1991–2011 |
| Christen                        | 22.102.700 | 67     | 22.851.825 | 77     | 22.503.360 | 83   | −1,7                  |
| ------------------------------- | ---------- | ------ | ---------- | ------ | ---------- | ---- | --------------------- |
| Römisch-katholisch              | 12.810.705 | 39,0   | 12.793.125 | 43,2   | 12.203.625 | 45,2 | +5,0                  |
| Protestantisch                  | 7.910.000  | 24,1   | 8.654.845  | 29,2   | 9.427.675  | 34,9 | −16,1                 |
| United Church of Canada         | 2.007.610  | 6,1    | 2.839.125  | 9,6    | 3.093.120  | 11,5 | −35,1                 |
| Anglikanische Kirche von Kanada | 1.631.845  | 5,0    | 2.035.495  | 6,9    | 2.188.110  | 8,1  | −25,1                 |
| andere Christen                 | 960.000    | 3,0    | 780.450    | 2,6    | 353.040    | 1,3  | +171,9                |
| Baptisten                       | 635.840    | 1,9    | 729.475    | 2,5    | 663.360    | 2,5  | −4,1                  |
| Lutheraner                      | 478.185    | 1,4    | 606.590    | 2,0    | 636.205    | 2,4  | −25,6                 |
| andere Protestanten             | 2.000.000  | 6,0    | 549.205    | 1,9    |            |      |                       |
| Presbyterianer                  | 472.385    | 1,4    | 409.830    | 1,4    | 636.295    | 2,4  | −25,7                 |
| Orthodoxe                       | 550.690    | 1,7    | 479.620    | 1,6    | 387.395    | 1,4  | +42,1                 |
| andere                          | 2.703.200  | 08,1   | 1.887.115  | 06,4   | 1.093.690  | 04,1 | +147,2                |
| Muslime                         | 1.053.945  | 3,2    | 579.640    | 2,0    | 253.265    | 0,9  | +316,1                |
| Juden                           | 329.495    | 1,0    | 329.995    | 1,1    | 318.185    | 1,2  | +3,6                  |
| Buddhisten                      | 366.830    | 1,1    | 300.345    | 1,0    | 163.415    | 0,6  | +124,5                |
| Hindus                          | 497.960    | 1,5    | 297.200    | 1,0    | 157.015    | 0,6  | +217,1                |
| Sikh                            | 454.965    | 1,4    | 278.415    | 0,9    | 147.440    | 0,5  | +208,6                |
| ohne Bekenntnis                 | 7.850.605  | 23,9   | 4.900.090  | 16,5   | 3.333.245  | 12,3 | +135,5                |

Besonders schnell wachsen durch Zuwanderung die nicht-christlichen Gruppen, aber auch zahlreiche christliche Gruppen, die außerhalb der großen Kirchen stehen. Nach einer Umfrage von 2007 fühlten sich die Muslime in Kanada deutlich stärker integriert als in europäischen Staaten. Insgesamt setzt die kanadische Politik im Rahmen ihrer Integrationspolitik stärker auf Erhalt und Nutzung der ethnischen und religiösen Besonderheiten als auf Anpassung.
Seit den 1960er-Jahren begann ein Wandel der Schulpolitik, die bis dahin auf Segregation basierte. Mit dem Canadian Multiculturalism Act von 1988 wurde diese formal beendet.

### Einwanderungspolitik/-system
Kanada hat, gemessen an der Bevölkerung, eine der höchsten Einwanderungsraten unter den Flächenstaaten der Welt. Die Einwanderung wird über definierte Ziele gesteuert, die in einem Programm festgelegt worden sind. Hierbei gibt es etwa Programme für Flüchtlinge, zur Zuwanderung in den Arbeitsmarkt, für Existenzgründer und zum Familiennachzug. Die Einwanderungskriterien sind öffentlich einsehbar und können bereits vor Antragstellung selbst überprüft werden. Für Menschen mit Berufen, die in Kanada gefragt sind, existiert zum Beispiel das Skilled Worker-Programm. Je nach Lage des Arbeitsmarkts wird eine Mindestpunktzahl festgelegt, die ein Einwanderungsinteressierter erreichen muss. Die persönliche Punktzahl setzt sich aus Punkten für den aktuellen Bildungsstand und die Berufserfahrung zusammen, aus Punkten für die vorhandenen Sprachkenntnisse in Englisch und Französisch sowie für das Alter, für Verwandte und frühere Aufenthalte in Kanada. Ein verbindliches Arbeitsangebot eines kanadischen Arbeitgebers erhöht die Punktzahl nochmals maßgeblich. Das Immigrations-Programm wurde am 1. Juli 2011 dahingehend angepasst, dass ohne ein bestehendes Arbeitsangebot nur noch Personen zum Skilled Worker-Programm zugelassen werden, die Erfahrung in einem von 29 festgelegten Berufen nachweisen können. Daneben muss ein Interessent am Skilled Worker-Programm nachweisen, dass er sich für eine gewisse Zeit finanziell selbst versorgen kann. Die notwendige Summe beläuft sich derzeit (September 2011) für eine alleinstehende Person auf 11.115 CAD, für eine vierköpfige Familie auf 20.654 CAD. Außerdem werden polizeiliche Führungszeugnisse aus allen Ländern benötigt, in denen der Kandidat nach dem 18. Geburtstag für sechs Monate oder länger gelebt hat.
Bei Fachkräften, die nach Kanada einwandern wollen, wird vor allem auf gute Sprachkenntnisse, eine Jobzusage und ein geringes Alter geachtet. Die Einwanderung erfolgt in zwei Stufen. Zunächst wird eine unbefristete Aufenthalts- und Arbeitsgenehmigung erteilt. Nach drei Jahren als „Permanent Resident“ und entsprechendem Aufenthalt im Land kann der Einbürgerungsantrag gestellt werden. Einwanderer, die noch nicht eingebürgert sind, haben Residenzpflicht. Dies bedeutet, dass man Nachweise für die vorgegebene Zeit in Kanada erbringen, oder mit jemandem verheiratet sein muss, die oder der die kanadische Staatsbürgerschaft besitzt. Bei Verstößen kann der „Permanent Resident“-Status entzogen und der Einwanderer in sein Herkunftsland zurückgeschickt werden.
Neben dem Programm für qualifizierte Einwanderungswillige steht eine gesonderte Regelung für Gastarbeiter, die keine Perspektive für eine Einbürgerung bekommen. Die Zahl der nur zeitweilig in Kanada zugelassenen Arbeitskräfte übersteigt seit etwa 2006 die der Einwanderer. Die Gastarbeiter erhalten Arbeitsgenehmigungen, die in der Regel für einige Monate gelten und nur selten die Dauer eines Jahres übersteigen. Sie gelten nur für den Arbeitgeber, der die Arbeitskräfte ins Land holt, eine Kündigung ist mit dem Verlust der Aufenthaltsgenehmigung verbunden. Während das Programm für Gastarbeiter ursprünglich für Pflegekräfte in Haushalten, Kindermädchen und Arbeiter in der Landwirtschaft eingeführt wurde, wird es inzwischen für alle Tätigkeiten des Niedriglohnbereichs eingesetzt.
Außer den Programmen zur Einwanderung in den Arbeitsmarkt gibt es in Kanada auch humanitäre Aufnahmeprogramme zum Resettlement von Menschen, die vom Flüchtlingshilfswerk der Vereinten Nationen (UNHCR) als Flüchtlinge anerkannt wurden. Noch vor der Einreise werden diese sogenannten Kontingentflüchtlinge einem Gesundheits- und Sicherheitscheck unterzogen, inklusive Iris-Scan zur eindeutigen Identifizierung. Unbegleitete Minderjährige bekommen keine Plätze, dafür bevorzugt Familien und Frauen. 2018 war Kanada der Staat mit dem weltweit größten Aufnahmeprogramm von Resettlement-Flüchtlingen. Jedes Jahr legt die kanadische Regierung genaue Kontingente für die Resettlement-Programme fest. Rund ein Drittel der gut 30.000 Plätze im Jahr 2019 wurden vom Staat finanziert, die restlichen Kontingentflüchtlinge wurden ganz oder teilweise von Organisationen und Privatleuten unterstützt.
Mehr als 90 Prozent der Arbeitsmigrantinnen- und migranten sprechen bereits vor der Einreise Englisch, Französisch oder beides. Unter den Kontingentflüchtlingen und ihren Familien sind es 54 Prozent, auf die eines der drei Dinge zutrifft. Der weitaus größte der Teil der 341.180 Menschen, die im Jahr 2019 eine dauerhafte Aufenthaltserlaubnis für Kanada erhielten, waren Fachkräfte.
Menschen, die – über Grenze der USA – Kanada betreten und Asyl beantragen und keine Qualifikationen mitbringen, werden meist in die USA abgeschoben. Wird ein Asylbewerber jedoch anerkannt, bekommt er grundsätzlich eine dauerhafte Aufenthaltserlaubnis – bekommt aber keine Wohnung vom Staat zugewiesen. Notfalls erfolgt die Unterbringung in einem Gefängnis. Geflüchtete machen 14 Prozent aller Zuwanderer in Kanada aus.
| Rang | Staat                  | Anzahl an Migranten |
| ---- | ---------------------- | ------------------- |
| 01   | Indien                 | 898.050             |
| 02   | Philippinen            | 719.580             |
| 03   | Volksrepublik China    | 715.835             |
| 04   | Vereinigtes Königreich | 464.135             |
| 05   | Vereinigte Staaten     | 256.090             |
| 06   | Pakistan               | 234.105             |
| 07   | Hongkong               | 213.855             |
| 08   | Italien                | 204.065             |
| 09   | Iran                   | 182.940             |
| 10   | Vietnam                | 182.095             |

## Politik

### Verfassung und Recht

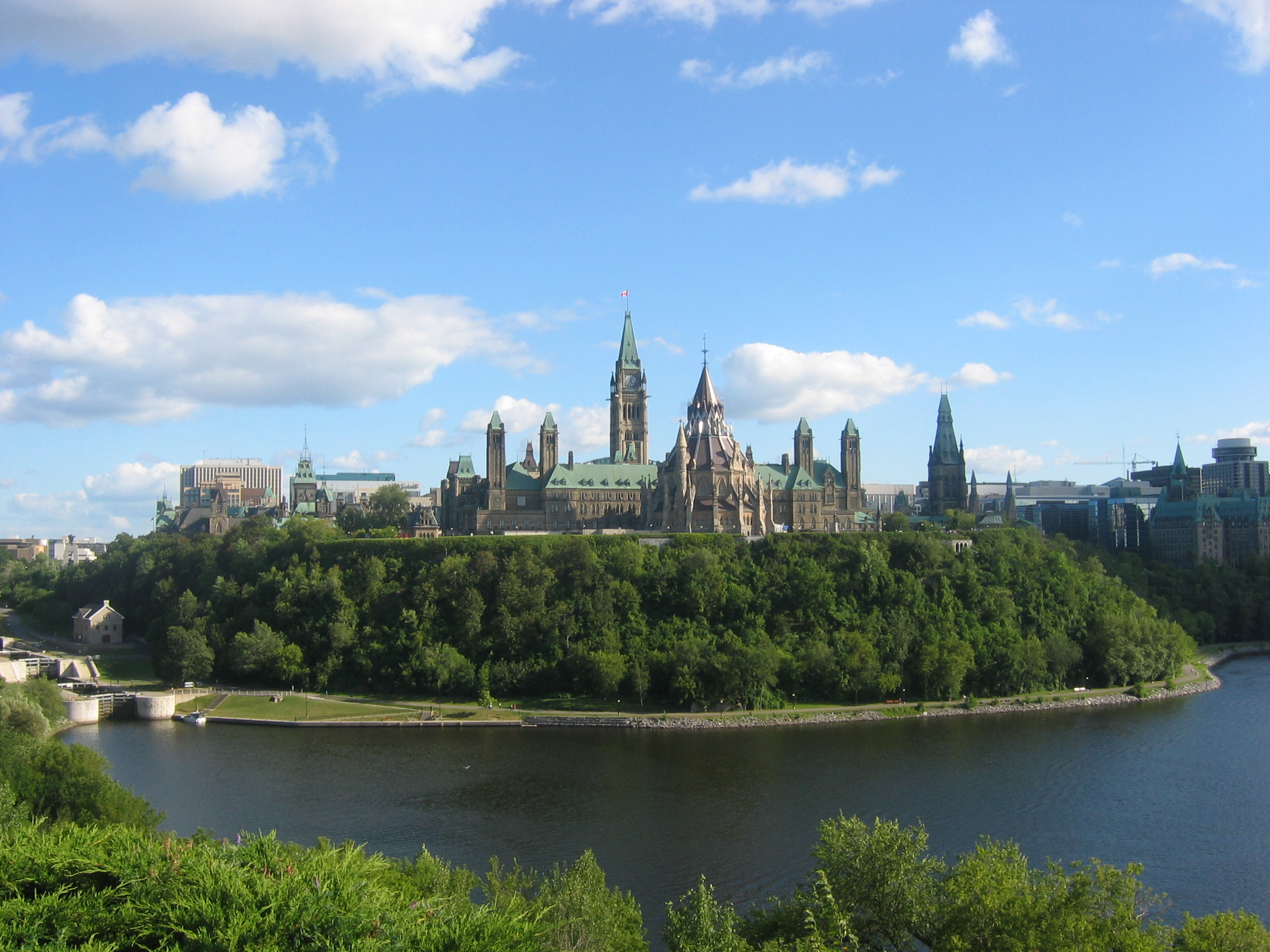
Parliament Hill in Ottawa, Sitz von Bundesregierung und -parlament

Kanada ist formal eine konstitutionelle Monarchie innerhalb des Commonwealth of Nations mit König Charles III. als Staatsoberhaupt. Er trägt den Titel König von Kanada und wird durch den Generalgouverneur vertreten. Der Staat ist auch eine repräsentative parlamentarische Demokratie, die in Form eines Bundesstaates organisiert ist. Die Verfassung Kanadas besteht aus schriftlichen Rechtsquellen und ungeschriebenem Gewohnheitsrecht. Das Verfassungsgesetz von 1867 enthält das Staatsorganisationsrecht, begründete ein auf dem Westminster-System des Vereinigten Königreichs basierendes parlamentarisches Regierungssystem und teilte die Macht zwischen Bund und Provinzen auf. Das Statut von Westminster von 1931 gewährte die vollständige gesetzgeberische Autonomie, und mit dem Verfassungsgesetz von 1982 wurden die letzten verfassungsrechtlichen Bindungen zum britischen Mutterstaat gelöst. Letzteres enthält einen Grundrechtskatalog (die Kanadische Charta der Rechte und Freiheiten) sowie Bestimmungen betreffend das Vorgehen bei Verfassungsänderungen. Einhergehend mit dem Status als Monarchie gibt es eine Reihe von Titeln und Orden, die in Kanada verliehen werden.

#### Exekutive
Theoretisch liegt die exekutive Staatsgewalt beim Monarchen, wird aber in der Praxis durch das Kabinett (formal ein Komitee des kanadischen Kronrates) und durch den Vertreter des Monarchen, den Generalgouverneur, ausgeübt. Der Monarch und dessen Vertreter sind unpolitisch und üben überwiegend zeremonielle Funktionen aus, um die Stabilität der Regierung zu garantieren. Gemäß Gewohnheitsrecht übergeben sie alle politischen Geschäfte ihren Ministern im Kabinett, die ihrerseits gegenüber dem gewählten Unterhaus verantwortlich sind. Die exekutive Staatsgewalt liegt somit de facto beim Kabinett, jedoch können Monarch und Generalgouverneur im Falle einer außergewöhnlichen Verfassungskrise ihre Hoheitsrechte wahrnehmen.
Der Premierminister ist üblicherweise der Vorsitzende jener Partei, die im Unterhaus die meisten Sitze hält und das Vertrauen der Mehrheit der Abgeordneten besitzt. Er wird vom Generalgouverneur eingesetzt und führt als Regierungschef das Kabinett an. Da er über weitgehende Befugnisse verfügt, gilt er als mächtigste Person des Staates. Er ernennt die übrigen Kabinettsmitglieder, Senatoren, Richter des Obersten Gerichtshofes, Vorsitzende von Staatsbetrieben und Behörden und kann den Generalgouverneur sowie die Vizegouverneure der Provinzen vorschlagen. Die Bundesregierung ist unter anderem zuständig für Außenpolitik, Verteidigung, Handel, Geldwesen, Verkehr und Post sowie die Aufsicht über die Administration der drei bundesabhängigen Territorien. Aktuell ist der Vorsitzende der Liberalen Partei, Mark Carney, seit dem 14. März 2025 Premierminister und leitet das 30. Kanadische Kabinett.
Vom 2. Oktober 2017 bis zum 21. Januar 2021 war Julie Payette die 29. Generalgouverneurin von Kanada. Sie trat nach Abschluss einer unabhängigen Untersuchung über das von ihr geschaffene Arbeitsumfeld als Generalgouverneurin zurück. Während der Zeit bis zur Ernennung einer Nachfolgerin wurden die Aufgaben durch Richard Wagner, Vorsitzender des Obersten Gerichtshofes von Kanada, als „Administrator of the Government of Canada“ wahrgenommen. Am 6. Juli 2021 wurde die Ernennung von Mary Simon zur neuen Generalgouverneurin von Kanada bekannt gegeben. Simon ist die erste Inuk, die zum Vertreter des Königs ernannt wurde.

#### Legislative
Das kanadische Bundesparlament besteht aus dem Monarchen und zwei Kammern, dem demokratisch gewählten Unterhaus (englisch House of Commons, frz. Chambre des communes) und dem ernannten Senat von Kanada (Senate of Canada, Sénat de Canada).

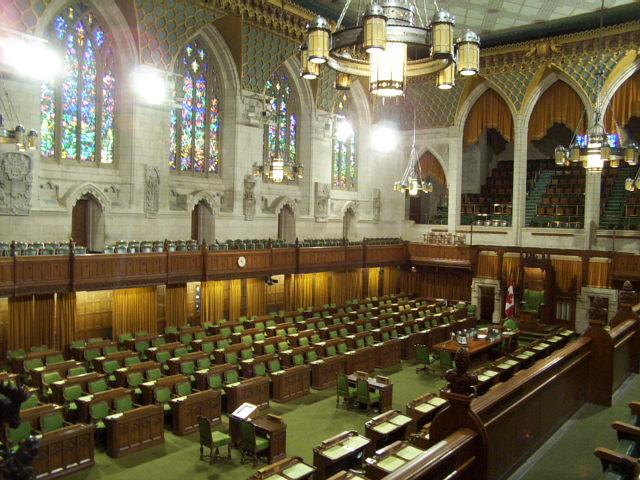
Sitzungssaal des Unterhauses

Jedes Mitglied des Unterhauses wird im relativen Mehrheitswahlrecht in einem von 338 Wahlkreisen gewählt. Allgemeine Wahlen werden vom Generalgouverneur angesetzt, wenn der Premierminister dies so vorschlägt oder wenn ein Misstrauensvotum gegen die Regierung die benötigte Mehrheit erreicht. Gemäß einem 2006 verabschiedeten Gesetz beträgt die Dauer der Legislaturperiode vier Jahre. Zuvor konnte der Premierminister den Wahltermin nach Belieben festsetzen, doch musste eine Neuwahl spätestens nach fünf Jahren erfolgen. Die Regierung stellt zurzeit die Liberale Partei, während die Konservative Partei die Rolle der „offiziellen Opposition“ innehat. Weitere im Parlament vertretene Parteien werden als „Drittparteien“ bezeichnet. Es sind dies die Neue Demokratische Partei, der Bloc Québécois und die Grüne Partei.

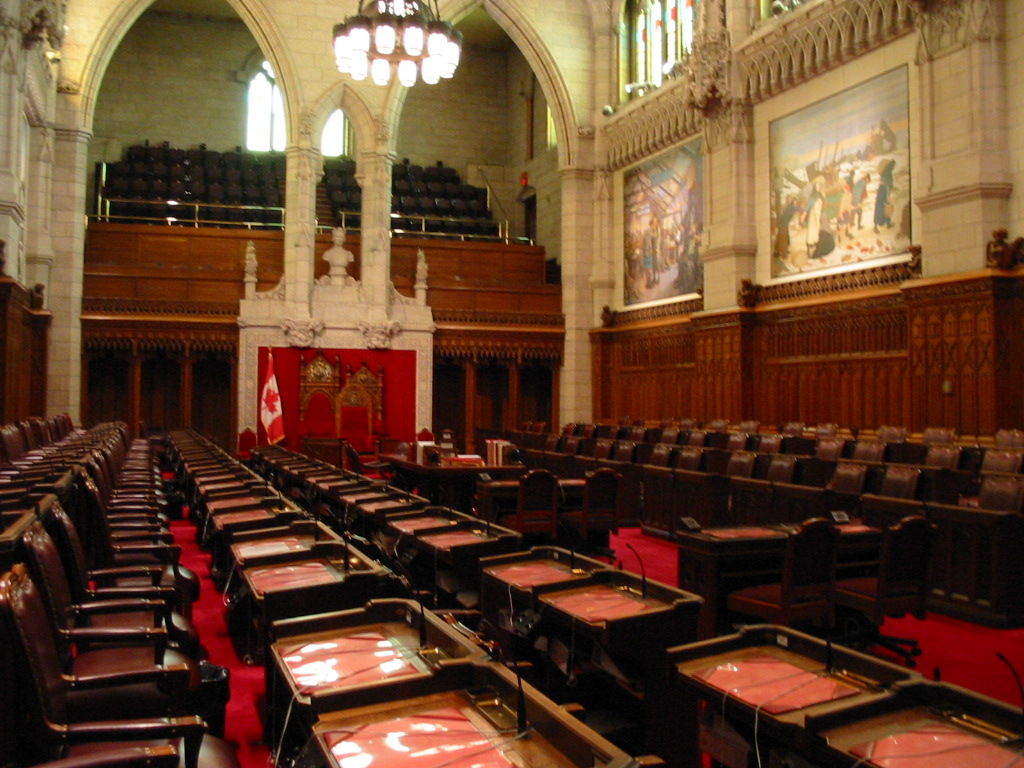
Sitzungssaal des Senats

Im Senat von Kanada, auch „Oberhaus“ (englisch upper house, französisch chambre haute) genannt, sitzen 105 Abgeordnete, die der Generalgouverneur auf Empfehlung des Premierministers ernennt. Die Sitze sind nach Regionen aufgeteilt, wobei diese seit 1867 nicht mehr angepasst wurden und deshalb große Disproportionalitäten in der Repräsentation im Verhältnis zur Einwohnerzahl bestehen. Die Senatoren haben keine feste Amtszeit, sondern können ihr Amt bis zum 75. Lebensjahr wahrnehmen. Der Einfluss des Senats ist bedeutend geringer als jener des Unterhauses.
Entwicklung des Frauenwahlrechts in Kanada
Die Bundesstaaten führten das Frauenwahlrecht ab 1916 nacheinander und zum Teil früher ein, als dies auf Bundesebene der Fall war. Schlusslicht war Québec: Das Gesetz, das auch Indianern das Wahlrecht verschaffte, wurde erst am 9. April 1949 ins Parlament eingebracht und trat am 25. April 1949 in Kraft.
1917 wurde das aktive Wahlrecht auf nationaler Ebene vor dem Hintergrund des Krieges durch den Wartime Elections Act bestimmten Gruppen von Frauen zugestanden, über deren genaue Zusammensetzung in der Literatur Unterschiedliches zu finden ist: Krankenschwestern, die im Krieg Dienst taten; euroamerikanische Frauen, die in der Armee arbeiteten oder dort nahe Angehörige (Vater, Ehemann oder Sohn) hatten oder deren Väter, Männer oder Söhne im Krieg getötet oder verwundet worden waren; Frauen, deren Ehemänner, Söhne oder Väter im Krieg getötet oder verwundet worden waren; eine weitere Quelle nennt zusätzlich die Anforderung, dass die zugelassenen Frauen auf der Ebene der ihres Bundesstaates wahlrechtlich Männern gleichgestellt waren.
Am 24. Mai 1918 wurde das aktive nationale Wahlrecht auf alle Frauen britischer und französischer Abstammung ab 21 Jahren ausgedehnt, womit gleiche Kriterien für Frauen und Männer galten. Indianer waren ausgeschlossen.
1919 erhielten Frauen das passive Wahlrecht. Zwar nennen andere Quellen hierfür spätere Daten und sprechen von einem beschränkten Wahlrecht; doch beruht dies vermutlich darauf, dass erst 1929 in einem von The Famous Five angestrengten Gerichtsverfahren endgültig geklärt wurde, dass das passive Wahlrecht in der Verfassung auch für den Senat galt, nicht nur für das House of Commons.
1920 wurden die Eigentumsbeschränkungen aufgehoben.
1950 und 1951 wurde durch Änderungen am Indian Act und am Canada Elections Act das aktive Wahlrecht auf nationaler Ebene auf Veteranen aus dem Kreis der Indianer und ihre Ehefrauen sowie Indianer, die normalerweise außerhalb der Reservate lebten, ausgedehnt, wenn sie auf die Steuerbefreiungen verzichteten, die ihnen der Indian Act gewährte. 1950 hatten die Inuit das Wahlrecht erhalten, 1951 alle Bewohner der Nordwest-Territorien. Wahlurnen für die Inuit wurden in der östlichen Arktis erst 1962 aufgestellt.
Erst im August 1960 wurde das Wahlrecht mit dem Act to Amend the Canada Elections Act auf alle Kanadier ausgedehnt.

#### Judikative

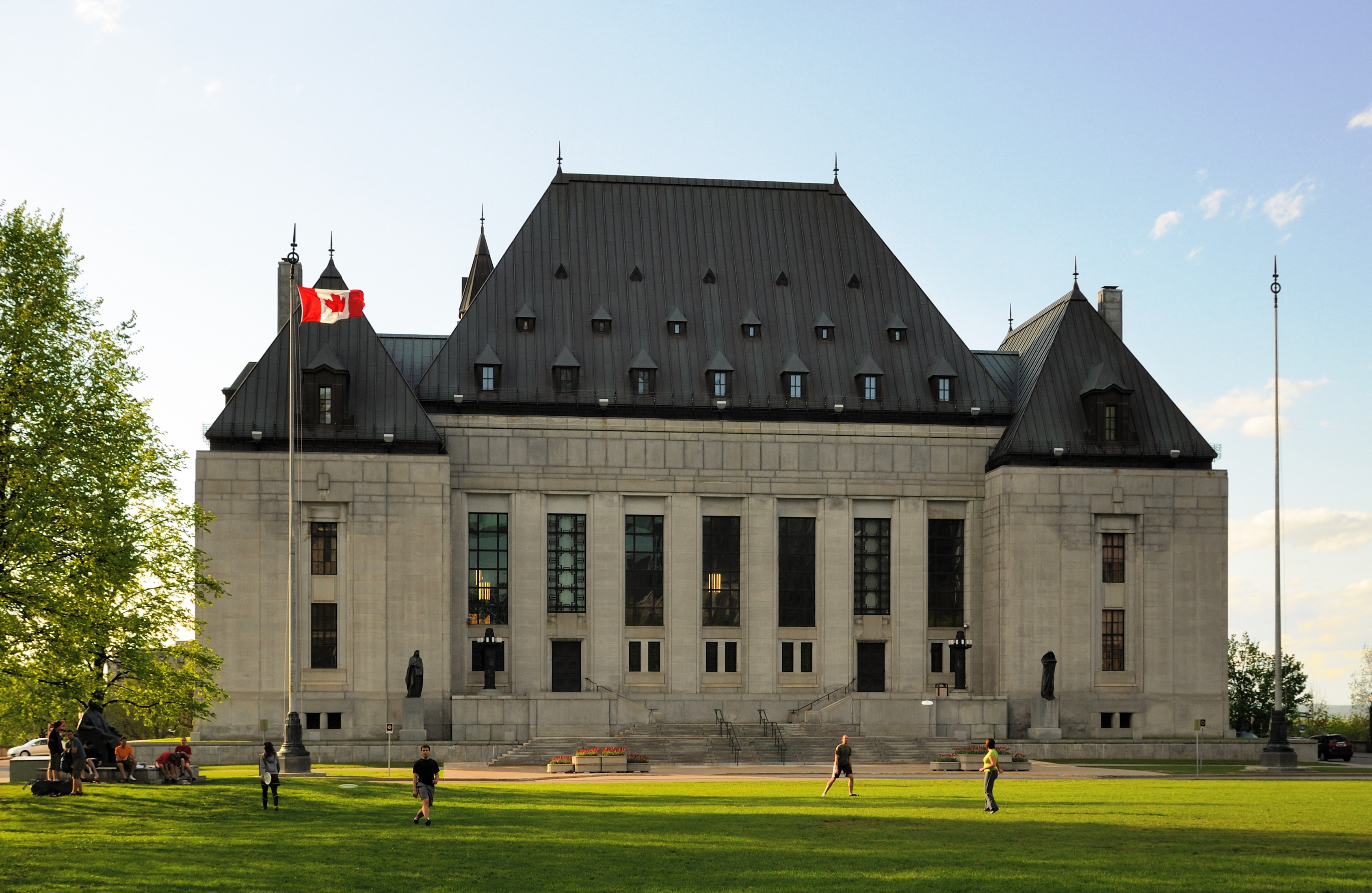
Der Oberste Gerichtshof in Ottawa

Kanadas Rechtssystem spielt eine wichtige Rolle bei der Interpretation von Gesetzen. Es berücksichtigt die sich verändernden gesellschaftlichen Gegebenheiten und hat die Macht, Gesetze zu widerrufen, die gegen die Verfassung verstoßen. Der Oberste Gerichtshof ist das höchste Gericht und die letzte Instanz. Die neun Mitglieder werden auf Vorschlag des Premierministers und des Justizministers vom Generalgouverneur ernannt. Vorsitzender des Obersten Gerichtshofes (Chief Justice of Canada, Juge en chef du Canada) ist seit 2017 Richard Wagner. Die Bundesregierung ernennt auch Richter der Obersten Gerichte der Provinzen und Territorien. Die Besetzung von Richterämtern auf unteren Stufen fällt in die Zuständigkeit der Provinz- und Territorialregierungen.
In den Provinzen sind die obersten Gerichte die Courts of Appeal. Ihre Urteile sind allerdings, im Gegensatz zu denen des Obersten Gerichtshofs in Ottawa, in den anderen Provinzen nicht bindend, wenn sie auch nicht ohne Einfluss sind. Als weitere Rechtsquelle gelten gelegentlich noch immer der Londoner Court of Appeal und das britische House of Lords. Deren Entscheidungen aus der Zeit vor 1867 sind immer noch bindend, es sei denn, der kanadische Oberste Gerichtshof hat sie aufgehoben. Das Gleiche gilt für Entscheidungen bis 1949 für den Rechtsprechungsausschuss des Privy Council. Dies ist für die Rechtsstellung der indigenen und der frankophonen Bevölkerung von erheblicher Bedeutung, da ältere Verträge mit der britischen Krone weiterhin gültig sind.

### Politische Indizes
| Name des Index                     | Indexwert    | Weltweiter Rang | Interpretationshilfe | Jahr |
| ---------------------------------- | ------------ | --------------- | --- | ---- |
| Fragile States Index               | 18,6 von 120 | 172 von 179     | Stabilität des Landes: sehr nachhaltig 0 = sehr nachhaltig / 120 = sehr alarmierend Rang: 1 = fragilstes Land / 179 = stabilstes Land | 2024 |
| Demokratieindex                    | 8,69 von 10  | 14 von 167      | Vollständige Demokratie 0 = autoritäres Regime / 10 = vollständige Demokratie                                                         | 2024 |
| Freedom in the World Index         | 97 von 100   | —               | Freiheitsstatus: frei 0 = unfrei / 100 = frei                                                                                         | 2024 |
| Rangliste der Pressefreiheit       | 78,8 von 100 | 21 von 180      | Zufriedenstellende Lage für die Pressefreiheit 100 = gute Lage / 0 = sehr ernste Lage                                                 | 2025 |
| Korruptionswahrnehmungsindex (CPI) | 75 von 100   | 15 von 181      | 0 = sehr korrupt / 100 = sehr sauber                                                                                                  | 2024 |

### Provinzen und Territorien
Kanada ist ein in zehn Provinzen und drei Territorien gegliederter Bundesstaat. Diese subnationalen Einheiten können in geographische Regionen gegliedert werden. Westkanada besteht aus British Columbia und den drei Prärieprovinzen Alberta, Saskatchewan und Manitoba. Zentralkanada umfasst die zwei bevölkerungsreichsten Provinzen Ontario und Québec. Als Seeprovinzen werden New Brunswick, Prince Edward Island und Nova Scotia bezeichnet; zusammen mit Neufundland und Labrador bilden sie die Atlantischen Provinzen. Die drei Territorien Yukon, Nordwest-Territorien und Nunavut umfassen sämtliche Gebiete nördlich des 60. Breitengrades und westlich der Hudson Bay.
Die Provinzen verfügen über einen hohen Grad an Autonomie, wogegen in den Territorien die Bundesregierung zahlreiche Verwaltungsaufgaben selbst übernimmt. Alle Provinzen und Territorien besitzen ein Einkammerparlament und einen Premierminister als Regierungschef. Der kanadische Monarch wird in allen Provinzen durch einen Vizegouverneur vertreten, der gleichrangig mit dem Generalgouverneur ist und überwiegend zeremonielle Aufgaben wahrnimmt. In den Territorien übernimmt ein von der Bundesregierung ernannter Kommissar die Aufgaben eines Vizegouverneurs.
Während in den meisten Bundesverfassungen föderaler Staaten allein die Gesetzgebungskompetenzen des Bundes explizit aufgezählt werden, führt das Verfassungsgesetz von 1867 (englisch Constitution Act, 1867, französisch Loi constitutionnelle de 1867) nicht nur in Art. 91 die ausschließlichen Kompetenzen des Bundes, sondern in den Artikeln 92, 92A und 93 auch die ausschließlichen Kompetenzen der Provinzen auf. Hiernach verfügen die Provinzen über das Gesetzgebungsrecht u. a. in den Bereichen direkte Steuern, Beamtenbesoldung, öffentliche Einrichtungen, Gemeindewesen, Schulwesen, Gast- und sonstiges lokales Gewerbe, Eigentum und bürgerliches Recht, Gerichtsverfassungsrecht, Zivilprozessrecht, Bergbau, Forstwirtschaft und Energie.
| Provinz oder Territorium | Hauptstadt    | Fläche in km² | Bevölkerung 2016 | Amtssprachen            |
| ------------------------ | ------------- | ------------- | ---------------- | ----------------------- |
| Alberta                  | Edmonton      | 640.082       | 4.252.879        | Englisch                |
| British Columbia         | Victoria      | 922.510       | 4.751.612        | Englisch                |
| Manitoba                 | Winnipeg      | 552.330       | 1.318.128        | Englisch                |
| Neufundland und Labrador | St. John’s    | 370.511       | 530.128          | Englisch                |
| New Brunswick            | Fredericton   | 71.377        | 756.780          | Englisch, Französisch   |
| Nordwest-Territorien     | Yellowknife   | 1.143.794     | 44.469           | Englisch, Französisch 1 |
| Nova Scotia              | Halifax       | 52.939        | 949.501          | Englisch                |
| Nunavut                  | Iqaluit       | 1.877.788     | 37.082           | Englisch, Französisch 1 |
| Ontario                  | Toronto       | 908.608       | 13.982.984       | Englisch                |
| Prince Edward Island     | Charlottetown | 5.686         | 148.649          | Englisch                |
| Québec                   | Québec        | 1.356.547     | 8.326.089        | Französisch             |
| Saskatchewan             | Regina        | 588.240       | 1.150.632        | Englisch                |
| Yukon                    | Whitehorse    | 474.713       | 37.492           | Englisch, Französisch   |

1974 gab es Bestrebungen im kanadischen Parlament, das britische Überseegebiet der Turks- und Caicosinseln in der Karibik als elfte Provinz in den kanadischen Staatsverband aufzunehmen. Der Gesetzesvorschlag fand jedoch keine Mehrheit und wurde somit abgelehnt. Seit 2003 gibt es jedoch erneute Bestrebungen in diese Richtung. Dafür müsste jedoch erstens Großbritannien die Inseln in die Unabhängigkeit entlassen und zweitens jede einzelne kanadische Provinz zustimmen. Insbesondere Letzteres ist infolge der sehr komplizierten kanadischen Verfassungsprozeduren indes wenig wahrscheinlich.

### Rechtssystem und Polizei
Zwar ist Kanada ein relativ junger Staat, die Rechtsordnung hat jedoch eine lange Tradition. Das in allen Provinzen mit Ausnahme Québecs geltende Common Law basiert auf Grundsätzen, die sich während Jahrhunderten in England entwickelten und ein Erbe der britischen Kolonialzeit sind. Der in Québec im Bereich des Privatrechts geltende Code civil spiegelt Prinzipien des französischen Rechtssystems wider. Das Strafrecht hingegen ist Sache des Bundesstaates und in allen Provinzen einheitlich. Im Laufe der Zeit wurden beide Rechtssysteme den Erfordernissen in Kanada angepasst.
Beide Rechtssysteme sind in die Verfassung eingeflossen. Deren Kern entstand 1867 mit der Gründung Kanadas und wurde zuletzt 1982 grundlegend durch das Verfassungsgesetz von 1982 und die Kanadische Charta der Rechte und Freiheiten ergänzt.
Kanada schaffte 1976 die Todesstrafe für Verbrechen in Friedenszeiten ab, 1998 auch im Kriegsstrafrecht. Auslöser war die 1959 erfolgte Verurteilung des damals 14-jährigen Steven Truscott zum Tode. Er wurde nach zehn Jahren Haft auf Bewährung entlassen und 2007 freigesprochen.
Die Strafverfolgung fällt in die Verantwortung der Provinzen. Die Polizeibehörden sind mehrstufig aufgebaut. Die Royal Canadian Mounted Police (Abkürzung RCMP, umgangssprachliche Kurzbezeichnung Mounties, französisch Gendarmerie royale du Canada, GRC) ist die nationale Polizei. Die beiden größten Provinzen verfügen mit der Ontario Provincial Police (OPP) bzw. der Sûreté du Québec über eigene Provinzpolizeien, dort beschränkt sich der Auftrag der RCMP auf den Schutz von Bundeseinrichtungen.
Daneben gibt es weitere Polizeibehörden auf Provinzebene (z. B. British Columbia Sheriff Service, Royal Newfoundland Constabulary) und auf regionaler oder örtlicher Ebene (z. B. Toronto Police Service, York Regional Police). Ferner gibt es auf Bundesebene Polizeibehörden mit speziellen Aufgaben (z. B. Parks Canada Warden). Ähnlich den Vereinigten Staaten existieren für die Gebiete von Indianerstämmen und anderen Ureinwohnern eigene Polizeibehörden. Die beiden großen privaten Eisenbahngesellschaften (CP und CN) verfügen über je eine eigene Polizei zur Sicherung ihrer Einrichtungen. Einige Nahverkehrbetreiber sowie manche Universitäten haben eigene Hilfspolizeien (sogenannte Special Constables) eingerichtet.

### Außenpolitik
Die Vereinigten Staaten und Kanada teilen sich die längste nicht verteidigte Staatsgrenze der Welt. Die Kooperation auf militärischem und wirtschaftlichem Gebiet ist eng; so sind beide Länder im Rahmen des Nordamerikanischen Freihandelsabkommens jeweils der größte Handelspartner des anderen.
Dennoch betreibt Kanada eine eigenständige Außenpolitik. Es unterhält diplomatische Beziehungen zu Kuba und beteiligte sich nicht am Vietnam- oder am Irakkrieg. Enge Beziehungen unterhält der Staat traditionell zum Vereinigten Königreich und zu Frankreich, über die Mitgliedschaft im Commonwealth of Nations und in der internationalen Organisation der Frankophonie auch zu anderen ehemaligen britischen und französischen Kolonien. Ein weiterer Schwerpunkt der außenpolitischen Beziehungen sind die Staaten der Karibischen Gemeinschaft. Im 2005 veröffentlichten International Policy Statement legte die Regierung die Leitlinien der Außenpolitik fest. Kanada sieht die Europäische Union als strategischen Partner in den Bereichen Klimawandel, Energieversorgung, Handel und Umweltschutz sowie bei außen- und sicherheitspolitischen Themen. Die Beziehungen zu Deutschland sind gut und von gemeinsamen Werten und Grundüberzeugungen geprägt. Seit 2022 finden jährliche bilaterale Treffen auf der Regierungsebene in Form der German-Canadian High Level Steering Group on Bilateral Cooperation (HLSG) statt.
Einen wichtigen Teil der kanadischen Identität bildet die Unterstützung der Multilateralität. 1945 gehörte Kanada zu den Gründungsmitgliedern der Vereinten Nationen. Der spätere Premierminister Lester Pearson trug wesentlich zur Beilegung der Sueskrise bei und wurde 1957 dafür mit dem Friedensnobelpreis ausgezeichnet. Sprach man bis dahin von der „Geburt der kanadischen Nation auf den Schlachtfeldern Europas“, so entwickelte sich unter dem Eindruck zahlreicher UN-Blauhelmeinsätze ein Peacekeeping-Mythos, der Kanadas Rolle in Abgrenzung zu den USA begreift.

„Kanadier waren Mittelsmänner, ehrliche Makler, nützliche Helfer in einer Welt, in der diese Eigenschaften rar waren. Die Friedenssicherung veränderte uns, machte uns auf eine gewisse Weise besser.“

Kanada ist Mitglied zahlreicher internationaler Organisationen wie der OSZE, der Welthandelsorganisation, der OECD, der OAS, der APEC und der Gruppe der Sieben (G7).
Verschiedene internationale Vereinbarungen entstanden auf kanadische Initiative und wurden in diesem Land verabschiedet. Dazu gehören die Ottawa-Konvention zum Verbot von Antipersonenminen und das Montreal-Protokoll zum Schutz der Ozonschicht.

### Militär

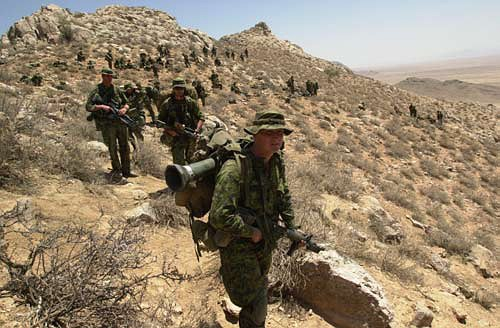
Kanadische Soldaten während der Operation Cherokee Sky in Afghanistan (2002)

Die kanadischen Streitkräfte (englisch Canadian Forces, frz. Forces canadiennes) entstanden in ihrer jetzigen Form 1968, als Heer, Marine und Luftwaffe organisatorisch zusammengeführt wurden. Die Truppen umfassten 2020 rund 67.490 freiwillige Berufssoldaten und rund 31.000 Reservisten. Hinzu kamen (Stand 2012) 5000 Canadian Rangers, deren Hauptaufgabe es ist, in entlegenen arktischen Gebieten militärische Präsenz zu zeigen. Die Streitkräfte verfügen über rund 1400 gepanzerte Fahrzeuge, 34 Kriegsschiffe und 300 Kampfflugzeuge. Kanada gab 2017 knapp 1,3 Prozent seiner Wirtschaftsleistung oder 20,6 Mrd. US-Dollar für seine Streitkräfte aus und lag damit weltweit auf Platz 14.
Aufgrund der engen Bindungen an das britische Mutterland waren kanadische Truppen am Burenkrieg, am Ersten Weltkrieg und am Zweiten Weltkrieg beteiligt. Seit 1948 stellt Kanada einen bedeutenden Teil der Friedenstruppen der Vereinten Nationen und war an mehr Friedensmissionen beteiligt als jede andere Nation (seit 1989 ohne Ausnahme). Der Staat beteiligt sich grundsätzlich nur an kriegerischen Handlungen, die von den Vereinten Nationen sanktioniert wurden, wie etwa am Krieg in Korea, am Persischen Golf, in Afghanistan, jedoch ohne UN-Mandat im Kosovo. Kanada ist Gründungsmitglied der NATO und Vertragspartner des nordamerikanischen Luftraumverteidigungsbündnisses NORAD.

### Bildungspolitik

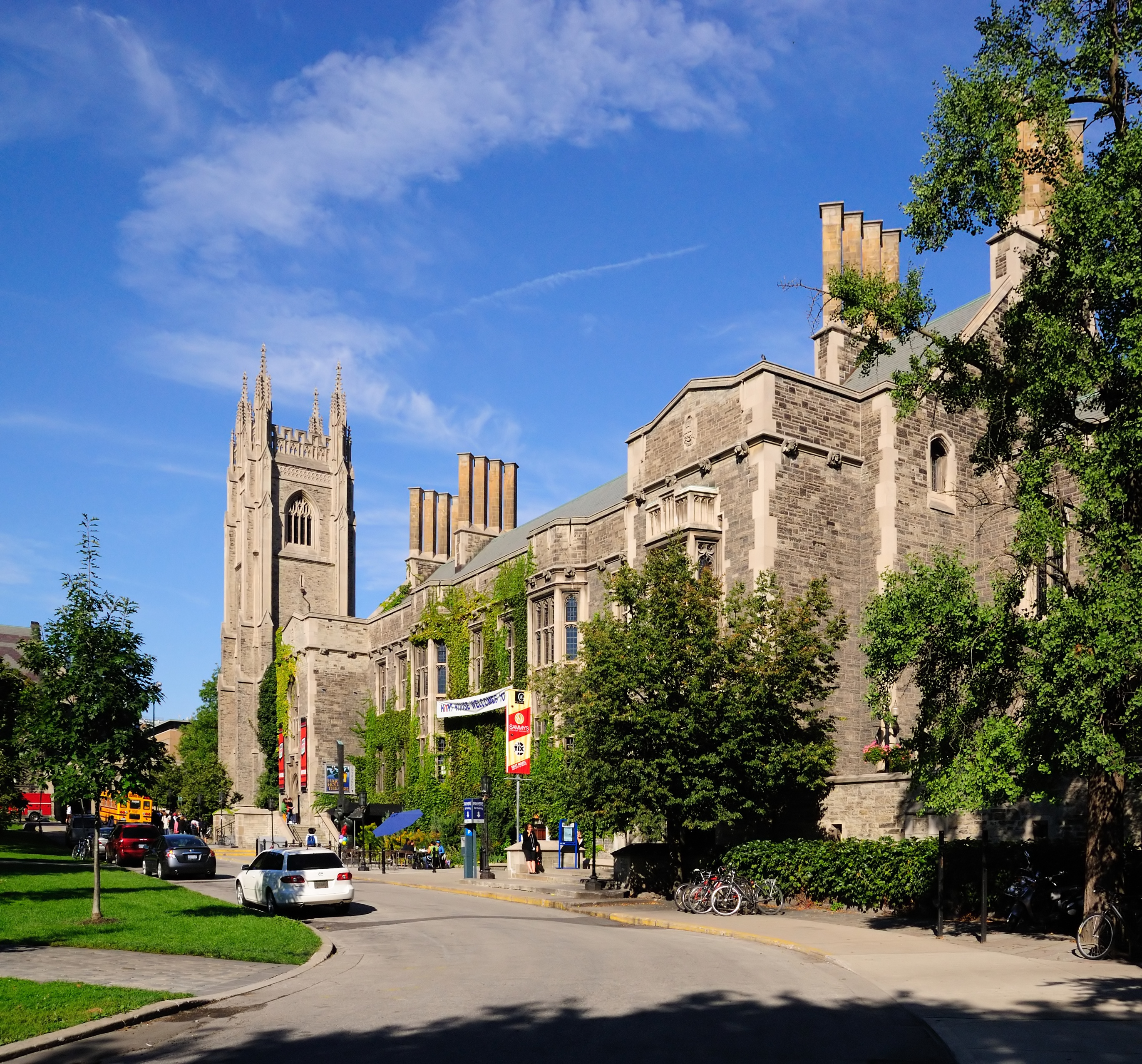
Das Hart House an der University of Toronto

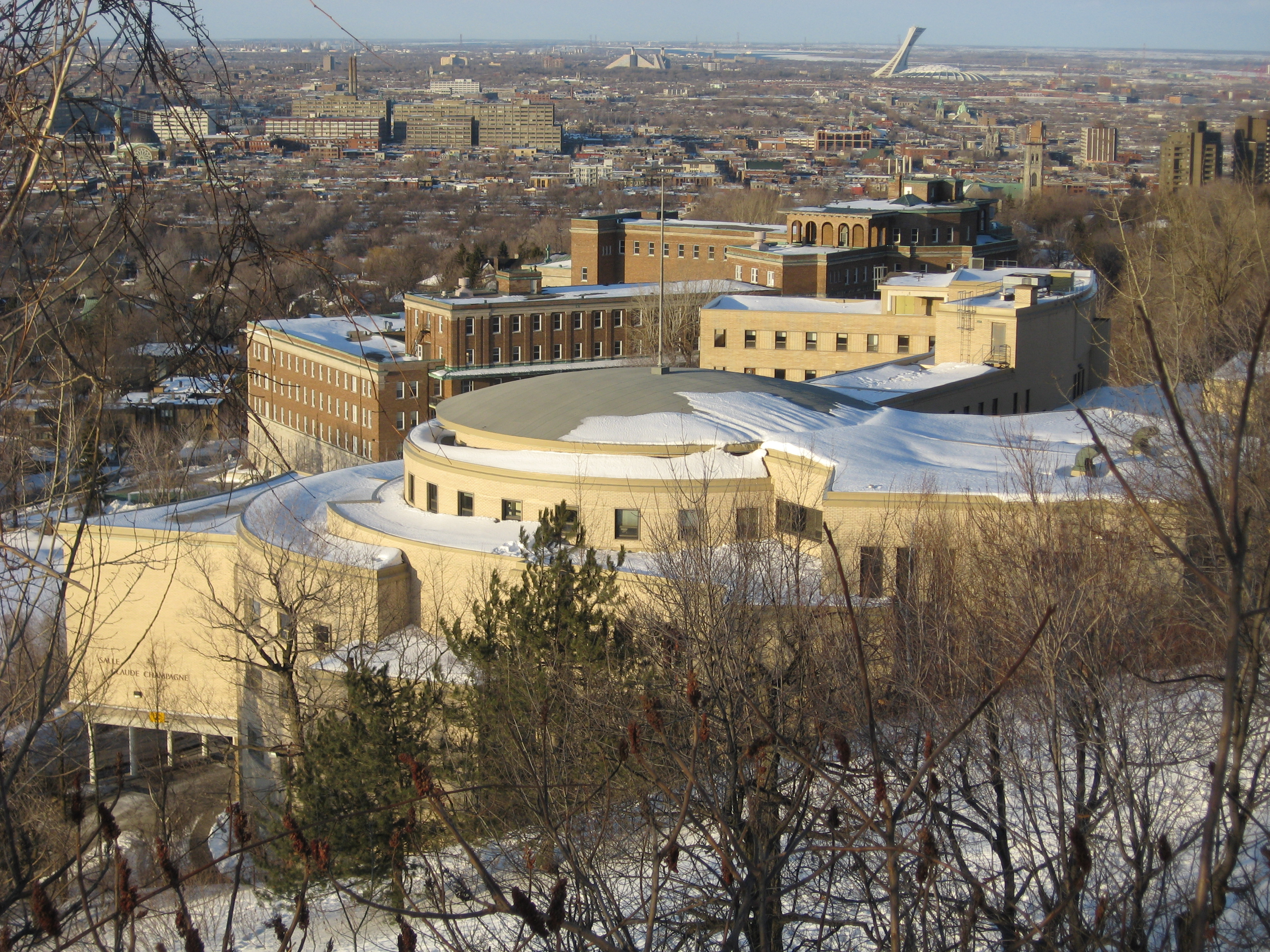
Musikfakultät an der Universität Montreal

Im föderalistischen Kanada gibt es kein einheitliches nationales Bildungssystem, jedoch unterliegt der tertiäre Bildungsbereich einer einheitlichen staatlichen Qualitätskontrolle und die meisten kanadischen Universitäten sind Mitglied in der Association of Universities and Colleges of Canada (AUCC), weshalb der Standard allgemein als ausgeglichen gilt.
Für das Schulwesen sind ausschließlich die Provinzen und Territorien zuständig; es gibt kein landesweites Bildungsministerium. Daher unterscheiden sich in einigen Provinzen Schuleintrittsalter (fünftes oder sechstes Lebensjahr) und Dauer der Grundschulzeit (bis Klasse 6 oder 7). Die Sekundarstufe (in Québec École polyvalente genannt) umfasst in Form einer Gesamtschule die dreijährige Junior Highschool (Sekundarbereich I) und die zwei- bis vierjährige Senior Highschool (Sekundarbereich II). Da das Bildungssystem Chancengleichheit anstrebt, erfolgt der Übergang von einer Schulstufe in die andere ohne Leistungsprüfung. Erst innerhalb der Senior High School ist der Erwerb des Abschlusszeugnisses (High School Diploma bzw. Diplôme d’Études Secondaire) davon abhängig, ob eine bestimmte Zahl von Bewertungspunkten (Creditpoints) erreicht wird. Zwei Prozent der Schulen liegen in privater, überwiegend kirchlicher Hand. Etwa zehn Prozent der Schüler besuchen eine Privatschule. Das Leistungsniveau der Privatschulen galt 2006 als sehr hoch und Kanada war der einzige OECD-Staat, in dem deren Schüler selbst nach Abgleich des familiären und sozioökonomischen Hintergrundes mehr lernten, als die Schüler an öffentlichen Schulen.
Während der Schulbesuch kostenfrei ist, werden an den Hochschulen Studiengebühren unterschiedlicher Höhe fällig. Von den über 80 Universitäten zählen die University of Toronto und die Universität Montreal zu den größten. Die ältesten sind die Universität Laval in Québec von 1663, eine jesuitische Institution, die nach Bischof Laval benannt wurde. Dies berührt einen Grundzug der kanadischen Hochschulentwicklung, denn die frühen Institutionen waren fast alle kirchlichen Ursprungs. Erst 1818 entstand die erste säkulare Hochschule und die zweite Kanadas, die Dalhousie University in Halifax. Ihr folgten die beiden englischsprachigen Institute, die McGill University in Montreal (1821) und die University of Toronto (1827). Ihnen folgten in den 1840er-Jahren die Queen’s University in Kingston (1841) und die Universität Ottawa (1848). Letztere geht wie die Laval-Universität auf einen Missionsorden zurück, in diesem Falle auf die Oblaten der Unbefleckten Jungfrau Maria. Nach der Unabhängigkeit im Jahr 1867 folgten die von einem anglikanischen Bischof gegründete University of Western Ontario in London (1878) und die im selben Jahr gegründete Universität Montreal (die zweite von vier Hochschulen in der Stadt) sowie die McMaster University in Hamilton in Ontario. Letztere wurde ursprünglich in Toronto gegründet und zog erst 1930 nach Hamilton um. Sie geht auf die Baptist Convention of Ontario zurück.
Colleges verleihen meist nur 3- bis 4-jährige Bachelor-Abschlüsse (z. B. Minors, Majors, Spezialication, Honours), Universitäten auch 1-jährige konsekutive „post-bachelor“ Bachelor mit Honours-/Baccalaureatus Cum Honore-, 1- bis 3-jährige Master- und 3- bis 5-jährige Ph.D.-Abschlüsse. In diversen Hochschulrankings nehmen einige kanadische Universitäten Spitzenpositionen ein: Beispielsweise war in der langjährigen Durchschnittsbewertung des in Nordamerika am weitesten verbreiteten Rankings, der QS World University Rankings, im Jahr 2018 die McGill University innerhalb Kanadas auf Platz 1 und weltweit auf Platz 28. Laut dem Academic Ranking of World Universities (Shanghai-Ranking) aus dem Jahr 2018 (Jiaotong-Universität Shanghai) zählen die University of Toronto auf Platz 23 und die University of British Columbia in Vancouver auf Platz 43 zu den besten Hochschulen. Die First Nations besitzen seit 2003 eine eigene Universität, die First Nations University of Canada in Regina, der Hauptstadt der Provinz Saskatchewan. 1989 begannen die bedeutendsten Universitäten sich zusammenzuschließen, um Forschungsvorhaben zu koordinieren. Seit 2011 besteht die Gruppe als U15 Group of Canadian Research Universities, zu der ein nunmehr geschlossener Kreis von 15 Universitäten zählt. 2016 studierten über eine halbe Million ausländische Studenten an kanadischen Bildungseinrichtungen. Die größte Gruppe davon kam aus der Volksrepublik China.
Im PISA-Ranking von 2015 erreichen Kanadas Schüler Platz 10 von 72 Ländern in Mathematik, Platz 7 in Naturwissenschaften und den zweiten Platz beim Leseverständnis. Kanadische Schüler gehörten damit zu den besten von allen teilnehmenden Ländern und schnitten deutlich besser ab als die aus den benachbarten Vereinigten Staaten. Die Studie stellte zudem fest, dass Schüler aus Ontario und British Columbia die besten Leistungen erbrachten.

### Umweltpolitik
→ Siehe auch: Klimapolitische Maßnahmen Kanadas

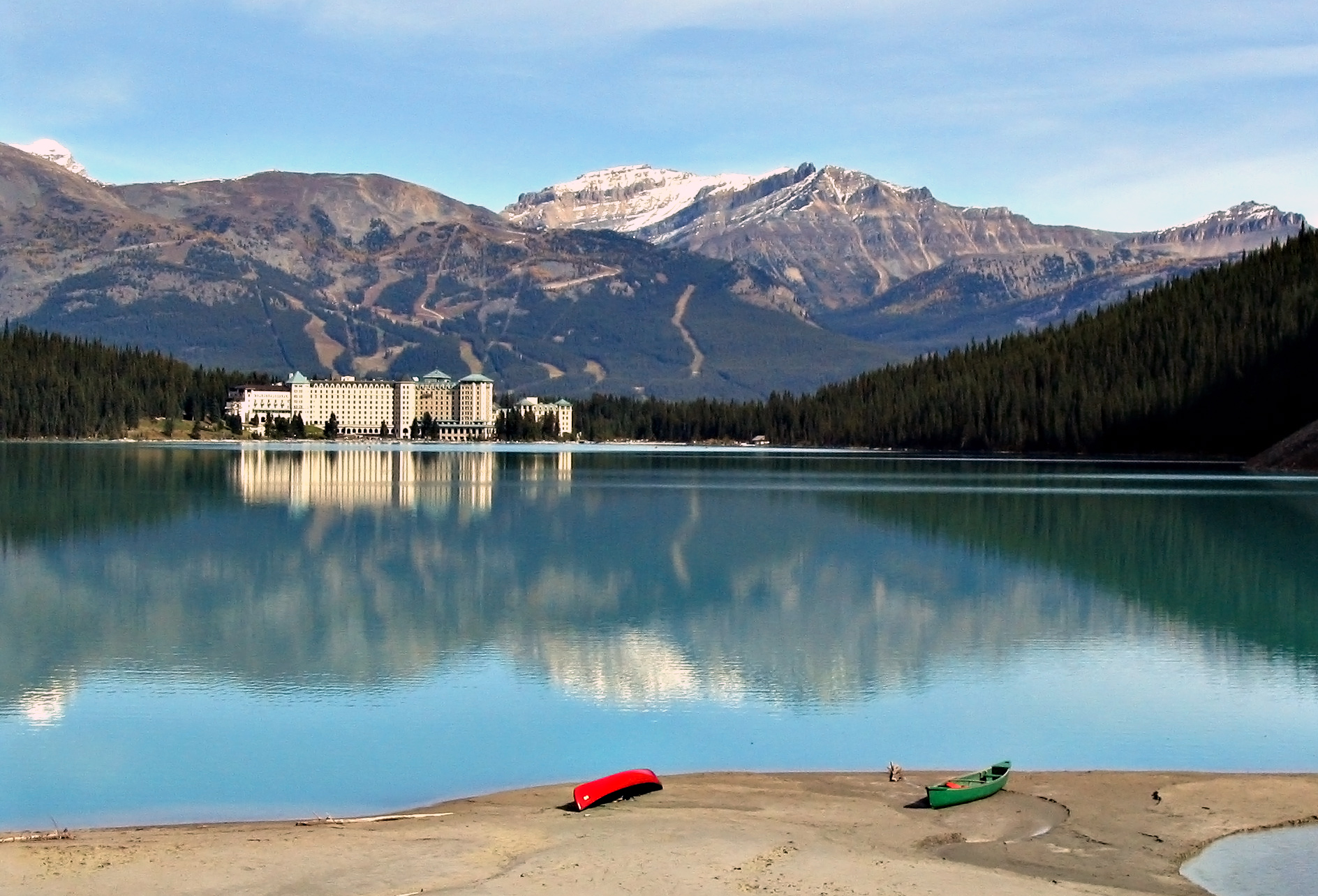
Fairmont Chateau Hotel am Lake Louise im Banff-Nationalpark

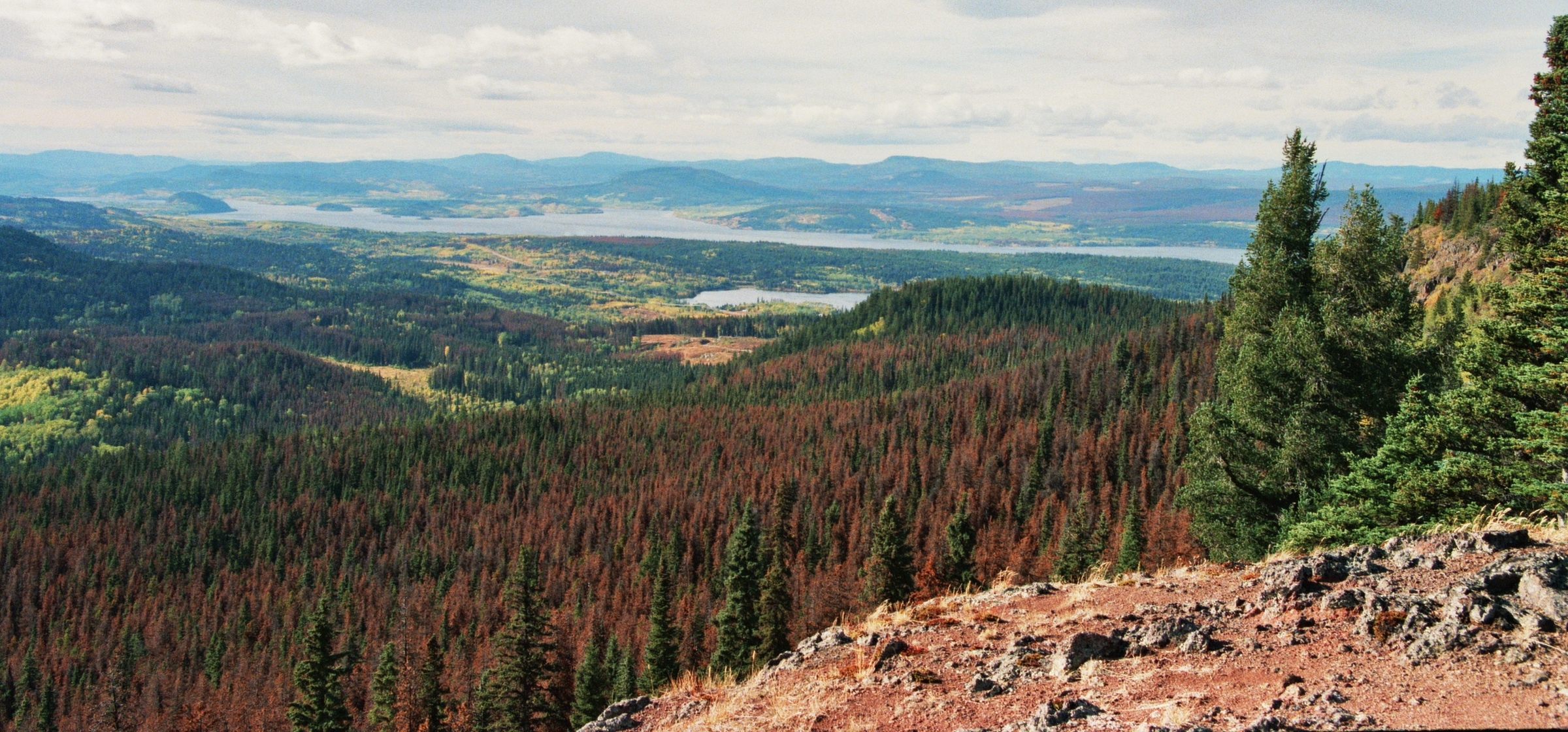
Blick auf von Pine Beetles befallene Wälder am Fraser Lake

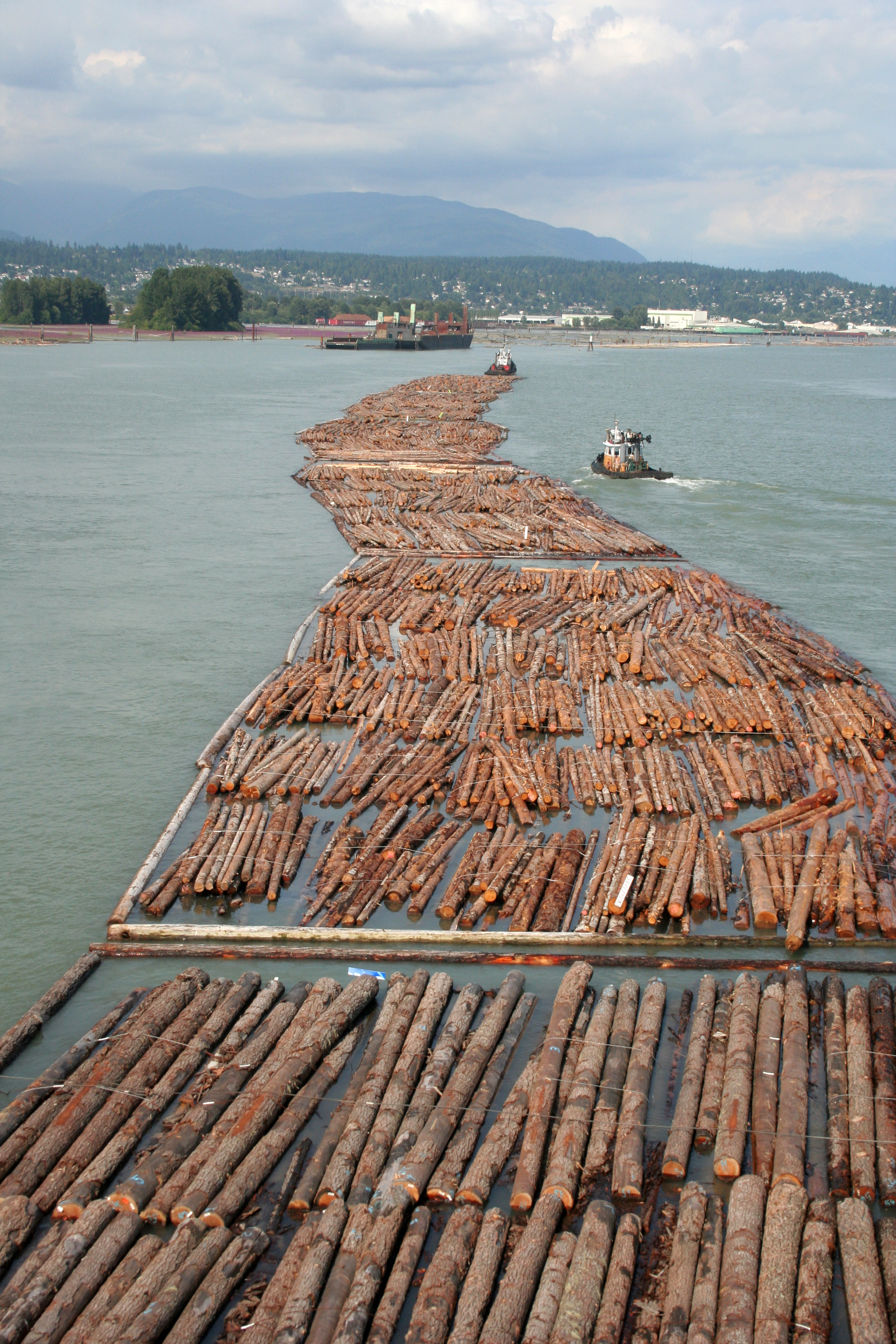
Holzflößerei bei Vancouver

Die Umweltpolitik Kanadas hat ungewöhnliche naturräumliche Grundlagen, vor allem ist aber die Gemengelage der Interessen eine spezifisch kanadische. Kanadas Natur ist zum bedeutendsten Faktor für den Tourismus geworden. Dazu tragen 43 National- und weit über 1500 Provinzparks sowie weitere Schutzgebiete bei, die vor allem riesige Waldgebiete beinhalten. Der älteste von ihnen ist der Banff-Nationalpark von 1885, der inzwischen über autobahnartige Straßen dem Massentourismus erschlossen wird. 1911 entstand Parks Canada (gleichberechtigt auch Parcs Canada) als älteste Nationalparkverwaltung der Welt. Doch kollidieren touristische, Erhaltungs-, Erholungs- und wissenschaftliche Interessen mit den Verwertungsinteressen der Rohstoffindustrie und gelegentlich den Interessen der Ureinwohner.
Intakte Urwälder (old growth) existieren in Kanada auch nach drei Jahrhunderten des Raubbaus aufgrund der geringen Besiedlungsdichte noch auf enorm großen Flächen. Nach Global Forest Watch Canada sind noch 62 % der borealen Wälder und 30 % der gemäßigten Wälder intakt (natürliche Ökosysteme, die im Wesentlichen vom Menschen unbeeinflusst sind). Der Raubbau an der Grenze zu den besiedelten Gebieten ist jedoch immens und hat dort nur noch kleine Urwaldreste zurückgelassen. Ohne den Widerstand von Umweltschutzorganisationen wie Greenpeace, die in Vancouver gegründet wurde, oder dem Western Canada Wilderness Committee sowie den lokalen Indianern würden auch diese Urwälder sicherlich nicht mehr existieren. Die Unternehmen der Holzindustrie sind so eng mit den politischen Eliten der Provinzen verbunden, dass erst internationaler Druck und häufig Zwang der Bundesregierung und der Gerichtshöfe die Bestände in einigen Fällen retten konnten (vgl. Clayoquot Sound). Dagegen haben sich Wissenschaftler und zahlreiche Umweltverbände zusammengeschlossen, und die lange unbedeutende Green Party of Canada konnte bei der Wahl von 2008 knapp sieben Prozent der Wähler gewinnen.
Nach einer Studie der Simon Fraser University, die auf Betreiben der David Suzuki Foundation durchgeführt wurde, liegt Kanada bei dreißig untersuchten Staaten bei der Produktion von Atommüll und Kohlenstoffmonoxid auf dem hintersten Rang. Zudem nimmt es beim Wasserverbrauch den 29. Platz ein. Insgesamt rangieren Kanada, Belgien und die USA am unteren Ende der Staatengruppe.
Im Oktober 2008 versuchten sich mehrere hundert Wissenschaftler gegen die Diskreditierung ihrer Arbeit durch die Regierung zur Wehr zu setzen. Gleichzeitig fanden in Victoria die größten Demonstrationen der letzten 15 Jahre gegen die Abholzung der letzten Urwälder auf Vancouver Island statt.
Eine weitere Gefahr für die Urwälder, aber ebenso sehr für die riesigen nachgewachsenen Wälder stellte der in Kanada Mountain Pine Beetle genannte Bergkiefernkäfer dar. Er vernichtete mehrere Millionen Hektar Wald.
Die über 250 Staudämme, die rund 58 % der in Kanada 2007 produzierten Strommenge von 612,6 Milliarden Kilowattstunden produzieren halfen (wovon Kanada über 2016 73 Milliarden Kilowattstunden exportierte), werden inzwischen ebenso kritisch mit Blick auf ihre Umweltbilanz betrachtet wie der Abbau der Bodenschätze. In beiden Fällen kam es nicht nur zu häufigen Zwangsumsiedlungen der Ureinwohner wie der Innu in Labrador, sondern auch zu erheblichen Umwelt- und Gesundheitsbelastungen wie beim Abbau der Athabasca-Ölsande in Alberta. Am 14. Oktober 2008 lehnten die Cree, denen die rechtlich privilegierte Rolle der Provinzen gegenüber der Bundesregierung in Fragen der Bodenschätze und der Stromgewinnung und gegenüber den indianischen Nationen bewusst ist, den „Grünen Plan“ der Quebecer Provinzregierung daher ab. Er hätte zudem Québec erneut die Verwaltung des riesigen James-Bay-Gebiets zurückgegeben, die die Cree nach langen Verhandlungen erst 2002 errungen hatten. Seit 2009 kämpfen drei lokale Cree-Gruppen mit internationaler Unterstützung um den Wald im Broadback-Tal, einen großen zusammenhängenden borealen Urwald am Rand der Holzeinschlagszone.
Im Nordosten British Columbias kam es allein 2005 bis 2008 zu sieben von der Polizei als höchst gefährlich eingeschätzten Anschlägen auf Gasleitungen der Encana Corporation, in denen stark giftiger Schwefelwasserstoff transportiert wird.
Am 29. April 1998 unterzeichnete die Regierung das Kyoto-Protokoll und verpflichtete sich, die Treibhausgas-Emissionen bis 2012 um sechs Prozent zu senken. Stattdessen stiegen die Emissionen von 1990 bis 2004 um mehr als ein Viertel. Beim Klimaschutz-Index 2008 lag Kanada auf Platz 53 von 56 untersuchten Staaten, womit das Land beim Kohlenstoffdioxid-Ausstoß nur noch vor Saudi-Arabien, den USA und Australien rangiert. Im Dezember 2011 erklärte der Staat kurz nach der UN-Klimakonferenz in Durban seinen Rückzug vom Kyoto-Protokoll. Damit sparte Kanada 14 Milliarden Dollar (10,5 Milliarden Euro) an Strafzahlungen für das Nichteinhalten der im Protokoll gesetzten Ziele. Unter anderem trägt die Ölsandindustrie erheblich zum steigenden Treibhausgasausstoß des Landes bei.
Rechtlich liegt der Umweltpolitik vor allem der Canadian Environmental Protection Act von 1999 zugrunde. Das zuständige Ministerium ist das Department of the Environment unter Leitung von Jim Prentice (seit 2008). Ihm unterstehen neben anderen Organisationen Parks Canada und der Canadian Wildlife Service. Jede Provinz hat zudem ein eigenes Umweltministerium.

## Wirtschaft

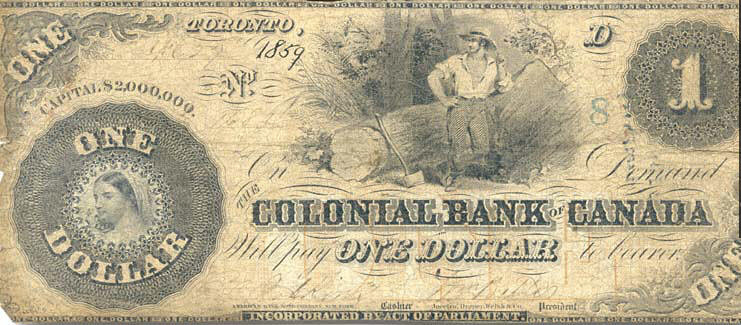
Banknote der Kolonialbank Kanada, Toronto 1859

Kanada gehört zu den wohlhabendsten Ländern der Welt. Gemessen am nominalen Bruttoinlandsprodukt lag es 2020 mit umgerechnet 1,6 Billionen US-Dollar auf dem 9. Platz, bei der Kaufkraftparität mit 1,9 Billionen internationalen Dollar auf Platz 15. Beim Bruttoinlandsprodukt pro Kopf liegt der Staat 2020 mit 43.295 US-Dollar auf Platz 20, sowie kaufkraftbereinigt mit 48.759 US-Dollar auf Platz 25. Das Entwicklungsprogramm der Vereinten Nationen schätzt Kanada aufgrund seines Index der menschlichen Entwicklung als Land mit „sehr hoher menschlicher Entwicklung“ ein. Der Staat gilt zugleich als soziale Marktwirtschaft. Im Global Competitiveness Index, der die Wettbewerbsfähigkeit eines Staates misst, belegt Kanada Platz 14 von 141 Staaten (Stand: 2019). Im Index für wirtschaftliche Freiheit belegt das Land 2022 den 15. Platz von 161 Ländern.
Kanada war, laut einer Studie der Bank Credit Suisse aus dem Jahre 2017, der Staat mit dem achtgrößten nationalen Gesamtvermögen weltweit. Der Gesamtbesitz der Kanadier an Immobilien, Aktien und Bargeld belief sich auf insgesamt 7.407 Milliarden US-Dollar. Das Vermögen pro erwachsene Person beträgt 259.271 Dollar im Durchschnitt und 91.058 Dollar im Median (Deutschland: 203.946 bzw. 47.091 Dollar). Der Gini-Koeffizient bei der Vermögensverteilung lag 2016 bei 73,0 was auf eine mittlere Vermögensungleichheit hindeutet. Sowohl Einkommen als auch Vermögen sind in Kanada gleichmäßiger verteilt als in den benachbarten USA.
Der Mindestlohn unterscheidet sich in jeder Provinz und wird von den einzelnen Provinzen selber festgelegt. Beschäftigte des Staates Kanada erhalten mindestens den Mindestlohn, der in der Provinz gilt, in der sie beschäftigt werden. 2017 lag er zwischen 10,72 (Saskatchewan) und 13,00 Dollar (Nunavut). Von diesem Mindestlohn kann in einigen Bundesstaaten für verschiedene Beschäftigungsgruppen (z. B. für Beschäftigte, die Trinkgelder erhalten, oder für Jugendliche) abgewichen werden. Ebenfalls haben einigen Bundesstaaten jährliche automatische Anpassungen (z. B. Anpassung an Teuerungsraten) eingeführt.
Überdurchschnittlich hoch ist der Anteil der Urproduktion, also des primären Wirtschaftssektors, was auf den Reichtum an natürlichen Ressourcen zurückzuführen ist. Die in der Provinz Ontario abgebauten Mengen an Nickel decken etwa 20 % des Weltbedarfs, Kanada besitzt mit rund 28 Milliarden Tonnen die drittgrößten Erdölreserven nach Venezuela und Saudi-Arabien (Stand 2017), verfügt über zehn Prozent des weltweiten Waldbestands, dazu bedeutende Vorkommen von Schwefel, Asbest, Aluminium, Gold, Blei, Kohle, Kupfer, Eisenerz, Kaliumcarbonat, Tantal, Uran und Zink. Vor der Küste der Atlantischen Provinzen liegen umfangreiche Vorkommen an Erdgas, in Alberta die Athabasca-Ölsande. Wald und Wasserkraft bilden die Grundlage für die Zellstoff- und Papierindustrie.

Stromverbünde in Nordamerika

Zahlreiche Stauseen liefern Strom und bilden damit das Rückgrat der Energieproduktion. Allein 360.000 GWh stammten aus Wasserkraft, womit Kanada knapp hinter China der zweitwichtigste Stromproduzent auf diesem Sektor ist. In Kanada werden über elf Prozent des Weltstrombedarfs gedeckt, und es ist eines der wenigen Industrieländer, die Netto-Exporteure von Energie sind. Die Verbindung innerhalb Nordamerikas ist dabei inzwischen so eng, dass sich riesige, grenzüberschreitende Versorgungsverbünde entwickelt haben, wie die Western Interconnection, die bis nach Mexiko reicht. Weitere Energielieferanten sind Gas, Öl, Uran (18 produzierende Kernkraftwerke) und regenerative Energien. Kernkraftwerke lieferten 2010 genau 85.219,889 von insgesamt 565.519,793 GWh Strom, also rund 15 % des Stroms. Insgesamt waren in Kanada Ende 2020 Windkraftanlagen mit einer Leistung von 13,58 GW installiert (2017: 12,24 GW, 2018: 12,82 GW, 2019: 13,41 GW). Damit lag der Staat weltweit auf Rang 9. Der größte Windpark mit 364 MW befindet sich in der Provinz Québec im Gemeindeverband La Côte-de-Beaupré.

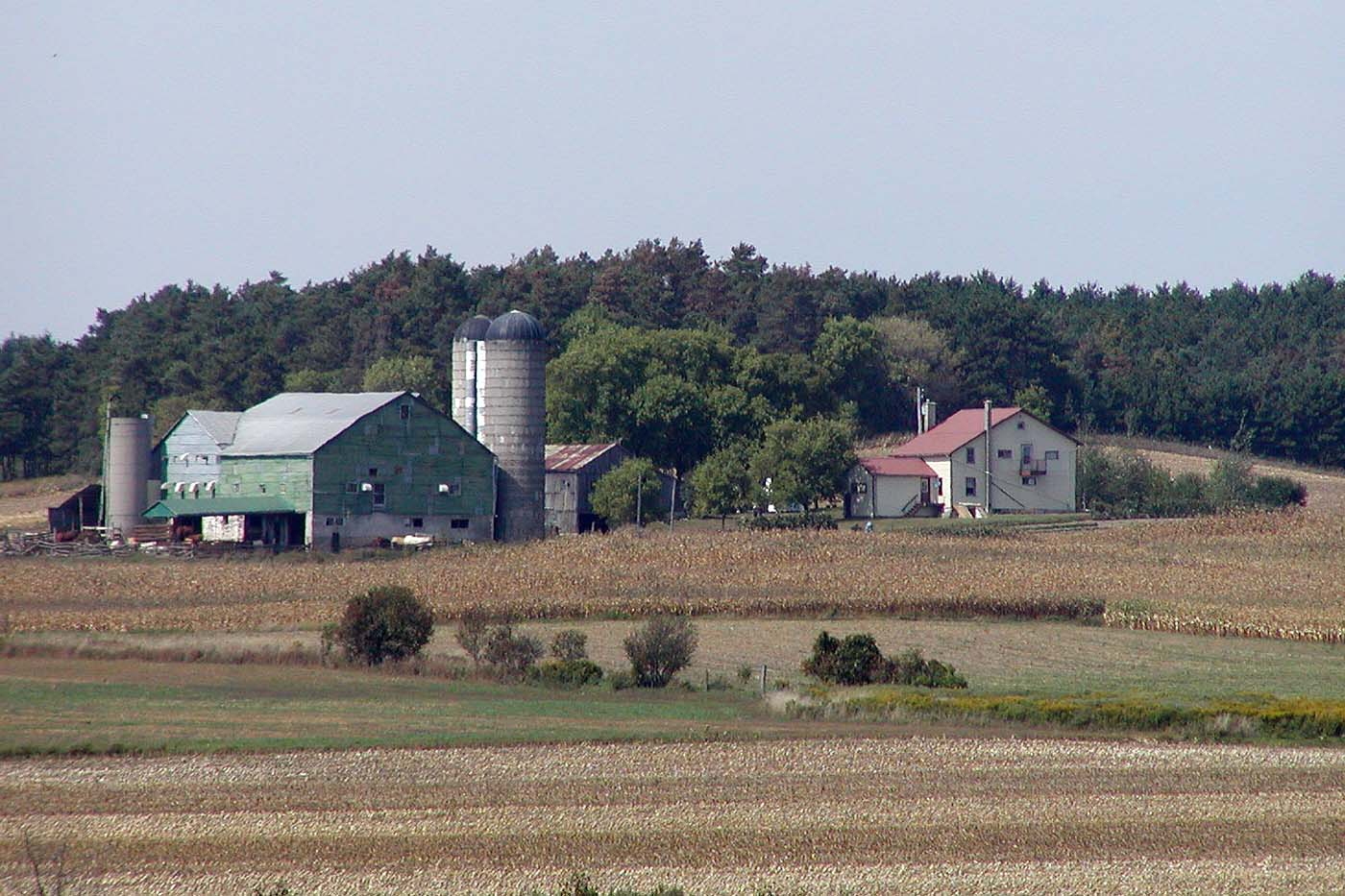
Getreidefarm bei Kitchener in Ontario

Kanada ist aufgrund seiner hohen Überschüsse einer der größten Lieferanten von landwirtschaftlichen Erzeugnissen, doch ist das Produktspektrum in den Prärieprovinzen sehr eng; im Mittelpunkt steht dabei ganz überwiegend Weizen, bei dessen Produktion Kanada 2003 mit 50,168 Millionen Tonnen an achter Stelle nach Frankreich stand. Hinzu kommt Viehwirtschaft, vor allem Rinderzucht, in den letzten Jahren auch wieder die kommerzielle Zucht von Bisons. An den Küsten wird Fischzucht betrieben, die jedoch mit dem Fang von Wildfischen in Konflikt steht. Dabei ist British Columbia der größte Exporteur von Lachs und Heilbutt.

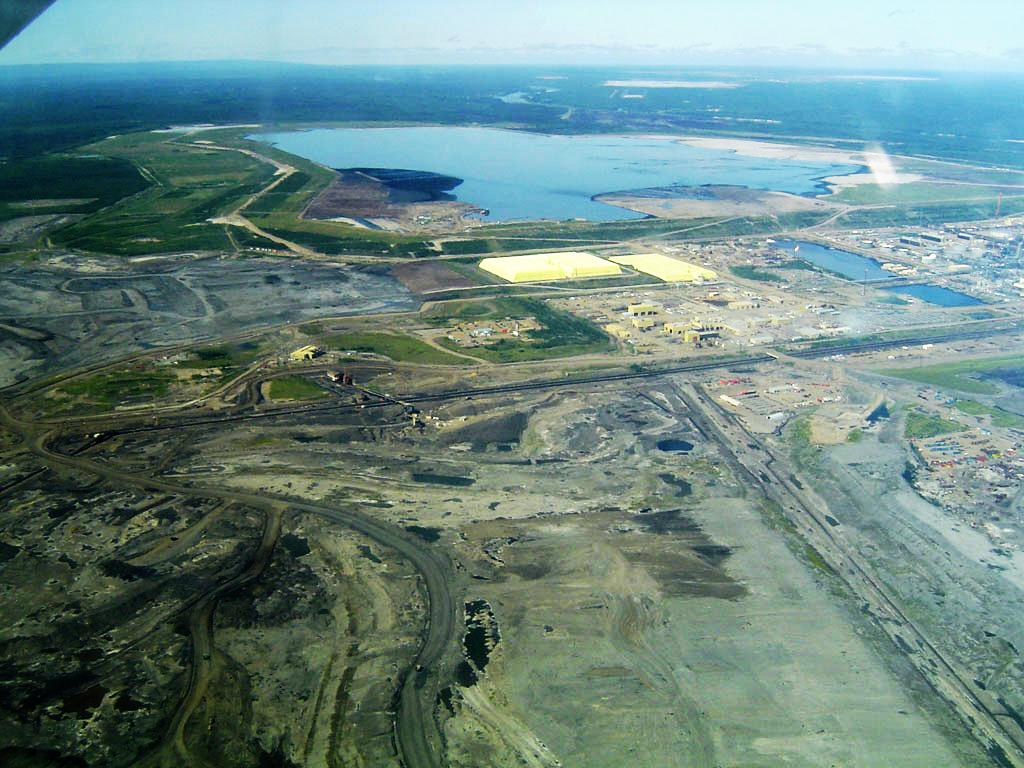
Tagebau in den Athabasca-Ölsanden in Alberta

Die Zentren der Industrie liegen im Süden der Provinzen Ontario und Québec, vor allem in den Großräumen von Toronto und Montreal. Dabei spielen die Automobil- und die Luftfahrtindustrie eine bedeutende Rolle, hinzu kommen Metallindustrie, Nahrungsmittelverarbeitung sowie Holz- und Papierindustrie. Ebenfalls eine bedeutende Rolle spielen die chemische und die elektrotechnische Industrie, vor allem aber der Hightech-Bereich. Dies hängt mit dem Niedergang der großen Automobilkonzerne in den USA zusammen, der vor allem die Zulieferer und Dépendancen im Ballungsraum Toronto trifft. Alle Industrien, die sich dem Sektor der Gas- und Ölförderung anlagern, konzentrieren sich hingegen im Großraum Calgary, doch leidet diese prosperierende Industrie jüngst unter rapidem Preisverfall bei steigenden Explorationskosten. Dies hängt zum Teil mit geologisch bedingten Hemmnissen zusammen, mit dem inzwischen sehr hohen Lohnniveau und dem wachsenden Widerstand gegen die Zerstörungen der Umwelt. Dennoch entwickelte sich Kanada 2018 zum weltweit viertgrößten Förderer von Rohöl.
Die Exporte betrugen 2007 36,7 % und die Importe 32,8 % des BIP. Bei weitem wichtigster Handelspartner waren dabei die USA mit 76,4 % der Exporte und 65,0 % der Importe. Kanada belegt nach der EU, den USA, Japan und der Volksrepublik China den fünften Platz in der Weltaußenhandelsstatistik. Der Außenhandel ist weitgehend frei, nur in wenigen Schlüsselbereichen sind ausländische Investitionen auf Minderheitsbeteiligungen beschränkt.
Mit Abstand am meisten Bedeutung besitzt der Dienstleistungssektor mit 66 % (2008) Anteil am Bruttoinlandsprodukt, gefolgt von der Industrie mit 32 % und der Landwirtschaft mit knapp 2 %. Sieben der zehn größten kanadischen Unternehmen – wenn man den Umsatz zugrunde legt – sind allein im Banken- und Versicherungsbereich tätig. War die Wirtschaft in der ersten Hälfte des 20. Jahrhunderts noch weitgehend auf den Export nach Europa orientiert, vor allem in das Britische Empire, so wurden die Handelsbarrieren zum Nachbarstaat USA nach dem Zweiten Weltkrieg allmählich weitgehend abgebaut. Ein erster wichtiger Schritt war das 1965 vereinbarte Canada-United States Automotive Agreement (auch Auto Pact genannt), das die Grenzen für die Automobilindustrie vollständig öffnete. Das Kanadisch-Amerikanische Freihandelsabkommen von 1988 schaffte die Zölle zwischen beiden Ländern ab und führte zu einem deutlichen Anstieg des Handelsvolumens und der US-Investitionen in Kanada. Mit dem Nordamerikanischen Freihandelsabkommen wurde diese Freihandelszone 1994 auf Mexiko ausgedehnt. Weitere Freihandelsabkommen bestehen unter anderem mit der EFTA. Kanada ist Mitglied zahlreicher wirtschaftspolitischer Organisationen, wie der Welthandelsorganisation, der OECD, des Internationalen Währungsfonds, der Weltbank und der G7.

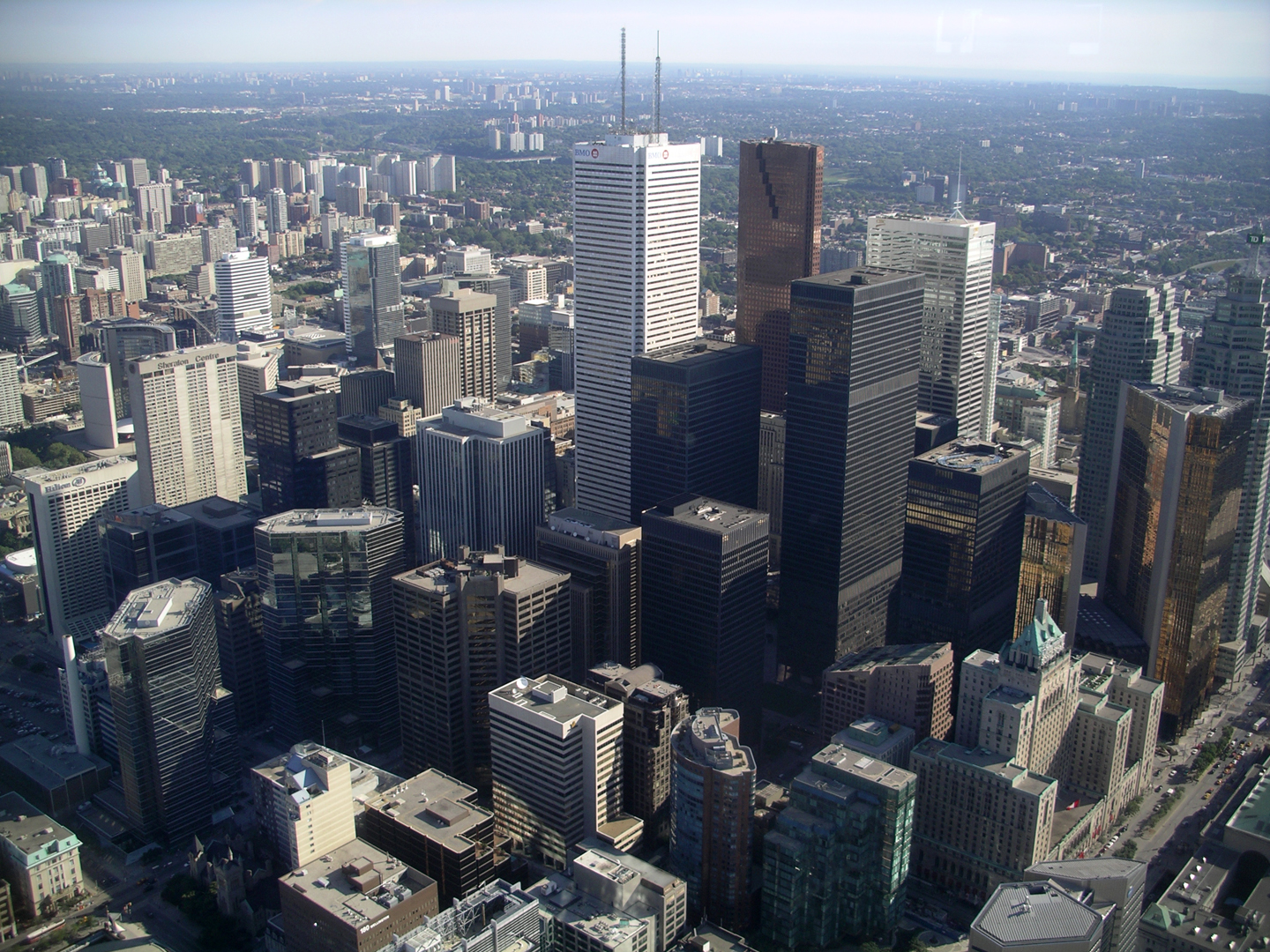
Der Finanzdistrikt in Toronto

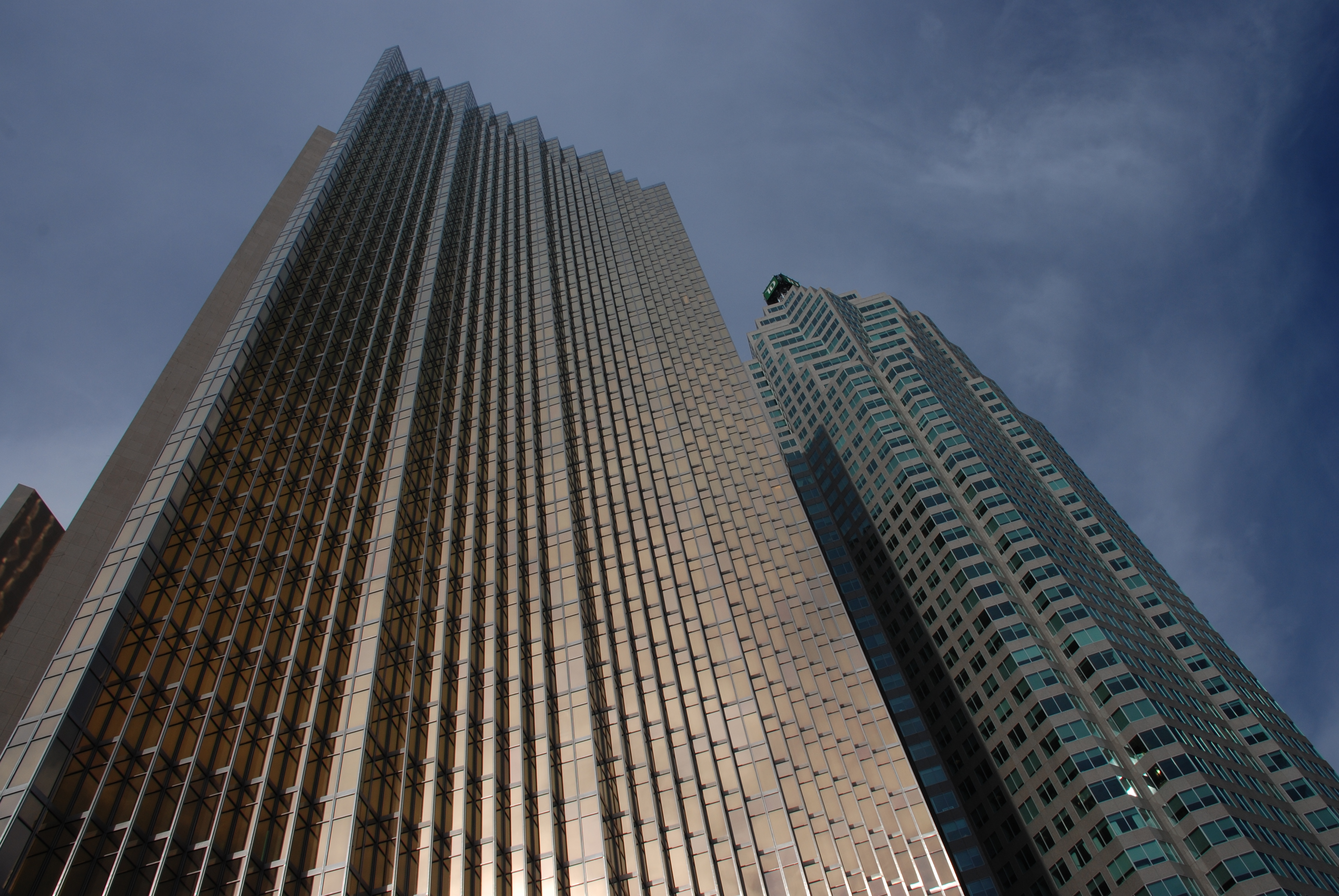
Turm der Royal Bank of Canada und der TD Canada Trust Tower in Toronto

Als eine der größten Schwächen der kanadischen Wirtschaft hat die OECD die mangelnde Umsetzung von Erfindungen in verwertbare Patente eingeschätzt. Daher stieß die Regierung 2007 ein Programm namens Mobilizing Science and Technology to Canada’s Advantage an. Es soll die geringe Zahl der Patente erhöhen und zu mehr Investitionen im Forschungs- und Entwicklungsbereich anregen. Es soll zugleich die Zusammenarbeit von staatlichen Bildungseinrichtungen und industriellen Komplexen fördern. Zudem wurden Centres of Excellence in Commercialisation and Research eingerichtet sowie ein College and Community Innovation Program.
Die größte Arbeitnehmervertretung bildet der Canadian Labour Congress (CLC) oder französisch der Congrès du travail du Canada (CTC) mit seinen rund hundert Einzelgewerkschaften in 136 Distrikten, die nach eigenen Angaben drei Millionen Mitglieder haben. Er ist 1956 aus dem Zusammenschluss von Trades and Labour Congress of Canada (TLC) und Canadian Congress of Labour (CCL) hervorgegangen. Während die TLC ähnlich wie in Europa nach Branchen organisiert war, war die CCL nach Orten organisiert und umfasste dort alle Gewerbe. Zudem hatte der TLC die Liberalen unterstützt, während bei der CCL Anhänger der sozialistischen Co-operative Commonwealth Federation vertreten waren. Zugleich integrierte sie die kommunistische Workers Unity League (WUL), als sie 1939 ein Bündnis gegen den Faschismus bildeten. Auch die in British Columbia ansässigen International Woodworkers of America galten als kommunistisch, wurden aber 1948 integriert. Wenig später wurden die Kommunisten ausgeschlossen. Die CLC spielte eine wichtige Rolle bei der 1962 erfolgten Gründung der New Democratic Party und bekämpfte gemeinsam mit ihr das Freihandelsabkommen mit den USA. Vorsitzender des CLC ist seit 1999 Kenneth V. Georgetti. Closed Shops sind rechtlich zulässig und in vielen Branchen üblich.
Die Finanzkrise ab 2007 blieb nicht ohne Wirkungen auf die kanadische Wirtschaft. Betroffen waren zunächst die Finanzdienstleister, die sich in Toronto ballen, wo die Toronto Stock Exchange (TSX) die drittgrößte Börse Amerikas darstellt, aber auch die Immobilienindustrie, und mit der Insolvenz von Nortel im Januar 2009 auch die Ausrüster für Telekommunikationsunternehmen. Unter diesen Unternehmen ist BCE (Bell Canada Enterprises) das älteste und größte. Im 4. Quartal 2008 gingen die Exporte um 17,5 % zurück.
Die Arbeitslosigkeit lag im August 2009 jeweils bei 8,7 % (September 2007 5,9 %).
Im April 2022 lag sie bei 5,2 %.

### Kennzahlen
| Export nach (in Prozent) | Export nach (in Prozent) | Import von (in Prozent) | Import von (in Prozent) |
| ------------------------ | ------------------------ | ----------------------- | ----------------------- |
| Vereinigte Staaten       | 73,4                     | Vereinigte Staaten      | 48,2                    |
| Volksrepublik China      | 4,6                      | Volksrepublik China     | 14,0                    |
| Vereinigtes Königreich   | 2,6                      | Mexiko                  | 5,4                     |
| Japan                    | 2,3                      | Deutschland             | 3,1                     |
| Mexiko                   | 1,3                      | Japan                   | 2,5                     |
| Deutschland              | 1,0                      | Italien                 | 1,7                     |
| Indien                   | 0,8                      | Südkorea                | 1,7                     |
| sonstige Staaten         | 12,7                     | sonstige Staaten        | 23,0                    |

### Staatshaushalt
Der Staatshaushalt umfasste 2016 Ausgaben von umgerechnet 594,0 Mrd. US-Dollar, dem standen Einnahmen von umgerechnet 514,5 Mrd. US-Dollar gegenüber. Daraus ergibt sich ein Haushaltsdefizit in Höhe von 2,4 % des BIP.

Die Staatsverschuldung betrug 2016 1.406 Mrd. US-Dollar oder 92 % des BIP. Trotz der hohen Staatsverschuldung werden kanadische Staatsanleihen von der Ratingagentur Standard & Poor’s mit der Bestnote AAA bewertet (Stand 2018).
Der Staatshaushalt finanziert das funktionierende System des kanadischen Finanzausgleichs.
2020 betrug der Anteil der Staatsausgaben (in % des BIP) folgender Bereiche:
- Gesundheit: 12,9 %
- Bildung: 5,2 %
- Militär: 1,4 % (2024)

## Medien

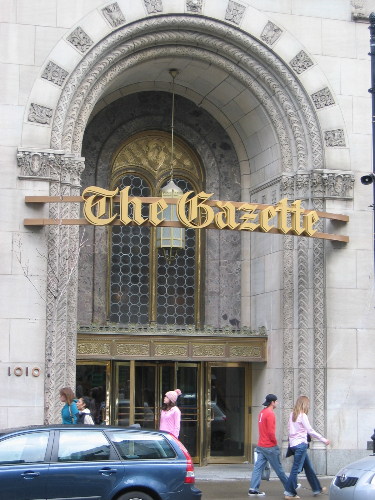
Eingangspforte der Gazette. Montreal

### Presse

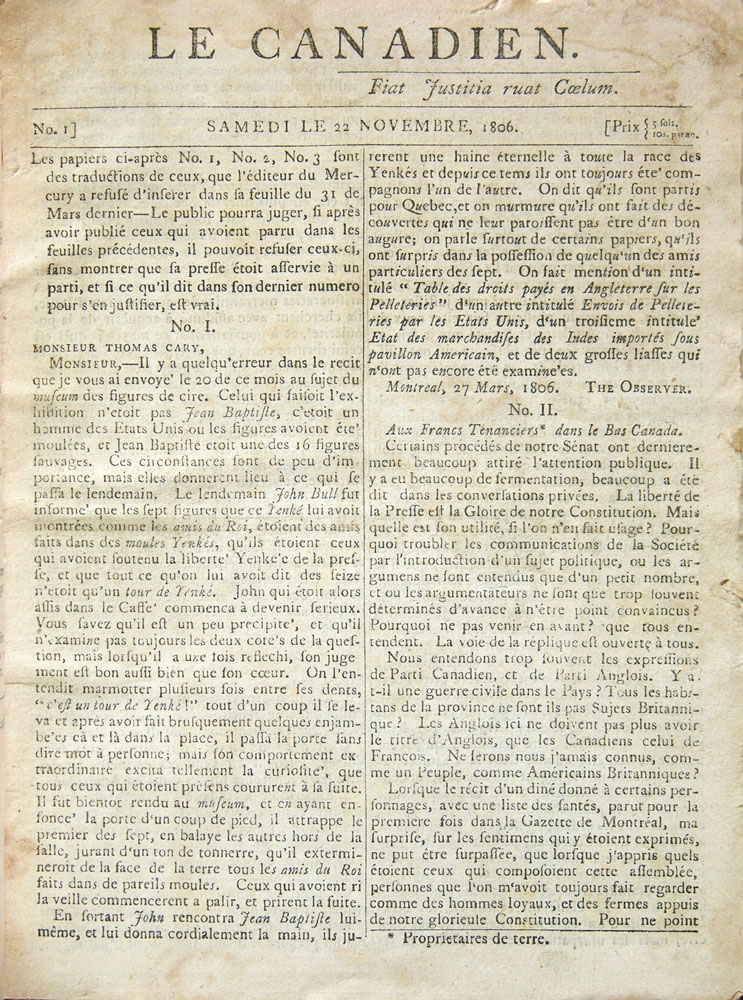
Titelseite des Canadien vom 22. November 1806

Die erste Zeitung auf dem Gebiet Kanadas war John Bushells Halifax Gazette, die 1752 erschien.
In Neufrankreich existierten keine Zeitungen, doch gründeten William Brown und Thomas Gilmore aus Philadelphia die zweisprachige Quebec Gazette in Québec. 1785 entstand durch Fleury Mesplet, den die Briten wegen seiner Aufforderung zum Anschluss an die USA inhaftiert hatten, das heute älteste Blatt, die Montreal Gazette. 1793 folgte in Niagara-on-the-Lake die erste Zeitung in Ontario, die Upper Canada Gazette. Diese frühen Blätter hingen weitgehend von Zuwendungen der Regierung und von Anzeigenerträgen ab, kaum von Käufern und Abonnenten. Dies sollte sich in Kanada als Dauerzustand erweisen.
In Québec entstanden 1805 und 1811 der City Mercury und in Montreal der Herald als Sprachrohre der dortigen Händlereliten, während Le Canadien (1806) und La Minerve (1826) die Frankophonen vertraten. Gegen diese Kolonial- und Händlereliten wandte sich in Ober-Kanada der Colonial Advocate, den William Lyon Mackenzie herausbrachte und der die Reform- und Farmergruppen vertrat. Ähnliches galt für Joseph Howes Novascotian (1824) in Halifax.

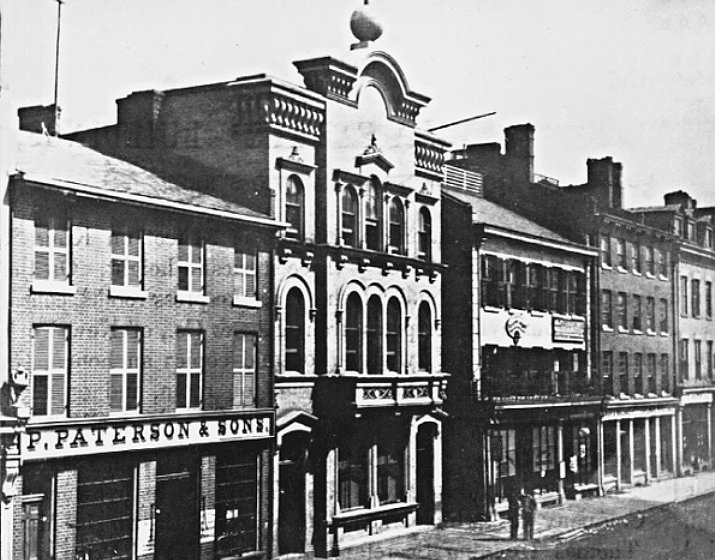
Gebäude des Toronto Globe mit Globus auf dem Dach, nach 1860

Die meisten Zeitungen hingen von Parteien ab, insbesondere den Reformern (den heutigen Liberalen) und den Konservativen, und zwar meist als Organe bestimmter politischer Führer. So war der Toronto Globe (1844) die Stimme des Reformers George Brown, die Toronto Mail (1872) hingegen wurde bald zur Stimme von John Macdonald, dem ersten Premier Kanadas. Ähnlich organisierten 1899 Geschäftsleute den Toronto Star zugunsten von Wilfrid Laurier um. Dagegen kauften wiederum die dortigen Konservativen die Toronto News 1908 als Parteiorgan. Jede größere Stadt hatte folglich ein liberales und ein konservatives Blatt, das die jeweilige Klientel versorgte. Bis in die 1930er-Jahre hinein blieben die Quebecer Blätter dabei von der jeweiligen Regierung abhängig.
Blätter, die nicht einer der Führungsgruppen angehörten, wie die kommunistische Presse, wurden immer wieder verboten. Der von streikenden Druckern 1892 gegründete Toronto Star ging – wie die meisten Arbeiterzeitungen – ein. In Québec erließ die Regierung Maurice Duplessis den Padlock Act, der ihre Zeitungen traf. Noch 1970 übte die Regierung eine Art Zensur aus, als es in der Oktoberkrise zu Entführungen kam.
Der erste Versuch einer Tageszeitung, der Montreal Daily Advertiser, ging nach einem Jahr 1834 in den Konkurs. Doch 1873 gab es bereits 47 Tageszeitungen, 1913 gar 138. Im äußersten Westen erschien der British Colonist ab 1858, die Manitoba Free Press 1872, der Saskatchewan Herald 1878 und das Edmonton Bulletin 1880. Die Verbreitung des Radios ab den 30er-Jahren und des Fernsehens ab den 50er-Jahren kostete die Zeitungen viele Werbekunden, so dass 1953 nur noch 89 Tageszeitungen existierten. 1986 erholte sich die Zahl wieder auf 110, doch nur noch acht Städte hatten zwei oder mehr Tageszeitungen.
Heute gehören die meisten Zeitungen zu großen Konglomeraten der Medienindustrie. Die Erlaubnis, in beiden Bereichen der Medien, Fernsehen und Printmedien, Unternehmen zu erwerben, war lange umstritten, doch seit Brian Mulroney gibt es darin keine Begrenzung mehr. Im englischen Sprachraum ist Postmedia Network führend, sie bieten in den meisten Provinzhauptstädten die führende Tageszeitung an. 90 % der frankophonen Zeitungen gehören drei Medienunternehmen: Pierre Karl Péladeaus Quebecor Inc., der allein die Hälfte der Gesamtauflage liefert, Paul Desmarais’ Gesca und Jacques Francœurs UniMédia. Schon 1950 beherrschten die vier größten Medienunternehmen 37,2 % des Gesamtmarktes, 1970 waren dies 52,9 %, 1986 gar 67 %. 80 % der Einnahmen stammen dabei aus Werbung, nur 20 % aus Verkaufserlösen.

### Radio

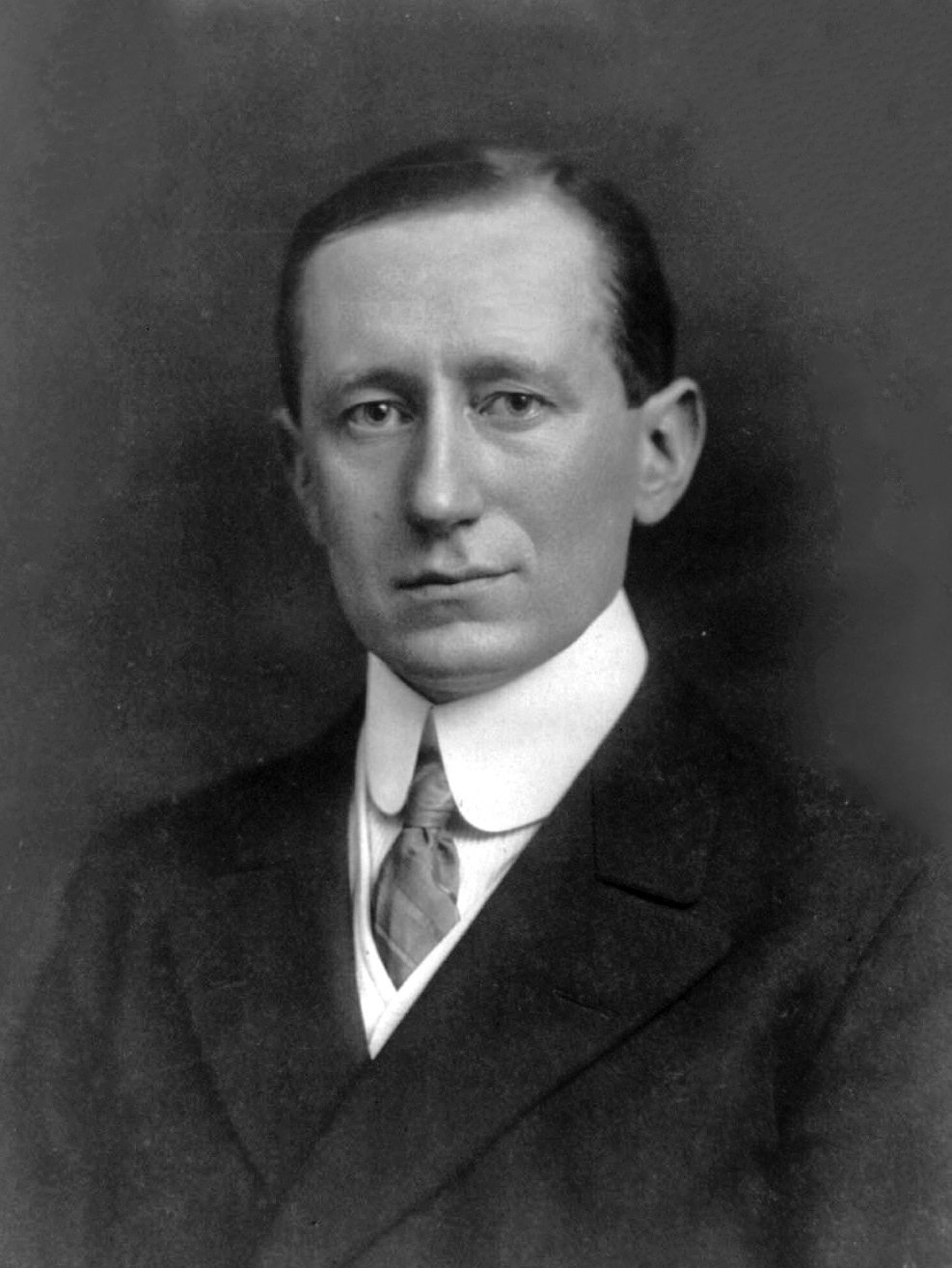
Guglielmo Marconi. Physiknobelpreis 1909

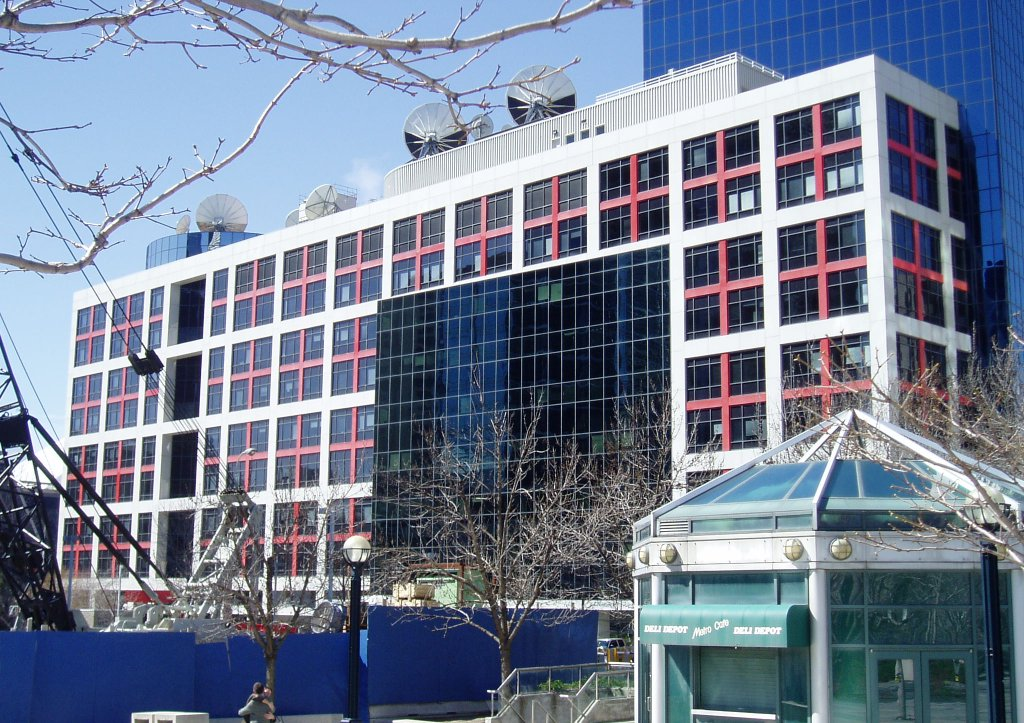
CBC-Gebäude in Toronto, 2005

Mit dem Radio experimentierte zunächst Guglielmo Marconi ab 1896, 1901 gelang ihm die erste drahtlose Signalübertragung über den Atlantik von Cornwall nach Neufundland. Weil die Radiotechnik zunächst eher der Kontaktaufnahme zu Schiffen diente, unterstand die Aufsicht über den Radiotelegraph Act von 1913 dem Minister für Marine und Fischerei. Die Überlebenden der Titanic verdankten ihre Rettung den von Marconi gesendeten Radiowellen. Er war auch der erste, der 1919 eine private Sendelizenz in Kanada erhielt. Zeitgleich begann sich in Kanada der kommerzielle Rundfunk zu entwickeln und in Montréal ging die Station XWA auf Sendung. 1928 bestanden bereits 60 Radiostationen. Dieser Entwicklung gedachte die kanadischen Regierung am 26. Juli 2019 und erklärte die Entstehung des kommerziellen Rundfunks zwischen dem Ende der 1910er- und dem Anfang der 1930er-Jahre in Kanada zu einem „nationalen historischen Ereignis“.
Dennoch stellte die Royal Commission on Radio Broadcasting unter Leitung von John Aird im Jahr 1929 in einem Bericht fest, dass viele Kanadier US-Stationen lauschten. Erst 1932 entschied das britische Judicial Committee of the Privy Council, dass der Staat die Oberaufsicht über die Radiokommunikation zu Recht beanspruche. 1936 begann die öffentliche Canadian Broadcasting Corporation (CBC) ihren Sendebetrieb, der seit 1932 von der Radio Commission begonnen worden war. Bis dahin hatte sich die Zahl der Radioempfänger binnen fünf Jahren auf eine Million verdoppelt.
Die heutige Struktur der CBC ist ein Produkt der Weltwirtschaftskrise: Es entstanden nur fünf zentrale Sender, deren Sendungen von privaten Distributoren weitergeleitet wurden. So entstand ein gemischtes System staatlicher und privater Sender, in dem den privaten Sendern nur eine regionale Ausstrahlung gestattet wurde. Kanada wurde eines der Länder mit den meisten Radiostationen, und eines der ersten mit Satellitensendern. Dennoch ist die US-amerikanische Konkurrenz stark vertreten.

### Fernsehen
Seit 1952 gibt es Fernsehen in Kanada, wobei die CBC die Regulierungsaufgaben wahrnahm und zugleich der bedeutendste Sender wurde. Auch hier dienten private Netzwerke als Distributoren für CBC-TV. Einer Kampagne der Privatsender gegen das CBC-Monopol folgte der Broadcasting Act von 1958 unter John Diefenbaker. Es entstand ein 15-köpfiger Board of Broadcast Governors (BBG), der die Anträge für neue Sender annahm und eher Privatsender förderte. Das TV expandierte schnell, und 1961 entstand ein zweites Netzwerk, CTV. Zwischen BBG und CBC kam es zu heftigen Streitigkeiten, so dass 1968 die Lizenzvergabe an die Canadian Radio-Television Commission (heute Canadian Radio-Television and Telecommunications Commission, CRTC) vergeben wurde, die auch das 1968 etablierte Kabel-TV an sich zog. Der Anspruch auf „Schutz, Bereicherung und Stärkung der kulturellen, politischen, sozialen und ökonomischen Struktur Kanadas“, wie es im Gesetz heißt, sollte dabei gewahrt werden. Dennoch führten Sparmaßnahmen in den letzten vier Jahrzehnten zu einer zunehmenden Abhängigkeit von Werbeetats und Einschaltquoten.
Dabei sind US-Sender über Kabel praktisch überall zu empfangen. Folglich besetzen sie im englischsprachigen Kanada rund 75 % der besten Sendezeit, während dieser Anteil in Québec nur bei 40 % liegt. Hier spielt TVA die wichtigste Rolle.
Inwiefern das Internet die entstandene Medienmacht relativieren kann, ist noch offen, zumal alle etablierten Medien in diesem neuen Markt zunehmend engagiert sind. Die Interessen der unabhängigen Medienunternehmen vertritt seit 1948 die Assoziation der kanadischen Film- und Fernsehproduktion.

## Infrastruktur
Die Hauptverkehrsachse des Ostens verläuft entlang dem Sankt-Lorenz-Strom durch Ontario und Québec und verbindet Toronto, Montreal, Québec und Ottawa miteinander. Der gesamte Norden des Landes ist verkehrsmäßig wenig erschlossen, da hier, außer in den Gebieten der Rohstoffförderung, kaum Bedarf besteht. Die Ballungsräume des Westens sind, wie im Osten, hauptsächlich nahe der amerikanischen Grenze durch Verkehrssysteme verbunden, sieht man einmal von der Anbindung Edmontons ab. Dies ist vor allem dem politischen Willen der kanadischen Regierung zu verdanken, die allein durch drei transkontinentale Eisenbahnlinien und diverse Stichbahnen die weit auseinander liegenden Provinzen miteinander verbinden wollte. Davor war dies durch Kanäle geschehen, nach der Eisenbahnepoche folgten Straßenbauten, schließlich Fluglinien.

### Straßen

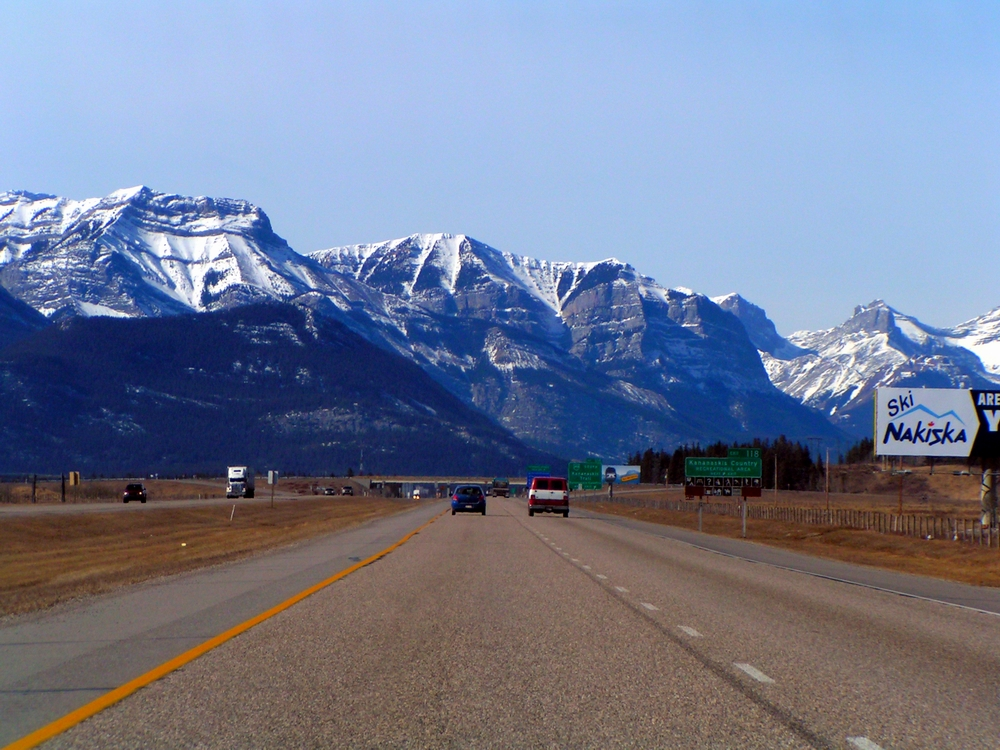
Trans-Canada Highway in Alberta

Das Straßensystem Kanadas hatte 2011 eine Gesamtlänge von 1.042.300 km und ist damit das siebt-längste der Welt. Asphaltierte Straßen hatten eine Länge von 415.600 km, wovon 17.000 km Autobahnen waren. Nach China und den Vereinigten Staaten hatte Kanada damit das drittlängste Autobahnnetz.
Das dichteste Straßennetz befindet sich im Bereich der höchsten Bevölkerungsdichten in den Atlantikprovinzen, in Süd-Ontario, in Québec entlang des St. Lorenz, in den südlichen Prärieprovinzen und im Bereich der Frasermündung um Vancouver. Als ein alle Provinzen verbindendes Element wurde von Victoria am Pazifik bis St. John’s am Atlantik der Trans-Canada-Highway gebaut, mit 8000 km eine der längsten Straßen der Welt. In den Ballungsräumen und als Verbindung zwischen größeren Zentren ist diese Straße als Autobahn ausgebaut. Durch Ontario führen zwei Routen dieser Straße, eine nördlichere und eine südlichere. Der Trans-Canada-Highway ist die einzige Bundesstraße Kanadas.
Die übrigen Landstraßen, auch die Autobahnen, werden von den Provinzen gebaut und unterhalten. Die verkehrsreichste Autobahn Kanadas bildet das Rückgrat des Québec-Windsor-Korridors, in Ontario mit der Straßennummer „401“. Mit 16 Spuren durch den Ballungsraum Toronto gehört der 401 zu den breitesten Autobahnen der Welt. Nach Norden führen nur wenige Straßen, von denen die meisten wegen großer Baumaßnahmen (Staudämme, Bergbau etc.) gebaut wurden, oder aus militärischen Gründen entstanden (zum Beispiel der Alaska Highway).
In Kanada von Bedeutung sind Überlandbusse. Jede Region verfügt über ein ausgedehntes Busnetz; die größte Busgesellschaft Greyhound Canada stellte jedoch im Mai 2021 im Nachgang zu den wirtschaftlichen Folgen der Corona-Krise den nationalen Betrieb ein. Aufrechterhalten wird lediglich der grenzüberschreitende Verkehr in die U.S.A.
In Kanada herrscht Rechtsverkehr und die Geschwindigkeiten sind in km/h angegeben. Das Nationalitätskennzeichen ist CDN (nicht CND für Canada) und steht für Canadian Dominion. Dieses wird auch als Abkürzung in Herkunftsangaben z. B. bei Spielfilmen verwendet.
Der Straßenverkehr des Landes gilt als weitestgehend sicher. 2013 kamen in Kanada insgesamt 6,1 Verkehrstote auf 100.000 Einwohner. Zum Vergleich: In Deutschland waren es im selben Jahr 4,3 Tote. Das Land hat eine im weltweiten Vergleich hohe Motorisierungsrate. 2016 kamen im Land 662 Kraftfahrzeuge auf 1000 Einwohner.

### Flugverkehr

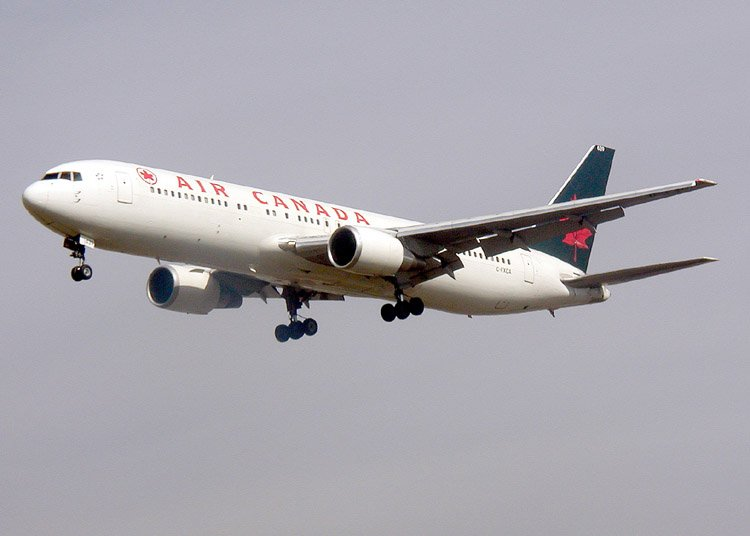
Boeing 767 der Air Canada im Anflug auf London

Zur Überwindung der großen Entfernungen ist der Inlandsflugverkehr von erheblicher Bedeutung. Etwa 75 Fluggesellschaften, darunter Air Canada, die mit 34 Millionen transportierten Passagieren größte Fluggesellschaft Kanadas, Westjet Airlines und Porter Airlines sorgen für regionale Flugverbindungen. In Westkanada fliegen Air BC, die inzwischen zu Jazz Aviation gehören und Horizon Air, in Ostkanada Air Alliance (Sitz in Québec) und Air Ontario (Ontario). Im Norden fliegen Gesellschaften wie Air Creebec (im Besitz der Cree), Air North (Whitehorse), Bearskin Airlines, Canadian North (Yellowknife) oder Air Inuit (Dorval) sowie First Air (Ottawa), die im Besitz von Inuit sind.
Air Transat und Air Canada fliegen auf internationalen und innerkanadischen Strecken, wobei Air Canada 1937 aus einer Eisenbahngesellschaft hervorging. Flughäfen mit interkontinentalen Verbindungen befinden sich in Toronto, Montreal, Calgary, Ottawa, Edmonton, Vancouver, Québec, Halifax sowie Winnipeg.
1909 flog das erste kanadische Flugzeug 800 m weit (in Baddeck), 1915 entstand mit der Curtiss JN-3 das erste Serienflugzeug. Im Ersten Weltkrieg stellte Kanada bereits 22.000 Mitarbeiter bei den Luftstreitkräften, obwohl die Canadian Air Force erst 1920 entstand. In den 30er-Jahren erfolgte ein massiver Ausbau der Flughäfen, so dass mehr als die Hälfte der gesamten Luftfracht in Kanada bewegt wurde und das Land 1945 587 Flugplätze aufwies. 1937 wurde Trans-Canada Airlines gegründet, aus der 1964 Air Canada hervorging. 2009 wurde der 23. Februar zum National Aviation Day erklärt.
Die Stadt Montreal ist Sitz der zwei weltweiten Zivilluftfahrtorganisationen, der IATA und der ICAO.

### Eisenbahn

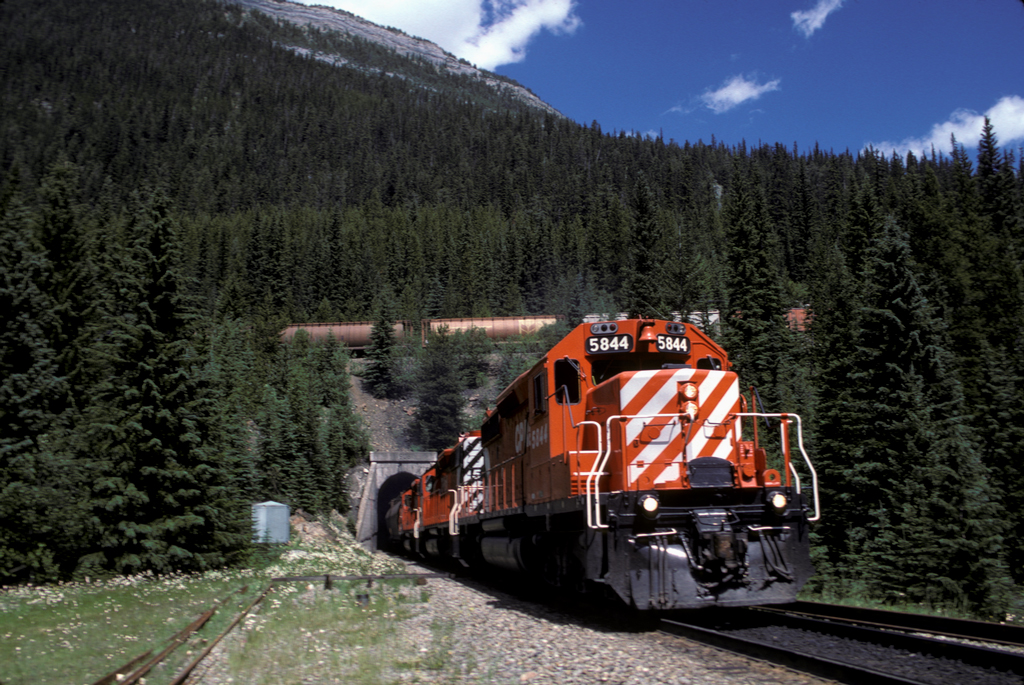
Canadian Pacific Railway

Die Eisenbahn ist im 19. Jahrhundert vom kanadischen Staat umfassend gefördert worden, um die Besiedlungspolitik zu unterstützen und die nationale Einheit zu sichern. Dazu sollten die Distanzen zwischen den Provinzmetropolen durch transkontinentale Eisenbahnlinien überwunden werden. Doch seit den 1930er-Jahren ging ihre Bedeutung zugunsten des Straßenverkehrs erheblich zurück und besitzt seither nur noch innerhalb des Québec-Windsor-Korridors große Bedeutung im Personen(nah)- und Güterverkehr.
Außerhalb dieses Gebietes beschränkt sich die Bedeutung auf den Massengüterverkehr und den Tourismus, vergleichbar den Schienenkreuzfahrten in Europa. Der überregionale transkontinentale Güterverkehr wird von den beiden Bahngesellschaften Canadian Pacific Railway und Canadian National Railway durchgeführt. Betreiberin des öffentlichen Schienenpersonenverkehrs ist die VIA Rail Canada, der regionale Güterverkehr wird von vielen privaten Gesellschaften betrieben. Zu diesen Hauptlinien kommen zahlreiche Nebenlinien, die zum Teil in privater Initiative wiederbelebt worden sind, wie die Esquimalt and Nanaimo Railway auf Vancouver Island.

### Innerstädtischer Nahverkehr

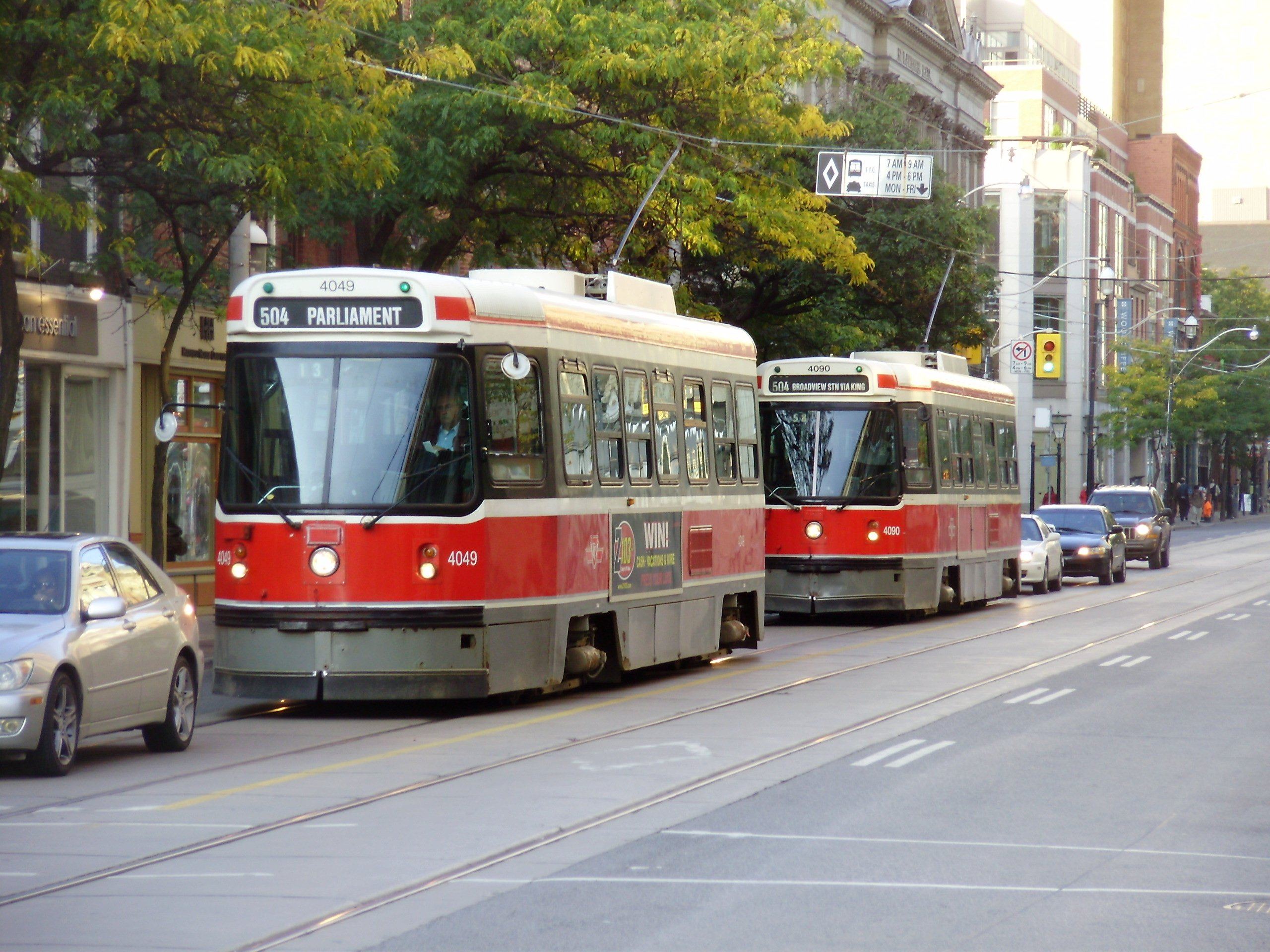
Straßenbahnen in Toronto

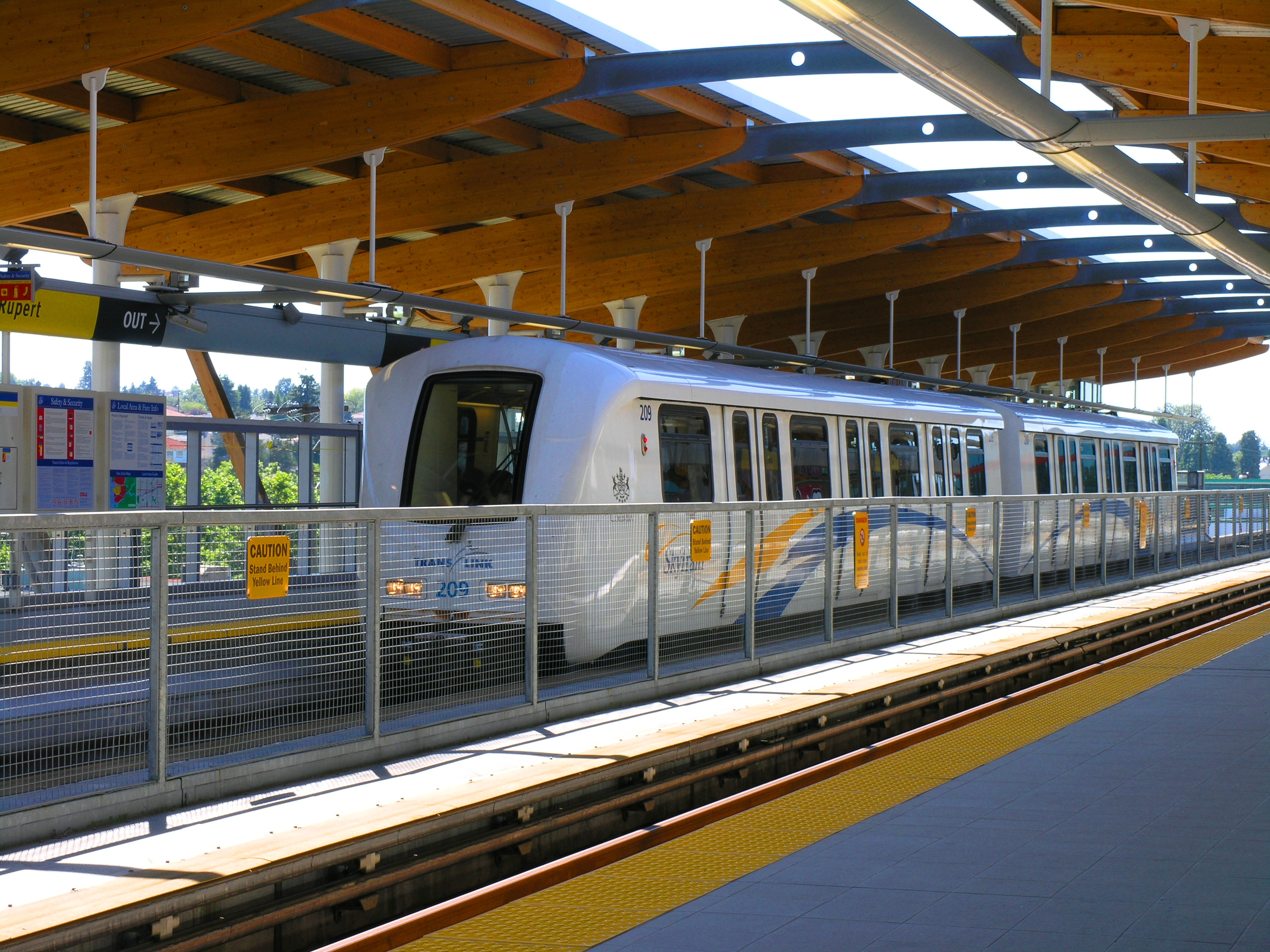
SkyTrain in Vancouver

Im Gegensatz zu den Vereinigten Staaten verfügen kanadische Großstädte über eine Vielfalt sehr gut ausgebauter Nahverkehrssysteme. Während in den Metropolen Toronto und Montreal seit den 1950er-Jahren gebaute, klassische U-Bahnen das Rückgrat des innerstädtischen Nahverkehrs bilden, werden in kleineren Großstädten wie Calgary und Edmonton seit den 1980er-Jahren Stadtbahnsysteme (Light Rail) aufgebaut. In den übrigen Städten werden vornehmlich Diesel- und teilweise Oberleitungsbusse eingesetzt; in Ottawa gibt es ein Bus-Rapid-Transit-Netz.
Die beiden größten Nahverkehrsnetze liegen in Toronto mit der Toronto Transit Commission und Montreal mit je vier Schnellbahnstrecken und je etwa 150 Buslinien. In Toronto ist außerdem noch ein größeres Straßenbahnnetz mit elf Linien in Betrieb. Der im Zuge der Weltausstellung Expo 86 eröffnete, vollautomatische SkyTrain in Vancouver war lange das längste automatische Transportsystem der Welt.

### Schifffahrt
Wichtige Seehäfen befinden sich in den Städten am Sankt-Lorenz-Strom und in Vancouver. Zudem besteht auf den Großen Seen eine bedeutende Binnenschifffahrt. Wo keine natürlichen Wasserwege bestanden, baute man ab Anfang des 19. Jahrhunderts Kanäle. Für die wirtschaftliche Entwicklung Kanadas ab 1821 war der Lachine-Kanal von entscheidender Bedeutung. In Zentralkanada war das Kanu schon seit jeher das gegebene Transportmittel, und auch heute noch sind viele Seen mit Fährschiffen ausgestattet und der Warenverkehr folgt dem Wasser.
Manche Orte sind nur über See zu erreichen, wie entlang der Westküste von Vancouver nach Port Hardy auf Vancouver Island oder Prince Rupert gegenüber von Haida Gwaii.
Die frühe Erschließung des Landes erfolgte durch das Kanu und durch den Kanalbau, der einen weitläufigen Binnenverkehr ermöglichte. Bis in die 1950er-Jahre trugen Schiffe einen erheblichen Teil der Passagiere, vor allem in abgelegenen Gebieten, doch stellten die meisten Linien, ähnlich wie zahlreiche Eisenbahnstrecken, den Verkehr ein, als die großen Überlandstraßen wie der Alaska Highway entstanden.

### Telekommunikation
Im Jahr 2022 nutzten 94 Prozent der Einwohner Kanadas das Internet. Die digitale Infrastruktur gilt insbesondere in den Städten als sehr leistungsstark und eine der besten der Welt.

## Kultur

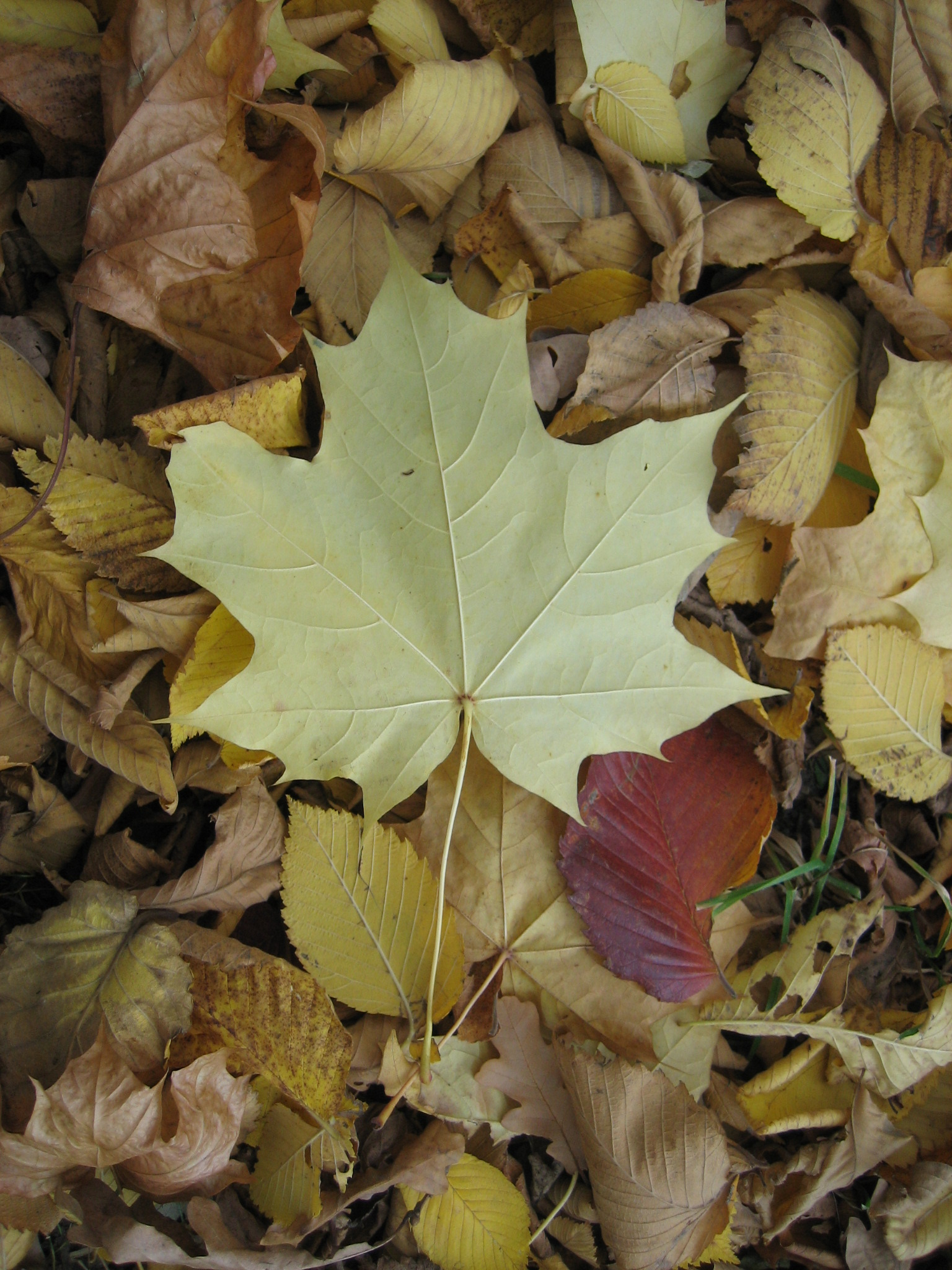
Das Ahornblatt (maple leaf) ist das Nationalsymbol Kanadas

Das heutige Kanada wird überwiegend durch die europäischen Einflüsse der Pioniere, Forscher, Händler und Fischer aus Großbritannien, Frankreich und Irland, regional auch aus Deutschland und Osteuropa geprägt. In jüngerer Zeit wird das Bild in größeren Städten auch von Asiaten (zum Beispiel Vancouver, Toronto) und von Schwarzen aus der Karibik und aus Afrika ergänzt. Viele ihrer Traditionen bleiben weiterhin Teil von Kanada, etwa ihre Nahrung, Sprache, Erzählungen, Geschichte, Feiertage und Sport. Die kulturellen Feste dieser Einwanderer sind ein fester Bestandteil des kanadischen Lebens, zum Beispiel das chinesische Neujahrsfest in Vancouver oder der Caribana-Umzug in Toronto. Viele Kanadier können noch heute ihre Wurzeln zurück zu diesen Ländern verfolgen und sind stolz auf ihre Herkunft. Der in vielen Städten ursprünglich vorherrschende britische Geist wurde mit der zunehmenden Einwanderung aus anderen Ländern weitgehend verwischt. Am deutlichsten ist er noch in Victoria zu erkennen. Dies gilt auch für das frankophone Kanada, das ebenfalls starken Einflüssen durch die Einwanderung ausgesetzt ist.
Kanada und Großbritannien teilen einen Abschnitt ihrer Geschichte und Kanada ist Mitglied des Commonwealth of Nations. Beide Länder sind in Personalunion verbunden. Großbritannien ist Kanadas drittgrößter Handelspartner, und von dort kommen nach den USA die meisten ausländischen Touristen. Die Verbindungen Kanadas zu anderen frankophonen Ländern sind in der Organisation internationale de la Francophonie institutionalisiert und es gibt einen regen kulturellen Austausch mit Frankreich. So ist Kanada beispielsweise am französischsprachigen Fernsehkanal TV5 Monde beteiligt.
Deutsche Einflüsse sind vor allem in Südontario um die Stadt Kitchener (ehemals Berlin) präsent. In ganz Südontario, besonders im Gebiet von Kitchener sind Orte mit deutschen Namen verstreut. Kitchener wirbt damit, dass dort das größte Oktoberfest außerhalb Münchens gefeiert wird.
Seit den 1970er-Jahren sind in Kanada viele Asiaten eingewandert, vorwiegend aus Hongkong, China und Korea. Insbesondere in Vancouver (spöttischer Name: Hongcouver) und Toronto bilden sie starke ethnische Minderheiten und die Chinatowns mit ihren chinesischen Straßen- und Werbeschildern gehören zu den Sehenswürdigkeiten.
Die Schaffung und der Schutz einer eigenständigen kanadischen Kultur wird durch Programme, Gesetze und Einrichtungen der Bundesregierung, zum Beispiel der CBC/Radio-Canada, dem NFB (National Film Board of Canada/Office national du film du Canada) und der CRTC (Canadian Radio-Television and Telecommunications Commission/Conseil de la radiodiffusion et des télécommunications canadiennes) unterstützt.

### Indigene Kultur

Inuksuk auf der Flagge von Nunavut

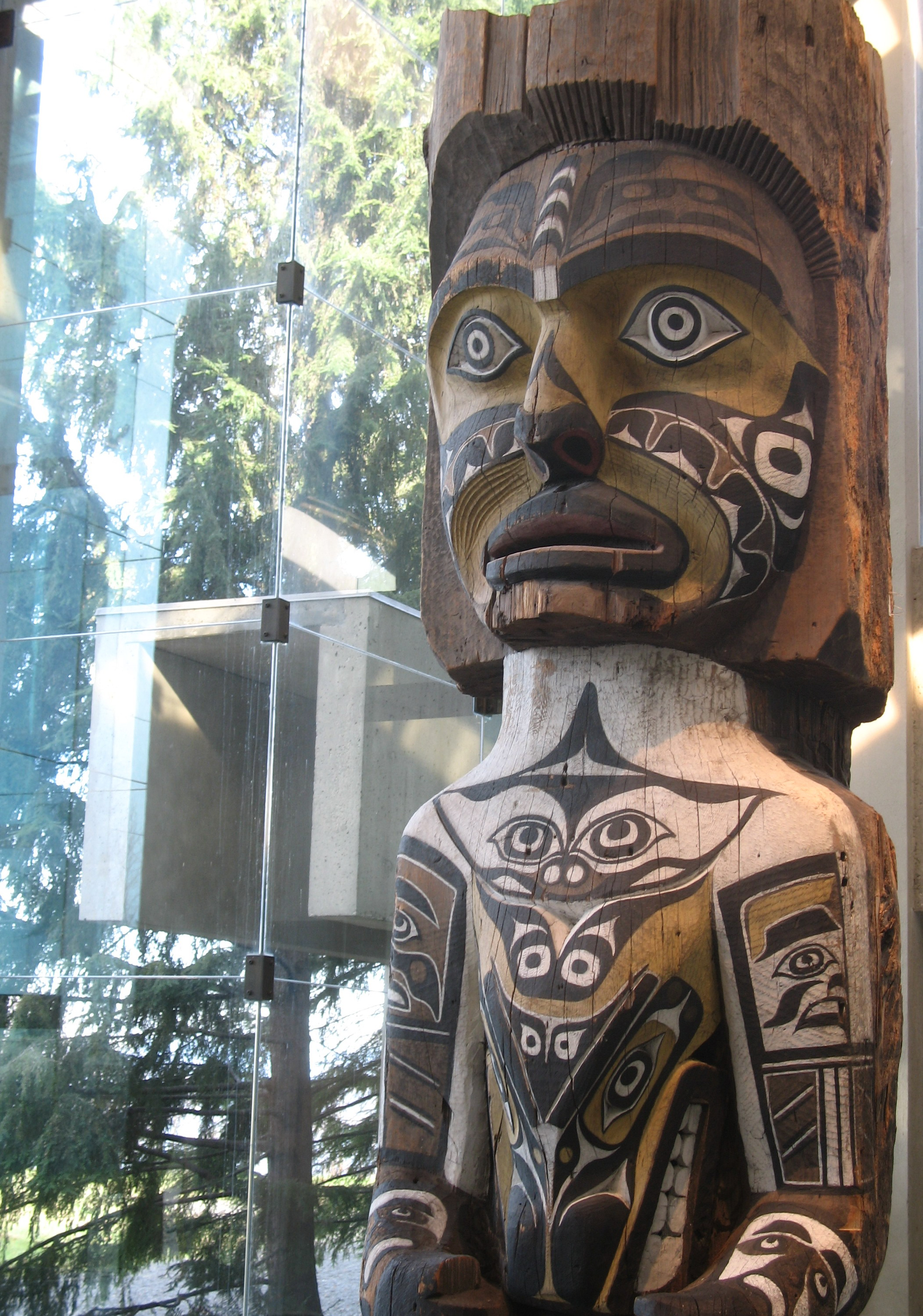
Indianische Schnitzkunst im Museum of Anthropology in Vancouver

Die Kulturformen der weit über 600 First Nations, wie die Indianer sich ganz überwiegend selbst bezeichnen, sind nicht einheitlich. Innerhalb des Landes, zwischen Stadt und Land, zwischen den ethnischen Gruppen sind die Unterschiede denkbar groß. Die verschiedenen Gruppen entwickelten eigene Identitäten und kulturelle Strukturen. Dabei lassen sich große Kulturareale unterscheiden. An der Pazifikküste war die Kultur von Fischfang dominiert, vor allem vom Lachs, oder vom Walfang, wie bei den Nuu-chah-nulth auf Vancouver Island. Dort finden sich auch die gewaltigen Wappenpfähle, deren größter über 50 m hoch ist. Im Binnenland dominierten Jagd, Sammeln und Flussfischerei. In den großen Ebenen, den Plains, war die Bisonjagd von zentraler Bedeutung, in anderen der Elch. Durch die Verbreitung des Pferdes entwickelte sich nach 1700 ein Reiternomadismus. An den Großen Seen hingegen dominierte eine agrarische Kultur mit Großdörfern.
Die nicht mit den Indianern verwandten Inuit im Norden des Landes, von denen man 2006 genau 50.485 zählte, entwickelten eine überwiegend von den arktischen Lebensumständen geprägte Kultur, die sich in vielerlei Hinsicht auf das ganze Kanada auswirkt. Ein Beispiel dafür stellt das Emblem der Olympischen Winterspiele 2010 in Vancouver dar, ein Inuksuk, das aus aufeinander gestapelten Steinen besteht und eine menschliche Gestalt symbolisiert.
Die frühesten kommerziellen Erfolge feierten jedoch die bildenden Künste der Inuit schon seit den späten 1940er-Jahren. Serpentin- und Marmorskulpturen, Arbeiten in Knochen und Karibugeweih, aber auch Kunstgrafik, Wandbehänge und -teppiche, Schmuck, Keramiken und Puppen standen dabei im Mittelpunkt. Ihre Motive und Materialien gingen auf die natürlichen Umgebungen und vorhandene Traditionen zurück, wobei die erzwungene Sesshaftigkeit nun erheblich größere Werke zuließ. Zudem waren die rund 25 Gemeinden, deren Bewohner nicht mehr autark-nomadisch lebten, nun auf Geldeinnahmen angewiesen, zu denen ihnen der Kunsthandel verhalf.
Zu den bekanntesten Inuit-Autoren zählen der ehemalige „Commissioner of Nunavut“ Peter Irniq, der Schriftsteller, Dichter, Cartoonist und Fotograf Alootook Ipellie (1951–2007) und Zebedee Nungak (geb. 1951). Aus der Verbindung von Inuit-Musik und amerikanisch-kanadischer Popmusik formten die Inuit eine eigene Musik. Daneben bestehen weiterhin einfache Gesangsformen und der Kehlgesang (Throat singing). Die in Kanada erfolgreichste Sängerin ist die 1967 in Churchill geborene Susan Aglukark.
Die Erfolge der Inuit und die der US-amerikanischen Indianer inspirierten die indianischen Künstler Kanadas, eigenständig an eine außerindianische Öffentlichkeit zu treten. Früh bekannt waren dabei die Masken und Wappenpfähle der Pazifikküste, die noch heute eine wichtige Rolle im Selbstverständnis, aber auch auf dem Kunstmarkt spielen. Ähnlich wie die Literatur verfolgt die indianische Kunstszene aber nicht nur traditionelle Elemente, sondern verbindet sie mit euro-kanadischen Mitteln. Andere Indianerkünstler produzieren losgelöst von diesen Traditionen in deren Genres und mit deren Mitteln. Dabei sind dennoch Künstler mit einem spezifisch indianischen Weg, wie Norval Morrisseau, oder der Bildhauer und Schnitzkünstler Bill Reid, der das Werk Charles Edenshaws fortführte, erst seit den 60er-Jahren anerkannt worden. Meist stehen in der Literatur ökologische Probleme, Armut und Gewalt, entmenschte Technik oder Spiritualität im Vordergrund. Dabei lassen sich die meisten ungern als „Indianerkünstler“ etikettieren.

### Musik

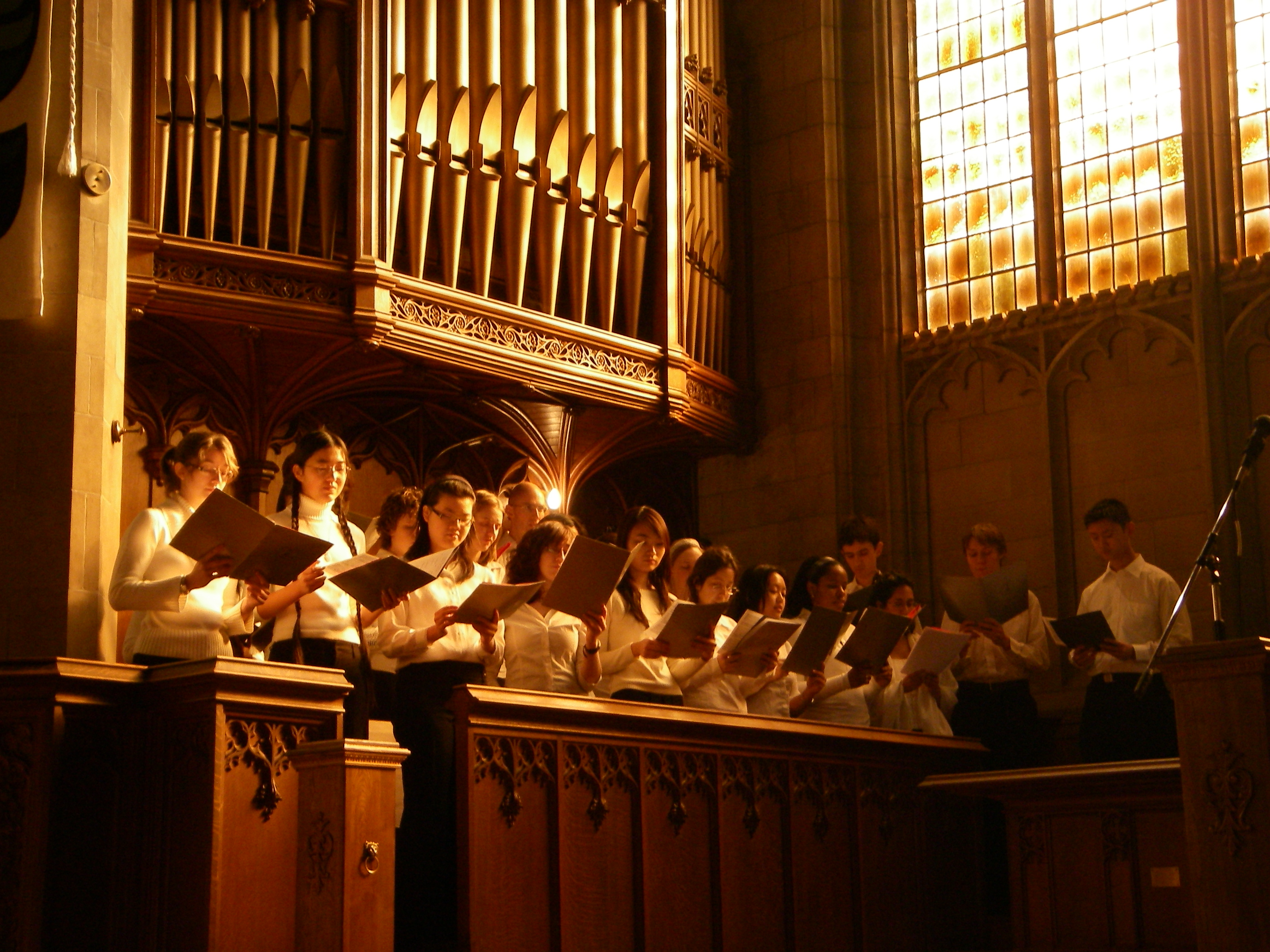
Orgelbau und Chorgesang haben in Kanada eine lange Tradition (Skule Choir im Knox College, Universität Toronto)

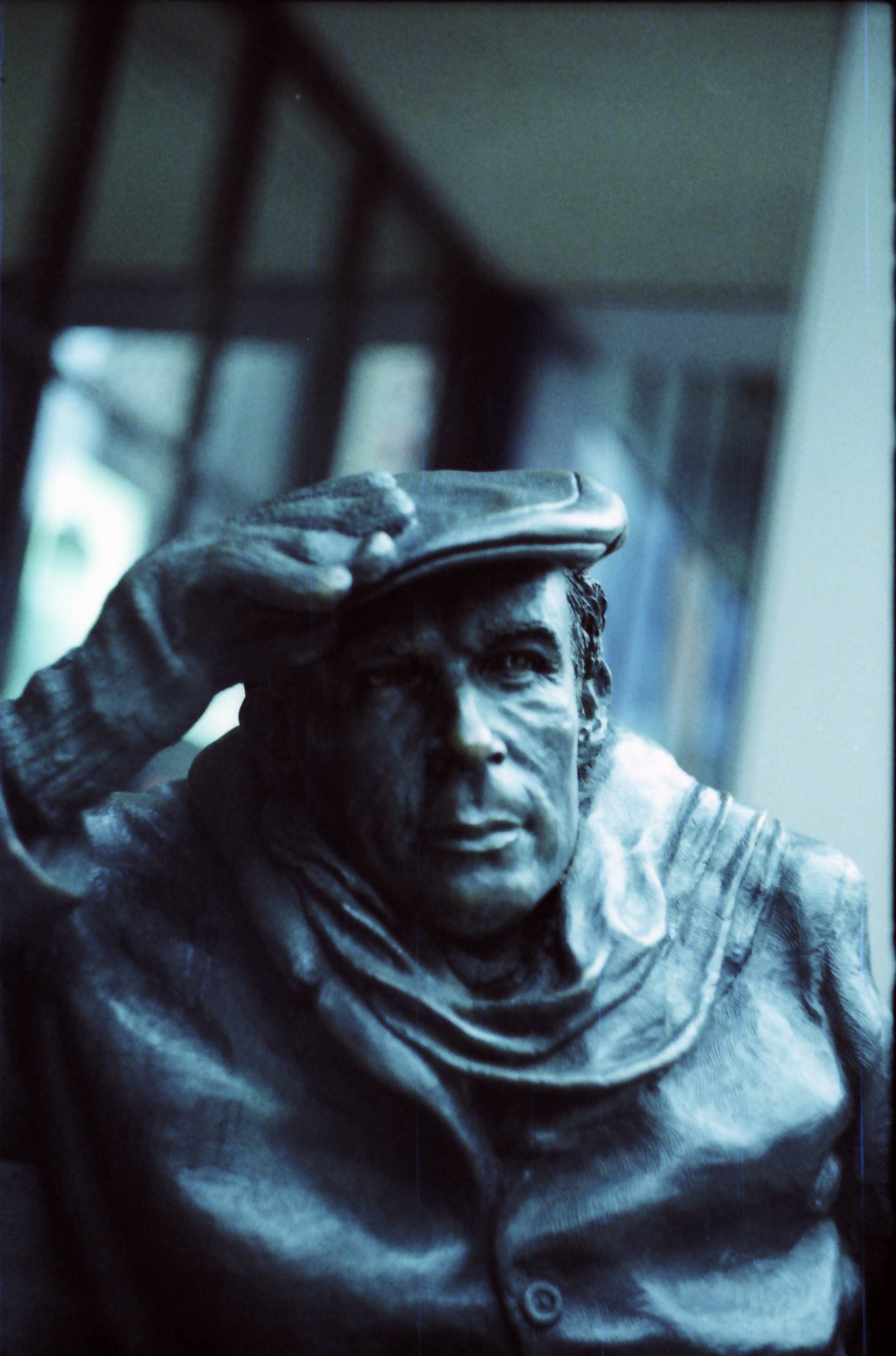
Denkmal für Glenn Gould in Toronto

Seit der Kolonisierung ab dem frühen 17. Jahrhundert brachten die Einwanderer, je nach ethnischer Zusammensetzung, verschiedene europäische Musiktraditionen nach Kanada.
Die Parallelentwicklung zur europäischen Musik ist vom Barock über die Klassik und Romantik bis hin zur Gegenwartsmusik nie abgerissen. Doch fehlten in der Neuen Welt lange die nötigen Ressourcen, um große Aufführungen wie Opern in nennenswertem Umfang durchführen zu können. Erst die Anpassung von Texten, aber auch der Austausch von Elementen zwischen den Einwanderergruppen brachte kanadische Eigenheiten hervor, zu denen Einflüsse aus den USA kamen.
John Braham war einer der ersten Sänger, die im ganzen Land bekannt wurden (ab 1841), ähnlich Jenny Lind. Zudem bestanden zahlreiche Kirchenchöre und philharmonische Gesellschaften. Die ersten Gesellschaften dieser Art waren die New Union Singing Society aus Halifax (1809) und die Québec Harmonic Society (1820). Populär waren Balladen, Tanzmusik und patriotische Hymnen. Deutsche brachten erstmals den Klavierbau nach Kanada (Thomas Heintzman), ihm folgte der Orgelbau (Joseph Casavant). 1903 organisierte Charles A. E. Harriss den Cycle of Musical Festivals of the Dominion of Canada, an dem sich landesweit über 4.000 Sänger und Musiker in 15 Städten beteiligten. Mit dem Ersten Weltkrieg und der danach anwachsenden Schallplattenindustrie war der Höhepunkt selbst gemachter Musik, aber auch der Operngesellschaften überschritten. Dennoch entstanden vor und nach der Weltwirtschaftskrise Symphonieorchester, insbesondere in den drei größten Städten Montreal, Toronto und Vancouver. Sir Ernest MacMillan war der erste und einzige kanadische Musiker, der zum Ritter geschlagen wurde, und weitere Sänger sangen auf den wichtigsten Bühnen.
Erst Feldforscher wie Marius Barbeau, W. Roy Mackenzie, Helen Creighton und zahlreiche andere entdeckten die Volksmusik und die Musik der Indigenen. Wenn man von kanadischer Musik sprach, so war es nun die Gesamtheit der Folkmusik, die man im Land antraf. Doch blieb die Musikausbildung konservativ, d. h. stark angebunden an Großbritannien und Frankreich. Dennoch entstanden in den 1930er-Jahren Musikerverbände, die nach dem Krieg die Suche nach kanadischer Identität auch in der Musik stärkten. Auch wurde diese Musik vom Staat gefördert, Sammlungen traditioneller und indianischer Musik inspirierten die aufgeschlossenere Generation. Publikationen wie The Canadian Music Journal (1956–1962), Opera Canada (seit 1960) und The Canada Music Book (1970–1976) untermauerten diese Entwicklung. Die Abkopplung der kanadischen Musik von der ausländischen Avantgarde endete.
Kanadische Musiker beeinflussten die westliche Musik, wie etwa Rock- und Popmusik, in erheblichem Ausmaß, wofür Namen wie Bryan Adams, Paul Anka, Michael Bublé, Leonard Cohen, Céline Dion, Nelly Furtado, Avril Lavigne, Joni Mitchell, Alanis Morissette, Shania Twain, Justin Bieber oder The Weeknd stehen.
Bekannte Vertreter der Rockmusik sind Rush, Alannah Myles, Billy Talent, die Crash Test Dummies, Nickelback, Saga, Steppenwolf und Neil Young.
Zu den bedeutenden Jazzmusikern zählen Paul Bley, Maynard Ferguson, Diana Krall, Moe Koffman und Oscar Peterson.
Avril Lavigne, Sarah McLachlan, Sloan und weitere Musiker haben sich der Initiative Canadian Music Creators Coalition (CMCC) angeschlossen und kündigten in einer Grundsatzerklärung an, künftig wieder für sich selbst sprechen zu wollen. Prozesse und das Digital Rights Management (DRM), vor allem aber die staatliche Förderung seien zu verbessern. Die CMCC forderte die Regierung auf, die Künstler gegen die Vermarktungspolitik meist ausländischer und auf einen ausländischen Markt gerichteter Musikkonzerne zu unterstützen.
Immer noch von großer Bedeutung ist die Country-Musik, die auch von zahlreichen Indianern gespielt wird. Die Canadian Country Music Association ehrt jährlich die bedeutendsten Künstler mit der Aufnahme in die Canadian Country Music Hall of Fame. Wichtige Interpreten sind bzw. waren etwa Wilf Carter, Hank Snow und Gordon Lightfoot.
Auf dem Gebiet der klassischen Musik ist der bekannteste Kanadier sicherlich Glenn Gould (1932–1982), der einer breiteren Öffentlichkeit als begnadeter Interpret vor allem der Werke Johann Sebastian Bachs bekannt ist. Berühmtheit erlangte der damals 22-Jährige im Jahr 1955 mit einer aufsehenerregenden Einspielung der Goldberg-Variationen. Seit 1987 vergibt eine nach dem Musiker benannte Stiftung den Glenn-Gould-Preis.
Auch die Symphonieorchester in Montreal und Toronto haben Weltruf, die Kammermusik hat einen erstklassigen Rang: Tafelmusik und das St. Lawrence String Quartet haben verschiedene Preise gewonnen. Sänger wie Jon Vickers, Russell Braun und Michael Schade, der Flötist Robert Aitken sowie der Pianist Marc-André Hamelin und die Liedbegleiterin Céline Dutilly sind bekannte Interpreten. Auch Werke der Komponisten R. Murray Schafer und Claude Vivier werden regelmäßig aufgeführt.

### Film

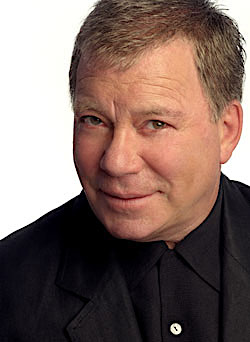
William Shatner (2005)

Als erster Filmemacher gilt James Freer (1855–1933), ein Farmer, der ab 1897 Dokumentationen vorführte. 1917 richtete die Provinz Ontario das Ontario Motion Picture Bureau ein, um Filme zu Unterrichtszwecken drehen zu lassen. Bereits im folgenden Jahr entstand das Canadian Government Motion Picture Bureau.
Auf Anraten von John Grierson, der als Vater des britischen und kanadischen Dokumentarfilms gilt, wurde 1939 der National Film Act verabschiedet, ein Gesetz, das es gestattete, Propagandafilme für Kriegszwecke zu drehen. 1950 wurde das Aufgabenspektrum des dazu gegründeten National Film Board of Canada beauftragt, Kanada den Kanadiern zu erklären, aber auch Nichtkanadiern. Mit der Canadian Film Development Corporation, aus der später Telefilm Canada hervorging, förderte der Staat Filmproduktionen. Das für das Kulturerbe verantwortliche Department of Canadian Heritage stockte 2001 die Mittel für Telefilm Canada auf. Den gleichen Zielen dient die Auszeichnung mit dem Genie Award, die jedes Jahr für die besten kanadischen Filme erfolgt.
Kanada ist auch als Hollywood des Nordens bekannt. Wichtigste Produktionsstätten kanadischer und US-amerikanischer Filme sind heute Vancouver, gefolgt von Montreal und Toronto. Dabei ist Alliance Films das einst größte Medienunternehmen, heute nur noch ein Rechtehändler. Der französische Film ist innerhalb von Kanada häufig erfolgreicher als der englische, weil der Quebecer Filmmarkt von US-Produktionen kaum direkt erreicht wird.
Das kanadische Autorenkino gewinnt dank erfahrener Cineasten wie Atom Egoyan (der bei der Berlinale 2002 Präsident der Jury war), David Cronenberg, Denys Arcand und Léa Pool, aber auch durch junge Filmemacher wie Jean-François Pouliot, Denis Villeneuve, Don McKellar, Keith Behrman und Guy Maddin immer mehr an Bedeutung.
Filmregisseure wie Jean-Claude Lauzon („Night Zoo“ (1987), Léolo (1992)) und Denys Arcand (unter anderem „Der Untergang des amerikanischen Imperiums“ (1986), „Jesus von Montreal“ (1989) und „Joyeux Calvaire“ (1996), „Die Invasion der Barbaren“ (2003)) haben dem kanadischen Film zu internationaler Geltung verholfen.
Bekannte kanadische Schauspieler sind: Mary Pickford, Glenn Ford, Lorne Greene, Raymond Massey, Walter Huston, Jack Carson, Raymond Burr, Christopher Plummer, Donald Sutherland, Kiefer Sutherland, Geneviève Bujold, Keanu Reeves, Dan Aykroyd, Pamela Anderson, Hayden Christensen, Leslie Nielsen, John Candy, Jim Carrey, Michael J. Fox, Mike Myers, William Shatner, Bruce Greenwood, Ryan Gosling, Ryan Reynolds, Carrie-Anne Moss und Sandra Oh. Wie man durch diese Aufzählung erkennen kann, sind viele kanadische Schauspieler häufig in Hollywood-Produktionen tätig und genießen internationales Ansehen.

### Theater

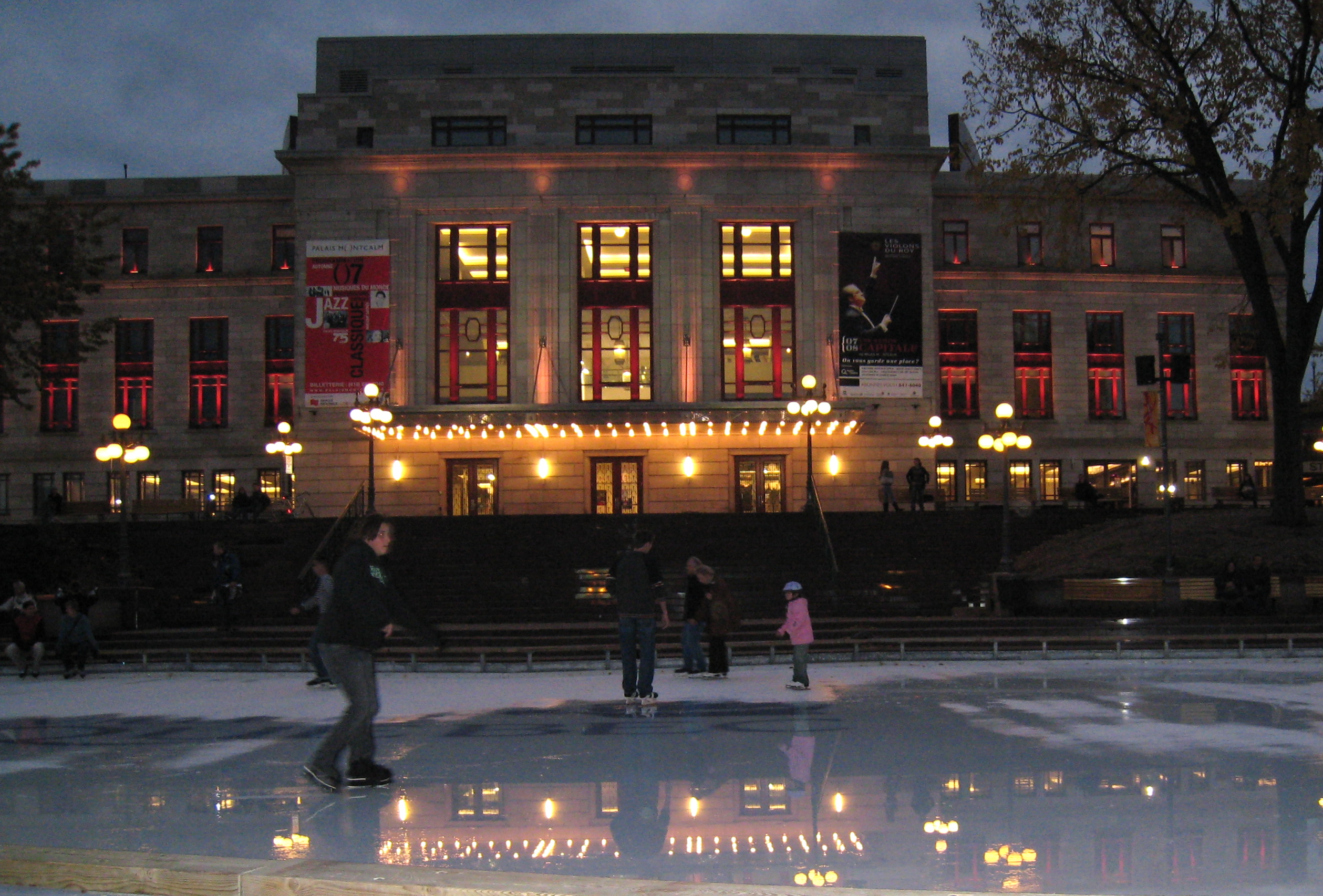
Palais Montcalm in Québec

Das kanadische Theater, das aus einer starken mündlichen Tradition hervorgeht, hat nicht nur weltweit bekannte Regisseure wie Robert Lepage oder Denis Marleau hervorgebracht, sondern auch eine große Anzahl von Theaterautoren, die in verschiedene Sprachen – unter anderem auch ins Deutsche – übersetzt werden. So sind in jüngster Zeit zum Beispiel Texte von Michel Marc Bouchard, Daniel Danis, Michel Tremblay, George F. Walker, David Young und Colleen Wagner von deutschen Ensembles aufgeführt worden.

### Literatur

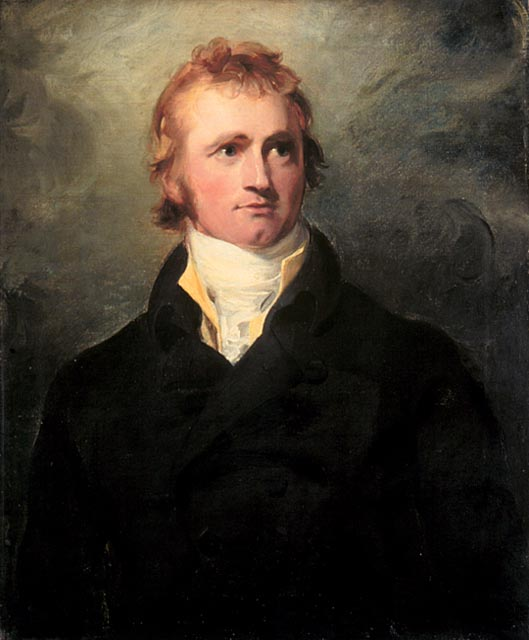
Alexander MacKenzie, Thomas Lawrence etwa 1800

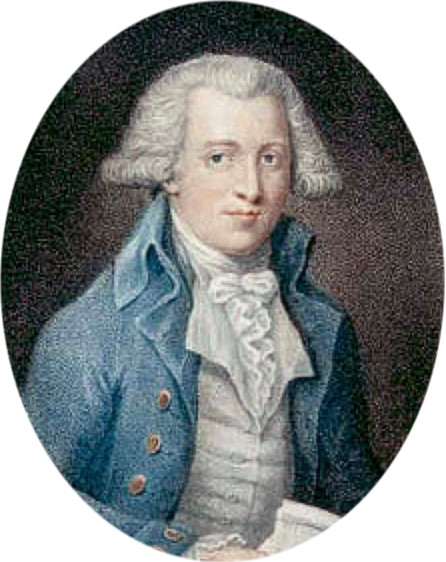
Samuel Hearne

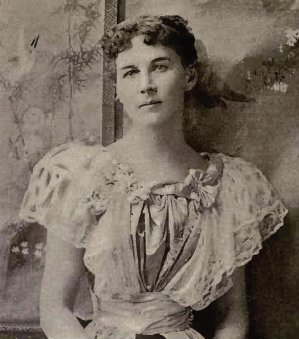
Sara Jeannette Duncan, 1903

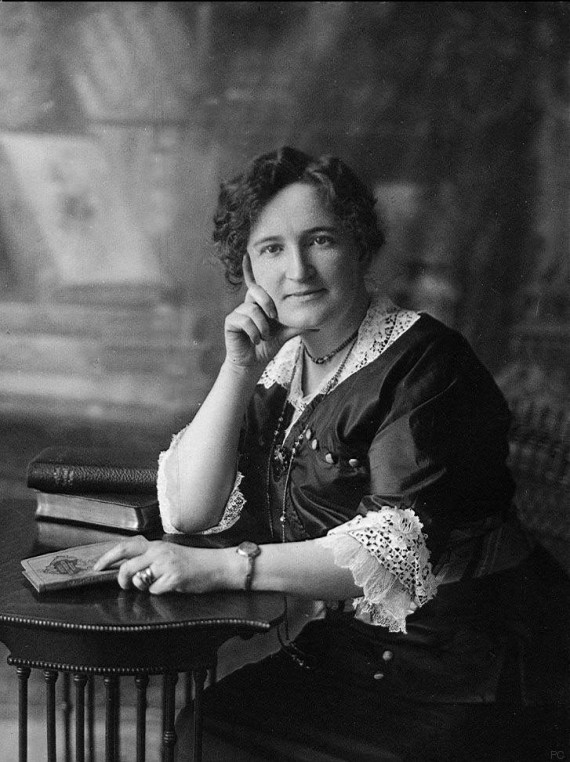
Nellie McClung, nach 1905

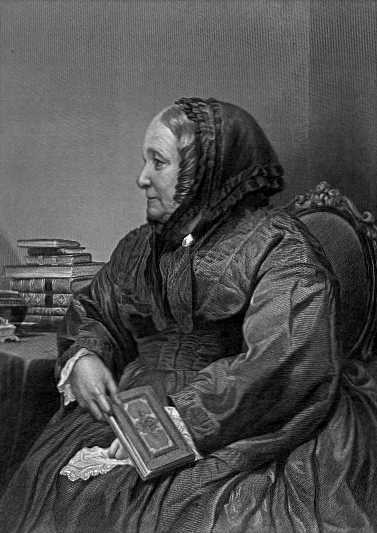
Anna Jameson

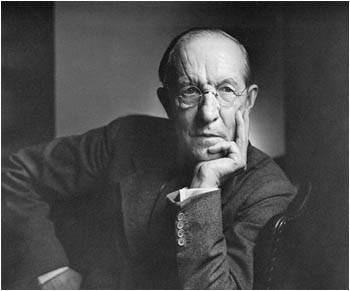
Duncan Campbell Scott (1933)

### Bildende Kunst und Architektur

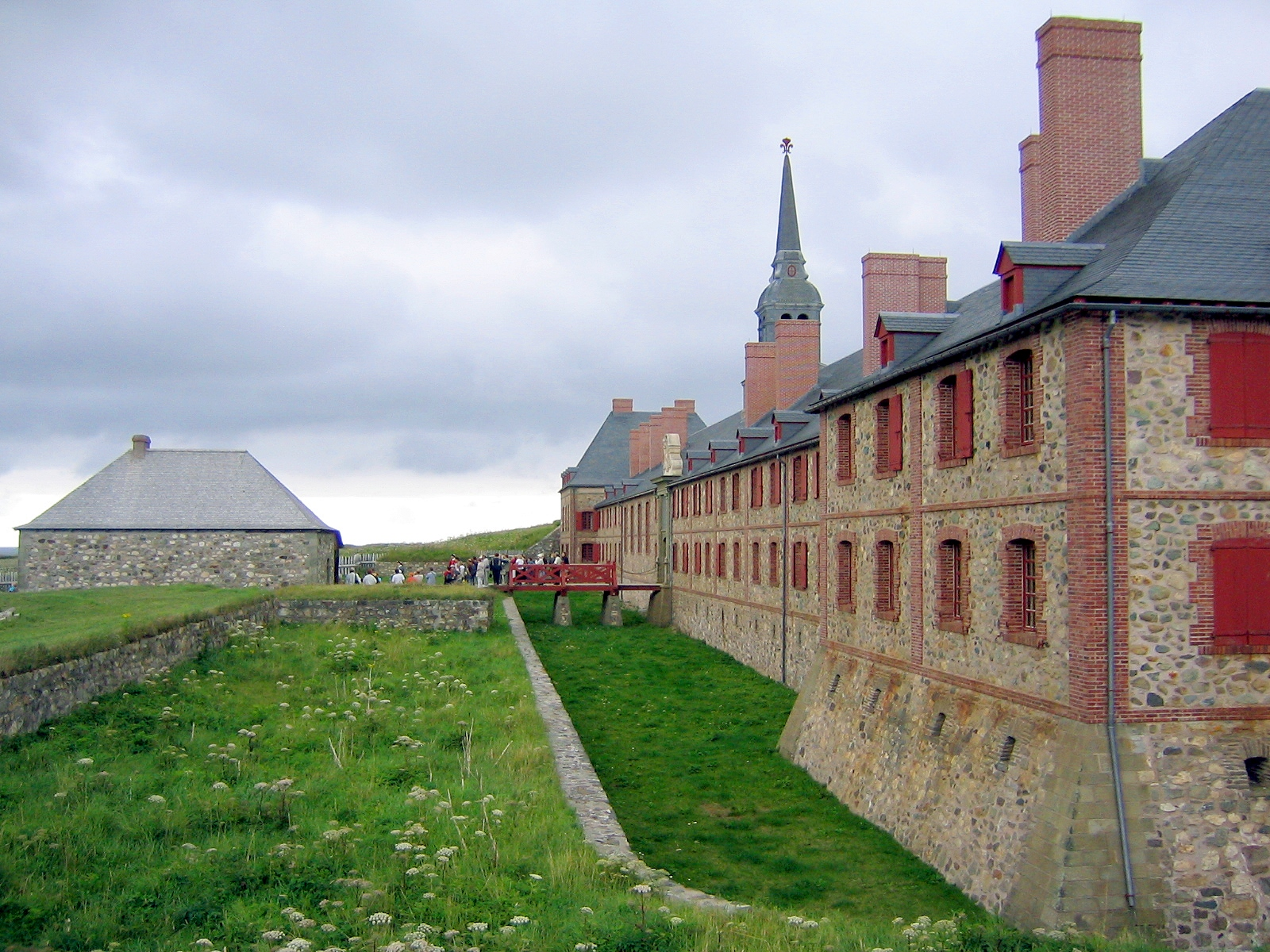
Die französische Festung Louisbourg auf Breton Island

Wie in den meisten Künsten, so ignorierten die ersten Zuwanderer aus Europa weitgehend die Kunst der Ureinwohner. Sie brachten schon in ihren ersten Wohngebäuden und befestigten Hofanlagen sowie naturgemäß im Festungsbau (zum Beispiel Louisbourg) und in Stadtanlagen europäische Traditionen mit. Auch die Dörfer des frankophonen Kanada lagern sich wie in Frankreich um die Kirche, wobei die Missionskirchen und die Kirchen von Québec meist als Vorbilder dienten. Als Material herrschten Stein und Holz vor, Ziegel sind selten. Ähnlich wie in der Bildhauerei kamen die in Frankreich und England vorherrschenden Stile jedoch, bedingt durch die Kommunikationsverhältnisse, mit deutlicher Verspätung an. Das galt auch für die Übernahme der Klassik, nachdem die Briten Kanada erobert hatten.

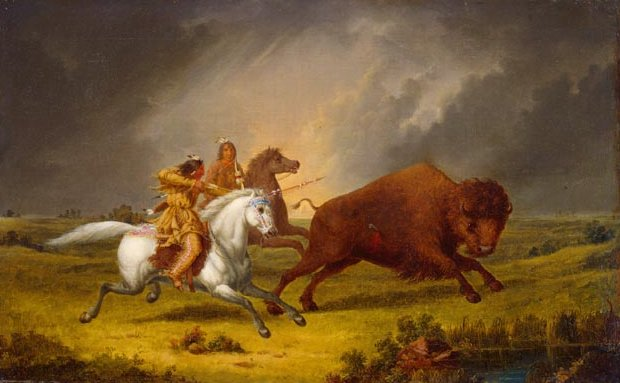
Assiniboine bei der Büffeljagd, Paul Kane zwischen 1851 und 1856

Dennoch nahm die Malerei zwangsläufig die Ureinwohner auf, denn sie sollten für die Berichterstattung bei Hof dargestellt werden. Sie waren zum Teil von großer Genauigkeit, wie die Indianer- und Inuit-Porträts von John White (etwa 1540 bis etwa 1593), oder die Zeichnungen von Louis Nicolas (Codex canadiensis). Ende des 18. Jahrhunderts brachten Briten und die aus den USA geflohenen Loyalisten neue Einflüsse, die sich vor allem in den neuen Siedlungen, wie Toronto, dominierend bemerkbar machten. Es kam sogar zu einem Goldenen Zeitalter der Québecer Malerei, wobei der Stil europäisch blieb, doch die Motive wurden kanadischer. Der Schweizer Peter Rindisbacher dokumentierte etwa seine Reise durch die Hudson Bay in die Red-River-Kolonie, Paul Kane reiste durch den halben Kontinent.

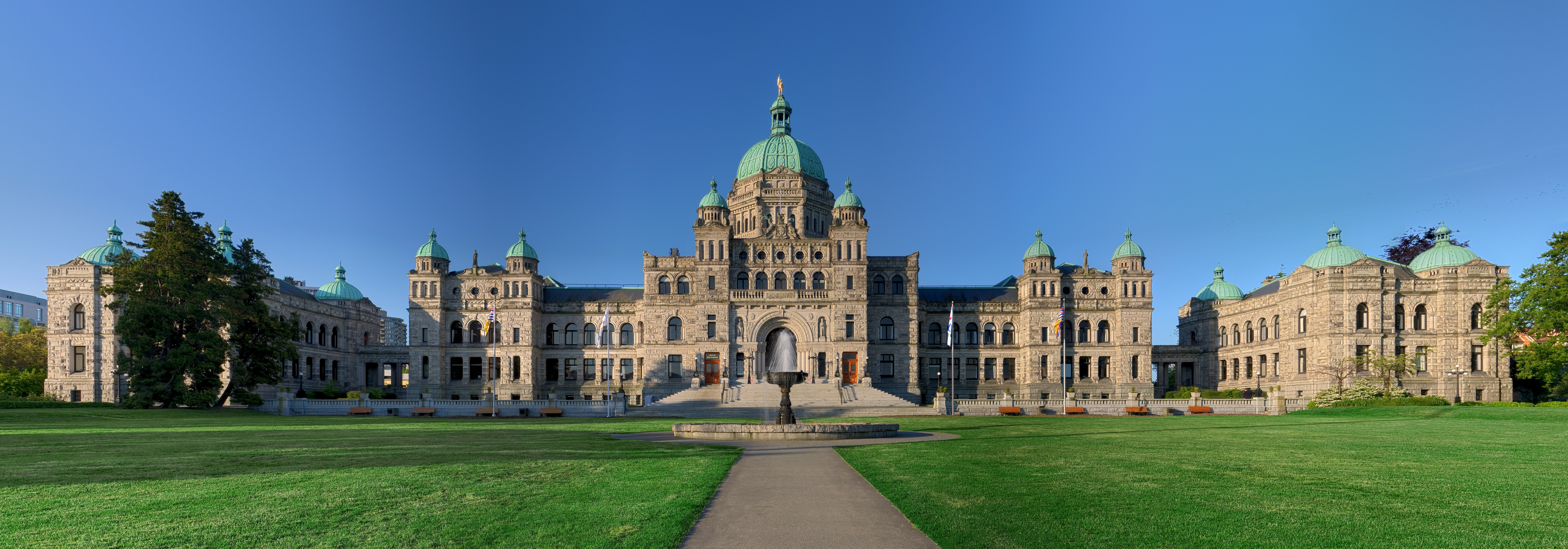
Parlamentsgebäude in Victoria, der Hauptstadt British Columbias

In der Architektur bevorzugte man neo-klassische und neo-gotische Motive, wie in Europa, doch erhielt der britische Einfluss immer mehr Übergewicht. Mit dem repräsentativen Ausbau Ottawas und jeder Provinzhauptstadt versuchte man eine spezifisch kanadische Tradition auszudrücken. Zwischen 1873 und 1914 herrschten historisierende Stile vor, wobei sich die mitgebrachten Stile anderer europäischer Völker, wie der Italiener bemerkbar machten. Mit der Industrialisierung drangen neue Bautypen, wie Stahlbrücken oder Bahnhöfe vor, neue Materialien, vor allem Metalle dominierten. Dazu kamen Glas und schließlich Beton. James Wilson Morrice gilt als Vater des Modernismus in der Malerei. In der Skulptur herrschten historische Monumente auf Plätzen vor, vor allem Kriegsdenkmäler nach dem Ersten Weltkrieg. Doch weiterhin herrschte hierin Europa vor, bis hin zum Art déco.
Die Group of Seven versuchte eine kanadische Malerei zu entwickeln; sie bezog ihre Inspiration aus der Landschaft. Als eine der ersten nahm Emily Carr dabei nicht nur die spezifische Landschaft des Westens auf, sondern auch die grandiose Kunst der Indianer der Pazifikküste.
John Lyman gründete 1939 die Contemporary Arts Society, und über Quebec kamen kubistische Einflüsse, dort entstand die Gruppe der Automatistes. Gegen sie und den Surrealismus entstanden die Plasticiens, allen voran Guido Molinari und Claude Tousignant, Struktur- und Farbfragen traten stärker in den Vordergrund. Ähnlich in Toronto, wo sich Jack Bush und Harold Town gegen den abstrakten Expressionismus wandten. Dabei versuchten diese Gruppen sich zugleich gegen den Einfluss der USA abzusetzen. Ähnliches galt für Bildhauer wie Robert Murray oder Armand Vaillancourt. Hingegen unterscheidet sich die Architektur kaum von der internationalen. Der Fotograf Yousuf Karsh gehörte zu den bedeutendsten Porträtfotografen des 20. Jahrhunderts.
In der Bildenden Kunst hat sich Kanada in Europa durch innovative Künstler einen Namen gemacht. Jeff Wall, Rodney Graham, Ken Lum und Geneviève Cadieux haben fotografische Techniken auf neuartige Weise für sich genutzt.
Jana Sterbak hat außergewöhnliche konzeptuelle Environments geschaffen.

### Speisen und Getränke

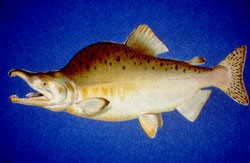
Männlicher Buckellachs von der Pazifikküste in der Laichzeit. Sie heißen in Kanada Pink oder Humpback Salmon.

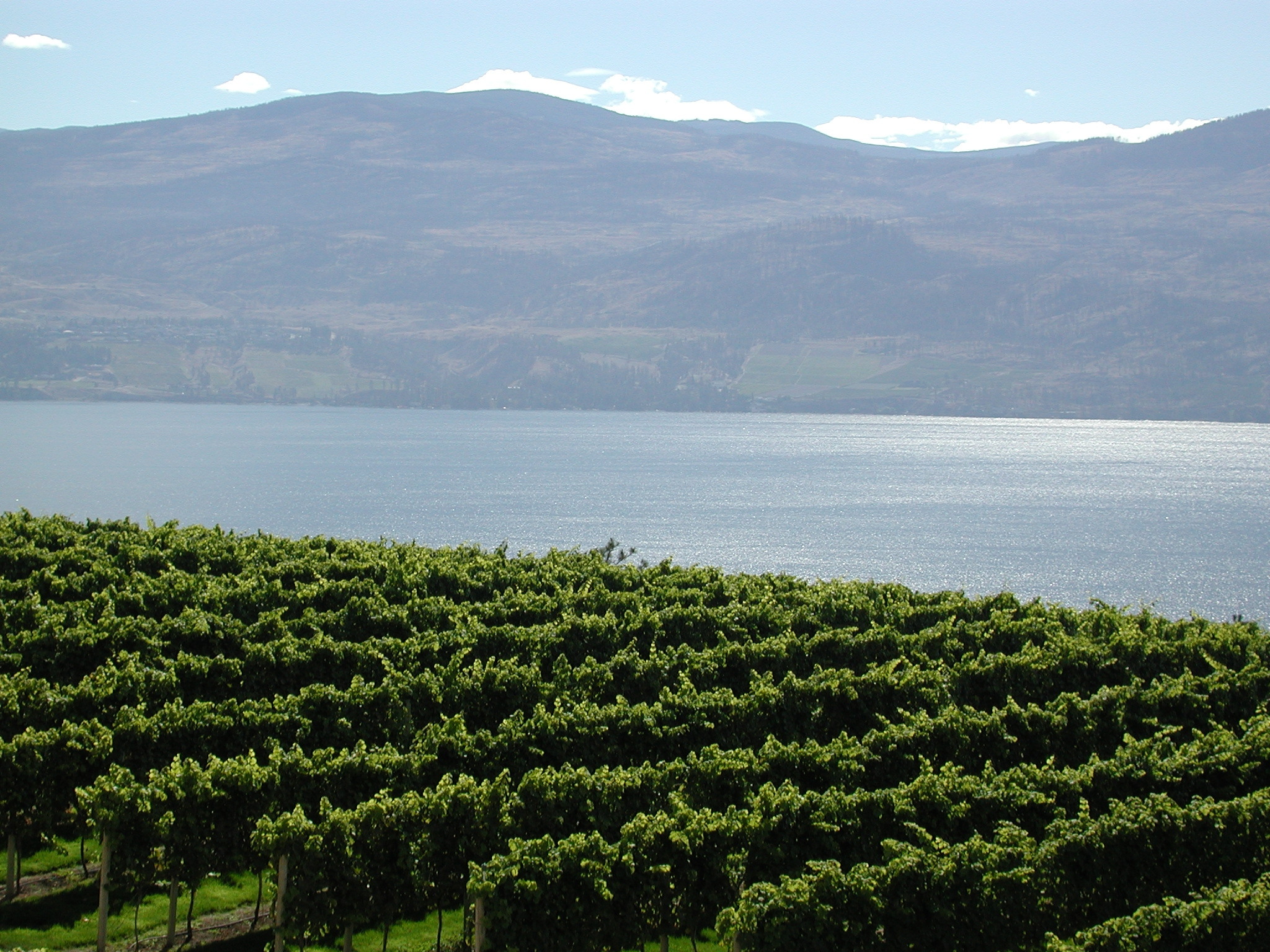
Weinberge am Okanagan Lake

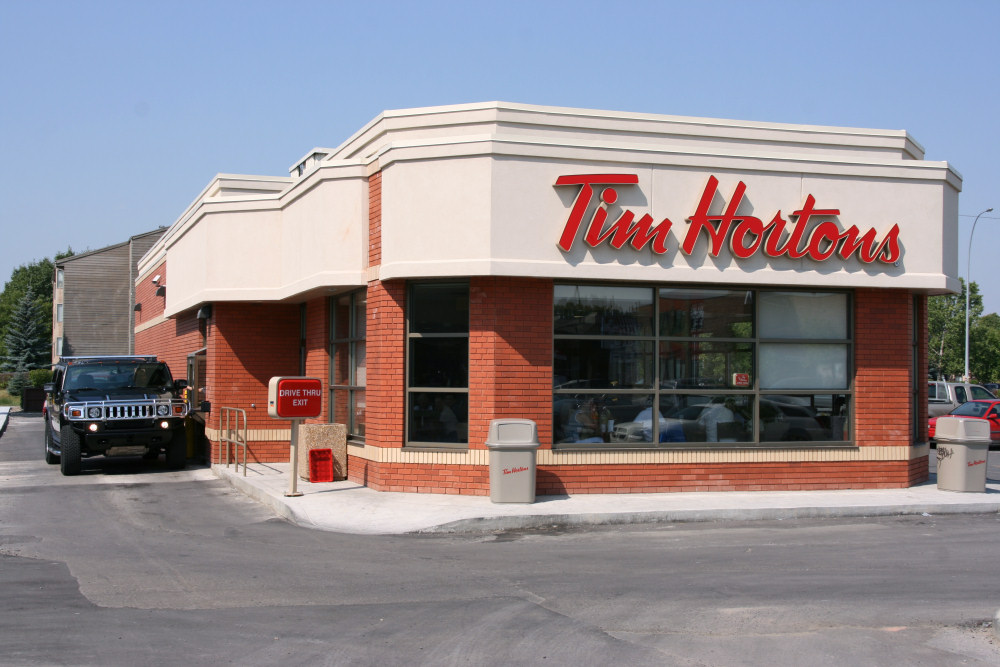
Typisches „Tim Hortons“ in Kanada

Die Produktion von Nahrungsmitteln hängt stark von den natürlichen Bedingungen ab. Daher weisen die Regionalküchen, wie etwa die der Küstensäume und der Graslandschaften der Prärieprovinzen, entsprechende Schwerpunkte auf. Während etwa an der Atlantikküste der Fang von Hummern, genauer von Hummerartigen (Lobster) einen wichtigen Wirtschaftszweig darstellt, war es an der Westküste der von Wildlachs; letzter wurde allerdings von Lachszuchten fast vollständig verdrängt, so dass einige Lachsarten, die noch vor wenigen Jahren in riesigen Laichzügen zu bewundern waren, inzwischen zu den bedrohten Tierarten gerechnet werden müssen.
Neben dem Umgang mit den natürlichen Ressourcen spielen aber auch kulturelle Unterschiede eine beträchtliche Rolle. Der französische Einfluss in Québec ist nicht zu übersehen, es gibt zahlreiche Restaurants mit der entsprechenden Küche. Die Prärieprovinzen sind hierin sehr stark vom mittleren Westen der USA beeinflusst, während sich im äußersten Westen ein starker britischer Einfluss bemerkbar macht, wo der englische Tee im Alltag immer noch seinen Platz hat.
Im Süden Kanadas, vor allem auf der Niagara-Halbinsel und im Okanagan-Gebiet sowie im Südosten von Vancouver Island in British Columbia wird Wein angebaut. Der über 200 Jahre alte Weinanbau nahm einen neuen Aufschwung, da ab 1974 erstmals neue Weinbaulizenzen ausgegeben wurden, und weil die Weinbauverbände (Vintners Quality Alliance) auf höhere Qualitäten drängten. Kanadische Weine tragen etwa die Hälfte zum Gesamtkonsum des Landes bei, wobei bis 2006 Vincor International und Andres Wines dominierten. Vincor wurde allerdings vom US-Weinproduzenten Constellation Brands aufgekauft.
Spirituosen können nur in besonderen Geschäften oder in Restaurants gekauft werden, die die Bezeichnung Licensed Premises tragen. Viele Restaurants gestatten ihren Gästen, eigenen Wein, Bier oder Ahornsirup mitzubringen. Das Mindestalter für den Alkoholkauf liegt zwischen 18 und 19 Jahren.
Die vorherrschende Kaffee- und Fast-Food-Kette ist Tim Hortons, kurz Tim’s oder Timmies. Das Unternehmen wurde 1964 in Hamilton, Ontario gegründet und 2014 von Burger King Worldwide Inc. übernommen und gehört damit mehrheitlich zur brasilianische Investmentgesellschaft 3G Capital. 2016 gab es über 3.800 Niederlassungen in Kanada. Der schärfste Konkurrent beim Fast Food ist McDonald’s, im Kaffeesektor das US-Unternehmen Starbucks.

### Sport

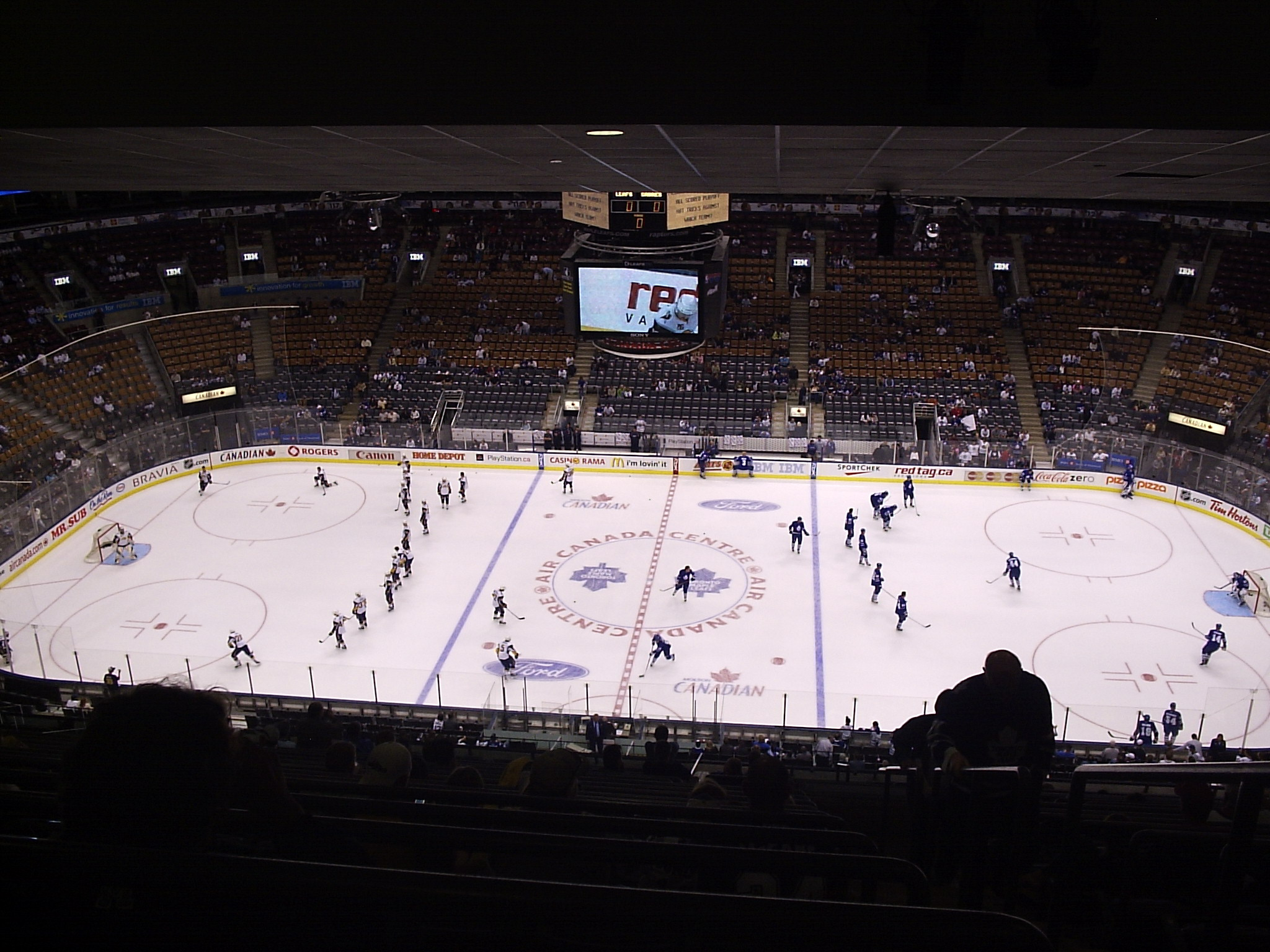
Eishockeyspiel im Air Canada Centre, Toronto (2007)

Der Sport in Kanada ist vielfältig und umfasst zahlreiche Winter- und Sommersportarten. Als Nationalsportart seit 1859 offiziell anerkannt war bis 1994 nur das auf indianische Wurzeln zurückgehende Lacrosse. Es gilt seit 1994 als nationale Sommersportart. Seit 1994 ist Eishockey die nationale Wintersportart. Kanada gilt nicht nur als Mutterland des Eishockeys, sondern gehört auch zu den weltweit erfolgreichsten Ländern. Sieben kanadische Mannschaften sind in der NHL, der bedeutendsten Profiliga der Welt, vertreten. Auch im Lacrosse ist Kanada überaus erfolgreich und besiegte beim World Lacrosse Championship von 2006 in London die USA.
Die bei Zuschauern beliebteste Sportart im Sommer ist neben Lacrosse Canadian Football, das große Ähnlichkeiten mit dem American Football aufweist. Das Meisterschaftsendspiel, der Grey Cup, weist bei im Fernsehen übertragenen Sportereignissen die höchste Einschaltquote auf. Ebenfalls auf Interesse stoßen Baseball, Basketball, Cricket, Curling, Fußball, Rugby Union und Softball. Die am häufigsten ausgeübten Einzelsportarten sind Eislaufen, Golf, Leichtathletik, Ringen, Schwimmen, Skateboarden, Skifahren, Snowboarden und Tennis. Da das Land überwiegend ein kühles Klima besitzt, sind die Erfolge bei Wintersportarten tendenziell zahlreicher als bei Sommersportarten.
Kanada war Gastgeber zahlreicher internationaler Sportveranstaltungen, darunter die Olympischen Sommerspiele 1976 in Montreal und die Olympischen Winterspiele 1988 in Calgary. Die Olympischen Winterspiele 2010 wurden in Vancouver ausgerichtet. Zudem waren kanadische Städte Ausrichter von vier Commonwealth Games und zahlreichen Weltmeisterschaften.
Special Olympics Kanada wurde 1969 gegründet und nahm mehrmals an Special Olympics Weltspielen teil.

### Feiertage
| Datum                      | Englische Bezeichnung | Französische Bezeichnung | Bemerkung | Status                                                                                                |
| -------------------------- | --------------------- | ------------------------ | --- | --- |
| 1. Januar                  | New Year’s Day        | Nouvel An                | Neujahr | Bundesweit gesetzlicher Feiertag                                                                      |
| Karfreitag                 | Good Friday           | Vendredi saint           | Karfreitag | Bundesweit gesetzlicher Feiertag                                                                      |
| Ostermontag                | Easter Monday         | Pâques                   | Ostermontag | Arbeitsfreier Tag für Angestellte des Bundes (viele private Arbeitgeber folgen diesen Feiertagen)     |
| Montag vor oder am 24. Mai | Victoria Day          | Fête de la Reine         | Feier des Geburtstages des amtierenden britischen (und kanadischen) Monarchen. In Québec fallen Victoria Day und Fête des patriotes auf denselben Tag.                                    | Gesetzlicher Feiertag in den meisten Provinzen und allen Territorien                                  |
| 1. Juli                    | Canada Day            | Fête du Canada           | zur Feier des British North America Act vom 1. Juli 1867. Ihm gehen zwischen 21. und 27. Juni National Aboriginal Day, Fête nationale du Québec und Canadian Multiculturalism Day voraus. | Nationalfeiertag und bundesweit gesetzlicher Feiertag                                                 |
| Erster Montag im August    | Civic Holiday         | Premier lundi d’août     | Feiertag mit teilweise unterschiedlicher Benennung und Bedeutung je Provinz (z. B. British Columbia Day, New Brunswick Day, Saskatchewan Day)                                             | Gesetzlicher Feiertag in einigen Provinzen                                                            |
| Erster Montag im September | Labour Day            | Fête du travail          | Tag der Arbeit | Bundesweit gesetzlicher Feiertag                                                                      |
| Zweiter Montag im Oktober  | Thanksgiving          | Action de grâce          | Erntedankfest | Gesetzlicher Feiertag in den meisten Provinzen und Territorien, freier Tag für Angestellte des Bundes |
| 11. November               | Remembrance Day       | Jour du Souvenir         | Tag zum Gedenken an die Kriegstoten | Gesetzlicher Feiertag in einigen Provinzen                                                            |
| 25. Dezember               | Christmas             | Noël                     | 1. Weihnachtsfeiertag | Bundesweit gesetzlicher Feiertag                                                                      |
| 26. Dezember               | Boxing Day            | Lendemain de Noël        | 2. Weihnachtsfeiertag | Gesetzlicher Feiertag in Ontario                                                                      |

Darüber hinaus gibt es bewegliche Feiertage, wie z. B. den Tag der Familie oder den Louis Riel Day.